# Duisburg

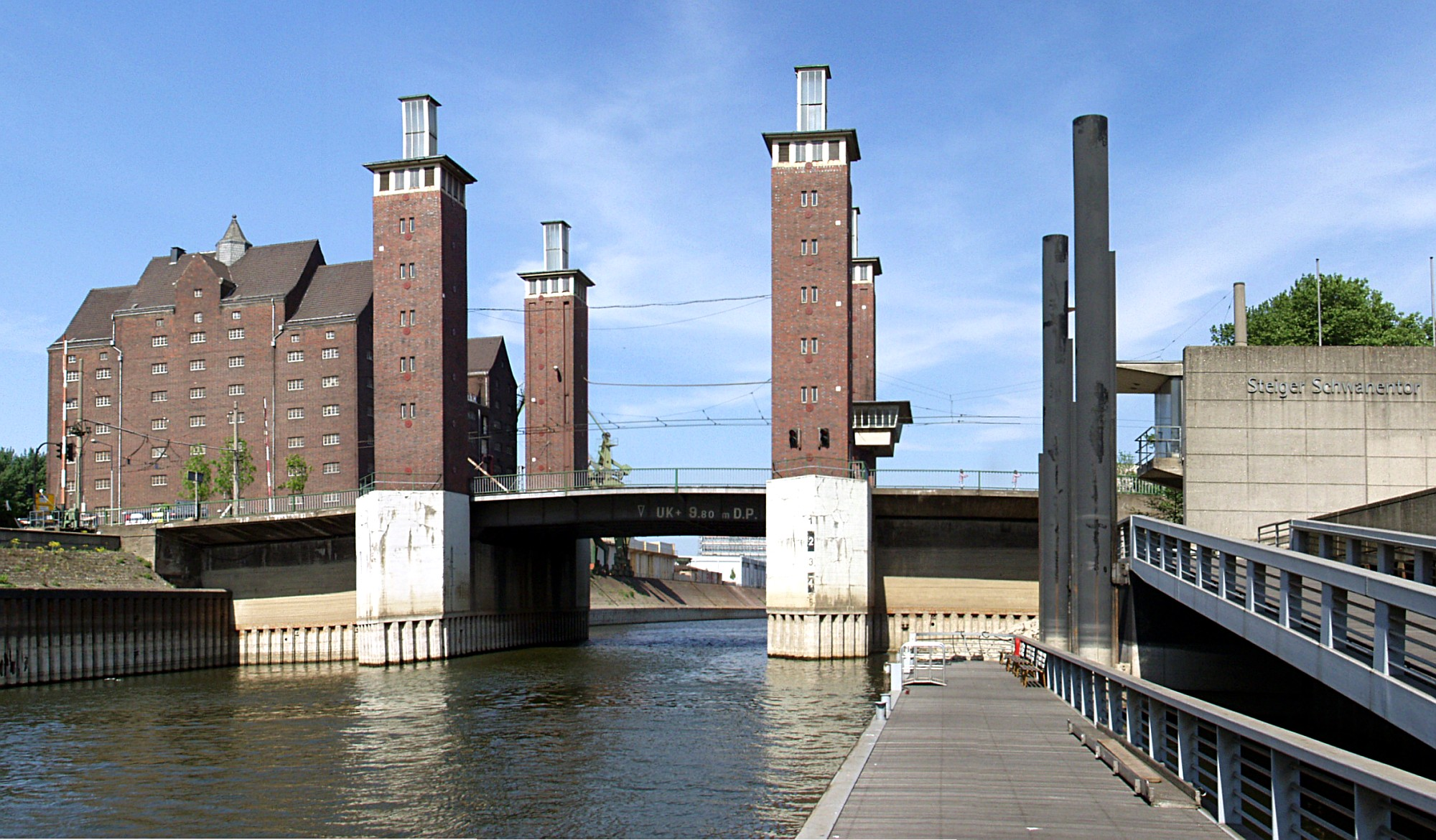
Schwanentorbrücke im Duisburger Innenhafen

Duisburg ([dyːsbʊʁk], regional variabel [ˈdyːsbʊɐ̯ç] bis [ˈdʏːsbʊʀə̆ɕ]) ist eine kreisfreie Großstadt, die an der Mündung der Ruhr in den Rhein im Schnittpunkt von Region Niederrhein und Ruhrgebiet liegt. Die rheinische Stadt gehört dem Landschaftsverband Rheinland (LVR) an und ist Mitglied des Regionalverbands Ruhr (RVR). Sie ist mit circa einer halben Million Einwohnern nach Köln, Düsseldorf, Dortmund und Essen die fünftgrößte Stadt des Landes Nordrhein-Westfalen. In der Landesplanung als Oberzentrum innerhalb des nordwestlichen Regierungsbezirks Düsseldorf eingestuft, nimmt Duisburg auf der Liste der Großstädte in Deutschland den 15. Platz ein.
Die am Ausgangspunkt des historischen Hellwegs gelegene und im Jahre 883 erstmals urkundlich genannte Stadt entwickelte sich bereits im Mittelalter zu einem urbanen Handelszentrum, verlor jedoch im 13. Jahrhundert aufgrund der Verlagerung des Rheins, die die Stadt vom Strom abschloss, erheblich an wirtschaftlicher und politischer Bedeutung. Im Jahre 1407 wurde Duisburg, auf Anregung durch Köln, Mitglied der Hanse. Auf den Status einer Hansestadt verweisen in der Duisburger Flagge und im Wappen die Farben weiß und rot. Im 19. Jahrhundert wuchs Duisburg dank seiner günstigen Flusslage mit den Häfen und der Nähe zu den Kohlelagerstätten im Ruhrgebiet auf der Basis der Eisen und Stahl erzeugenden Industrie zu einem bedeutenden Industriestandort. Städtebaulich ist Duisburg stark durch die Industrieanlagen dieser Zeit geprägt, die heute teils noch genutzt und teils in Parkanlagen eingebunden sind, oder wie im Innenhafen durch Unternehmen und Kulturbetriebe genutzt werden. Die erste und dritte Themenroute der populären Route der Industriekultur mit zahlreichen Denkmälern führen durch das Duisburger Stadtgebiet, namentlich „Duisburg: Stadt und Hafen“ sowie „Duisburg: Industriekultur am Rhein“.
Zugleich ist die örtliche Logistik als eine der Drehscheiben Zentraleuropas ein wichtiges ökonomisches Standbein der Stadt. Der Hafen (betrieben durch die Duisburger Hafen AG) mit seinem Zentrum im Stadtteil Ruhrort gilt als größter Binnenhafen der Welt. Er prägt die Wirtschaft der Stadt genauso wie die Eisen- und Stahlindustrie. Ein großer Teil des in Deutschland erzeugten Roheisens stammt aus Duisburger Hochöfen. Die traditionelle Stahlproduktion und Metallverarbeitung in Duisburg konzentriert sich zunehmend auf die Erzeugung von Hightech-Produkten.
Die Stadt ist sowohl Teil der Metropolregion Rhein-Ruhr mit rund 10,2 Millionen Einwohnern, als auch Teil der Metropolregion Rheinland mit 8,7 Millionen Einwohnern und liegt im Kern des zentralen europäischen Wirtschaftsraumes.

## Geografie

### Geografische Lage

Lage der Stadt und Nachbarkreise

Duisburg liegt am Rande des niederbergischen Hügellandes an der Mündung der Ruhr in den Rhein. Das Stadtgebiet erstreckt sich zu beiden Seiten dieser Flüsse, wobei der größte Teil und das Stadtzentrum rechtsrheinisch liegen, nur der Stadtbezirk Rheinhausen und der größere Teil des Stadtbezirkes Homberg-Ruhrort-Baerl liegen linksrheinisch. Im Norden der Stadt münden die Alte Emscher und die Kleine Emscher in den Rhein.
Die höchste Erhebung ist der Backelsberg im Duisburger Stadtwald mit 83,7 m ü. NHN, auf dessen nördlicher Kuppe in 82,53 m ü. NHN Haus Hartenfels liegt. Der tiefste Punkt liegt mit 14,85 m ü. NN in Duisburg-Walsum (Kurfürstenstraße). Die mittlere Höhenlage des Stadtkerns beträgt 33,5 m ü. NN (Duisburg-Mitte, Königstraße/Ecke Hohe Straße).

Ein Drittel der Duisburger Bevölkerung lebt durch Bergsenken unter dem Wasserspiegel des Rheins in einem Poldergebiet – geschützt durch hohe Rheindeiche und Grundwasserpumpwerke. Der Pegelnullpunkt (Sohle des Flussbetts) liegt in Ruhrort 16,09 m ü. NN.

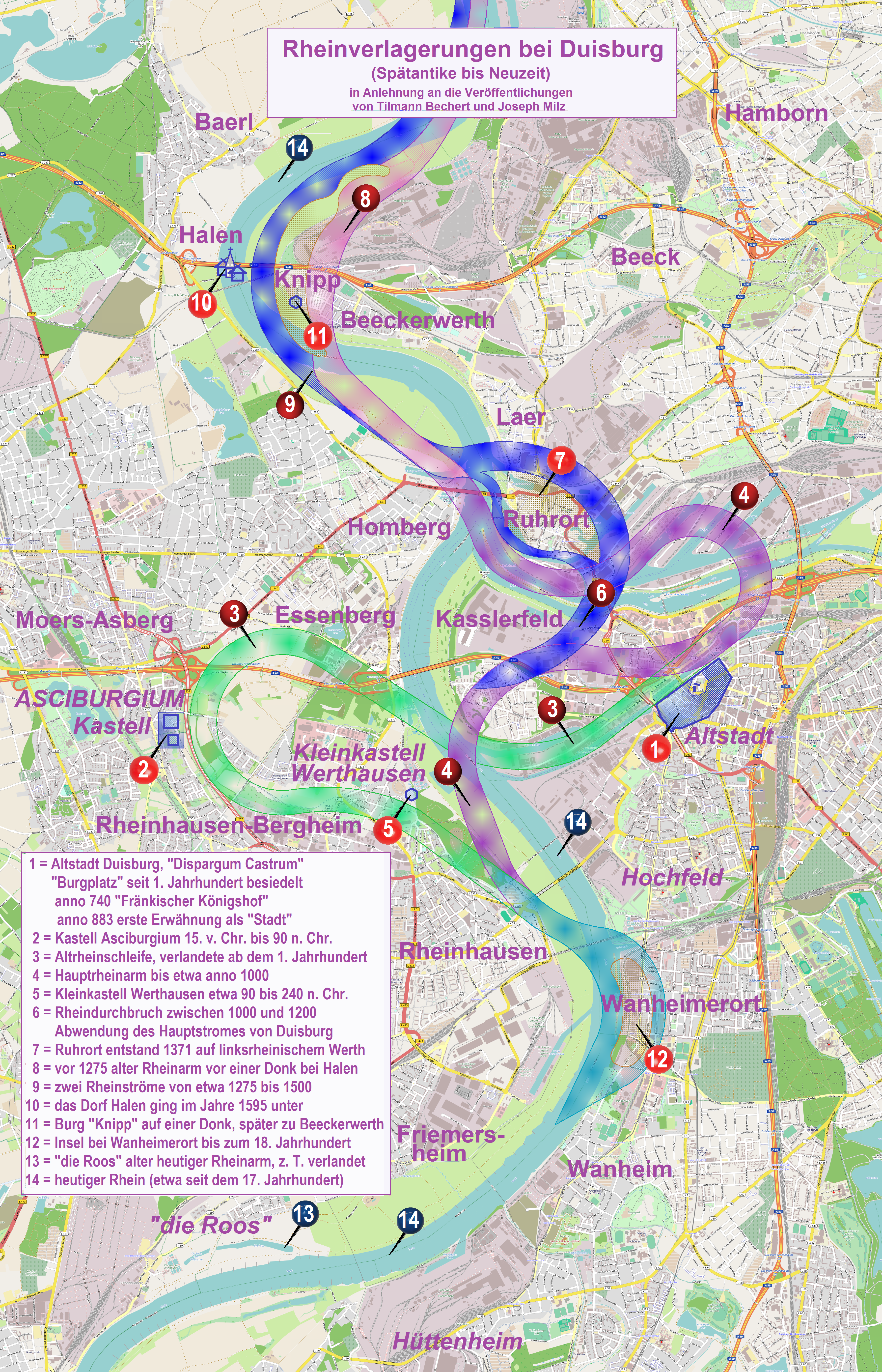
Wichtige Rheinverlagerungen von der Spätantike bis zur Neuzeit

Der Raum Duisburg war im Laufe seiner Geschichte ständig von Rheinverlagerungen, Hochwasser und Uferabbrüchen betroffen:
- Um die Zeitenwende floss eine Altrhein-Schleife – vom römischen Asciburgium (bei Moers-Asberg und Duisburg-Rheinhausen) kommend – durch das Gelände, an dem sich beim heutigen Innenhafen der Kern der historischen Stadt Duisburg entwickelte.
- Im Jahre 1000 begann der Hauptarm des Stromes sich vom alten Duisburg abzuwenden, auch wenn ein Nebenarm noch über 300 Jahre den Zugang zum Hauptarm ermöglichte.

Rheinverlagerungen betrafen auch die durch spätere Eingemeindungen jetzt zu Duisburg gehörenden rechts- und linksrheinischen Stadtteile:
- Teile des heute zu Wanheimerort gehörenden Stadtbereiches lagen zunächst auf einer Insel (einem Oorth) vor Wanheim, ehe diese im 18. Jahrhundert am östlichen Ufer anlandete.
- Ruhrort lag bis zum 14. Jahrhundert westlich des Hauptarmes auf einem Werth bzw. einem Oorth vor Homberg, wo es zum linksrheinischen Kirchspiel Halen gehörte; erst durch weitere Rheinverlagerungen verlor Ruhrort seine Insellage und kam auf die rechte Rheinseite, wo ihm schließlich eine eigene Pfarre zugestanden wurde.
- Das bei Baerl gelegene Kirchdorf Halen und die auf einer Sandbank davor liegende Burg Knipp versanken um 1595 im Rhein.
- Teile des heutigen Beeckerwerth lagen zunächst auf einer großen Sandbank (auf einer Donk), auf der sich auch die 1595 durch Hochwasser zerstörte erste Burg Knipp befand (die später auf sicherem Gelände in Beeckerwerth neu errichtet wurde).

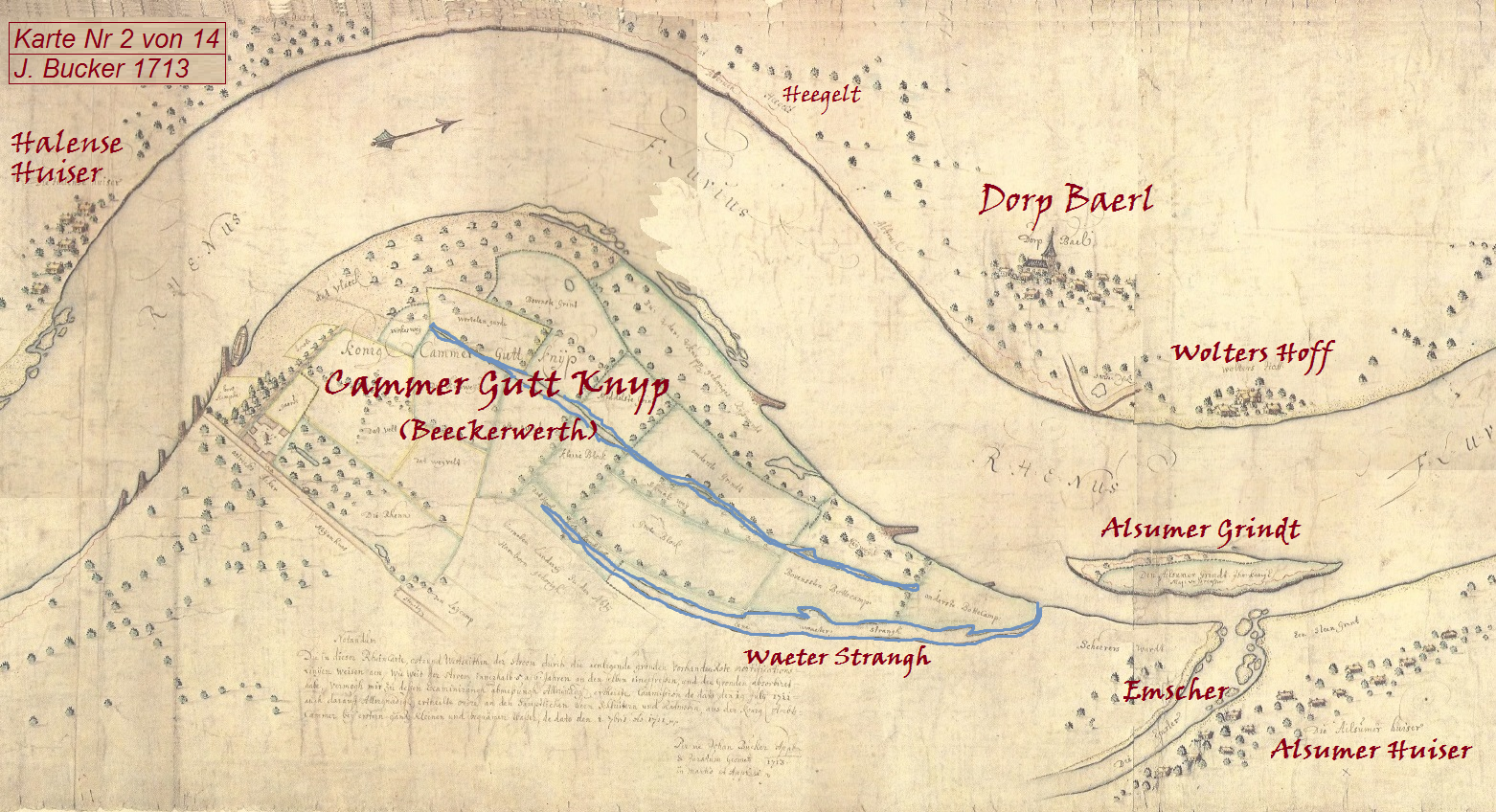
Buckersche Karte Nr. 2 – Rhein bei Duisburg von Beeckerwerth bis Baerl 1713

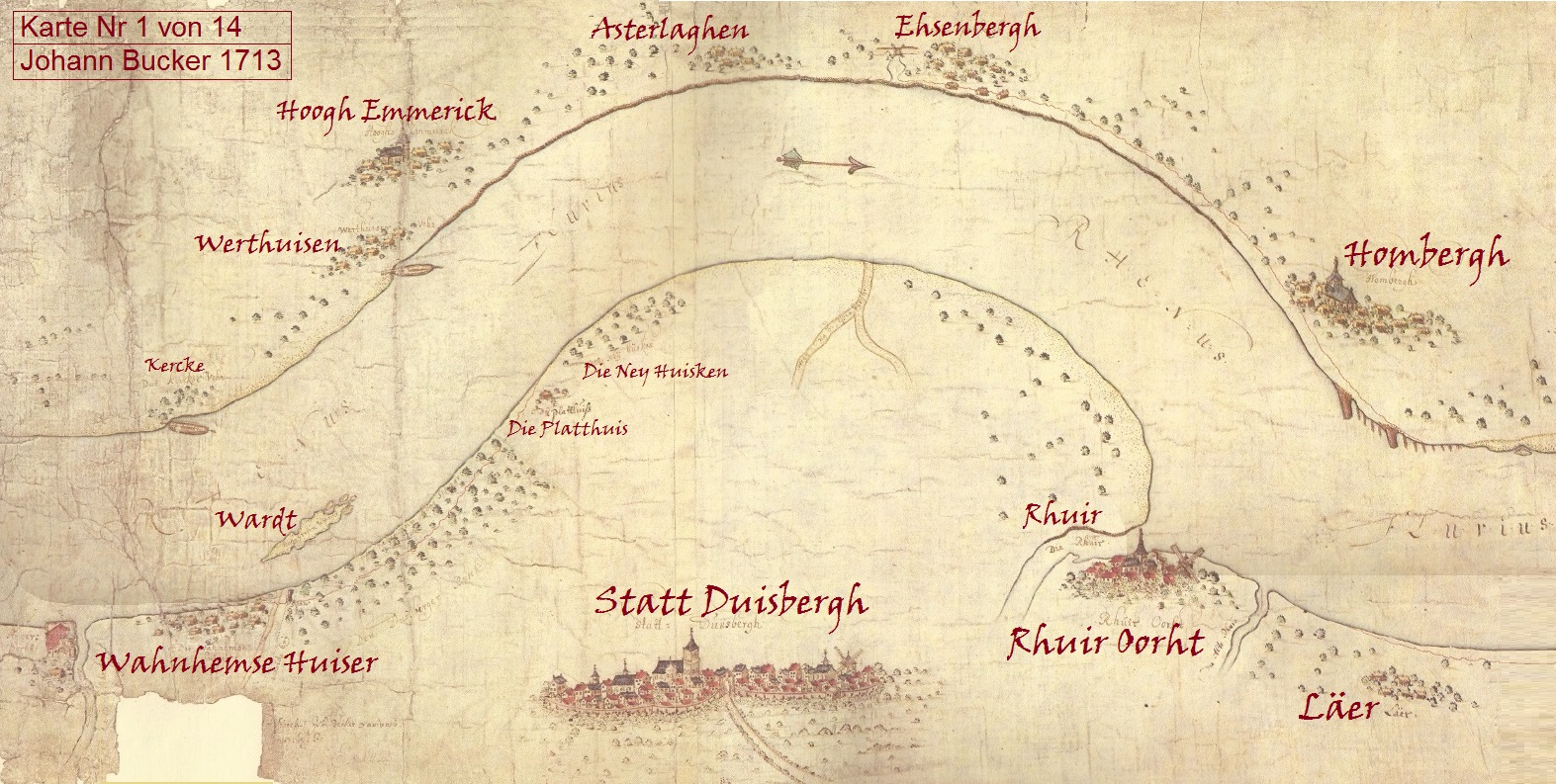
Buckersche Karte Nr. 1 – Rhein bei Duisburg von Wanheim bis Homberg 1713

Die Autoren Tilmann Bechert (Ausgrabungen Asciburgium) und Joseph Milz (Geschichte der Stadt Duisburg) sowie die Broschüre des Stadtmuseums Duisburgs anlässlich der bis März 2014 laufenden Ausstellung zu Asciburgium weisen auf die neuen Erkenntnisse zu den Rheinverlagerungen bei Duisburg hin. Die lange für das 13. Jahrhundert angenommene Verlagerung des Hauptarmes weg von Duisburg hat demzufolge bereits kurz nach dem Jahr 1000 eingesetzt.
Aus den im Jahre 1713 gezeichneten Rheinkarten des Kartographen Johann Bucker ist ersichtlich, wie sich Verlauf und Uferregion des Rheines sowohl gegenüber dem Mittelalter als auch in den letzten 300 Jahren der Neuzeit verändert haben.
In der Gegenwart gibt es eine Rhein-Promenade insbesondere am Rheinpark.

### Nutzungsarten des Duisburger Stadtgebietes

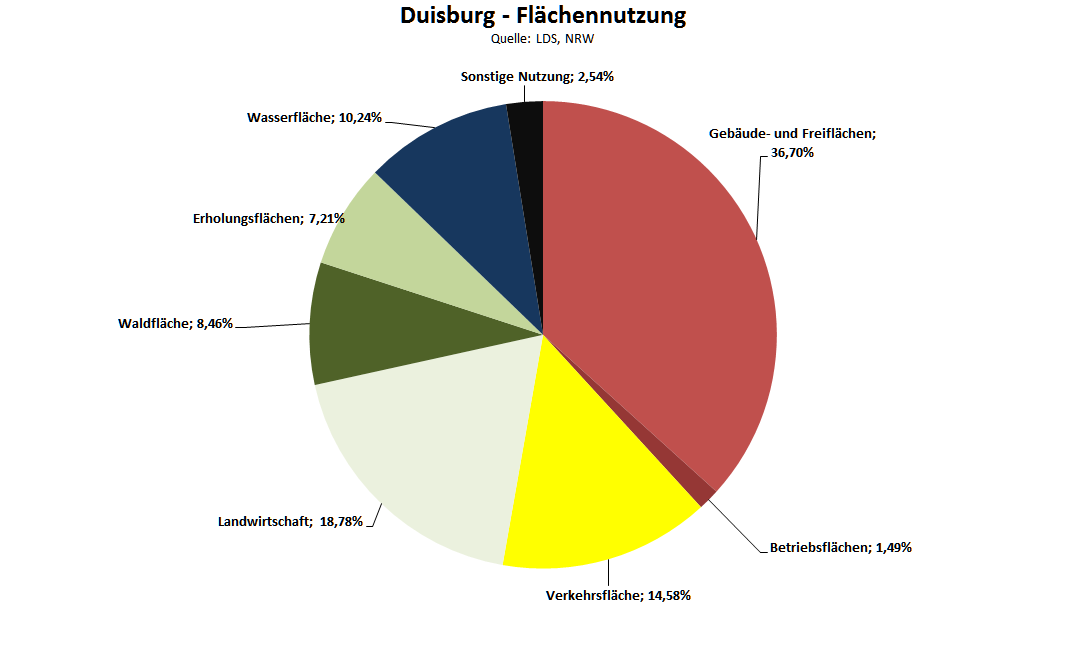
Flächennutzung der Stadt Duisburg

Am 31. Dezember 2009 betrug die Katasterfläche der Stadt insgesamt 23.281,35 Hektar. Davon waren 8.544,06 Hektar (36,7 %) Gebäude- und Freifläche und 347,46 Hektar (1,49 %) Betriebsflächen. 3.394,24 Hektar (14,58 %) des Stadtgebietes dienten dem Verkehr.
44,69 % der Fläche bestand aus Wald, Wasserflächen, Landwirtschaftsflächen, Parks und Grünanlagen. Duisburg gehört damit zu den Städten mit einem überdurchschnittlichen Grünflächenanteil.
Die Besiedlungsdichte geht nicht über 15.000 Einwohner je Quadratkilometer hinaus. So liegt die Besiedlungsdichte in Neudorf bei etwa 10.000 Einwohnern je Quadratkilometer und in Hochfeld bei etwa 15.000 Einwohnern je Quadratkilometer.
Aufgrund des Zuschnitts der Stadtteile geht die Bevölkerungsdichte nicht über 6.000 Einwohner je Quadratkilometer hinaus.

### Nachbargemeinden
An die Stadt Duisburg grenzen im Westen und Norden die Städte Moers, Rheinberg und Dinslaken im Kreis Wesel, im Osten die kreisfreien Städte Oberhausen und Mülheim an der Ruhr, im Süden die Stadt Ratingen im Kreis Mettmann, die kreisfreie Landeshauptstadt Düsseldorf, die Stadt Meerbusch im Rhein-Kreis Neuss und die kreisfreie Stadt Krefeld.
Duisburg hat sich bereits 1973 mit flussabwärts gelegenen Landkreisen zum Zweckverband Euregio Rhein-Waal zusammengeschlossen. Dazu gehören die niederrheinischen Kreise Kleve und Wesel, Städte Düsseldorf, Arnhem und Nijmegen sowie einige grenznahe niederländische Gemeinden.

### Stadtgliederung

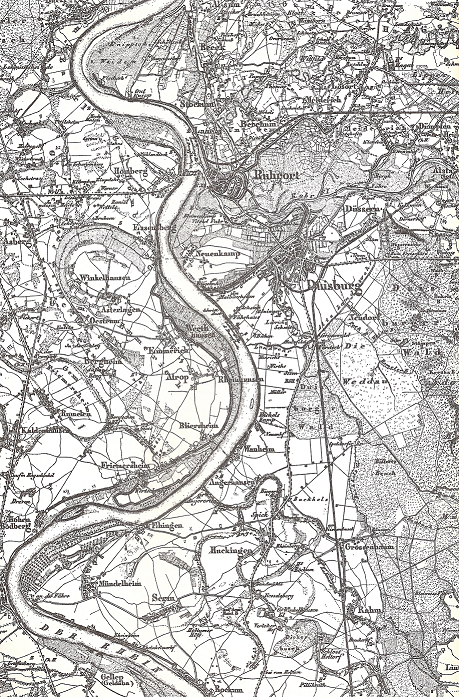
Duisburg und Ruhrort in der Topographischen Karte von Rheinland und Westfalen, etwa 1850

Seit der kommunalen Neuordnung vom 1. Januar 1975 unterteilt sich das Duisburger Stadtgebiet in 46 Stadtteile, die sich auf die sieben Stadtbezirke Walsum, Hamborn, Meiderich/Beeck, Homberg/Ruhrort/Baerl, Duisburg-Mitte, Rheinhausen und Duisburg-Süd verteilen. Bei der Kommunalwahl wählen die Bürger für jeden Stadtbezirk eine Bezirksvertretung mit je 19 Mitgliedern. Außerdem besitzt jeder Stadtbezirk ein Bezirksamt.
Der Stadtbezirk Mitte ist der einzige Bezirk mit einer sechsstelligen Einwohnerzahl (105.961) und hat damit die größte unter den sieben Stadtbezirken. Gefolgt wird er von Rheinhausen (77.933), Meiderich/Beeck (73.881), Süd (73.321) und Hamborn (71.891). Es folgen der nördlichste Bezirk Duisburgs, Walsum, mit 51.528 Einwohnern und Homberg/Ruhrort/Baerl, wo 41.153 Menschen leben (Stand 2008).
Der Stadtbezirk Homberg/Ruhrort/Baerl ist mit einer Fläche von 37,1 Quadratkilometern flächenmäßig der drittgrößte Bezirk in Duisburg, größer sind nur Süd (49,84 km²) und Rheinhausen (38,68 km²). Die weiteren Stadtbezirke weisen Flächen zwischen 34,98 km² und 20,84 km² auf.

### Klima
Durch seine Lage im Westen der Bundesrepublik weist Duisburg ein ganzjährig gemäßigtes Klima auf. Die Niederschlagssumme liegt daher bei etwa 710 mm. Das entspricht etwa dem Bundesdurchschnitt. Außerdem weist Duisburg eine hohe Durchschnittstemperatur auf. Der Deutsche Wetterdienst führt Duisburg zusammen mit Heidelberg als wärmsten Ort Deutschlands auf. Beleg dafür ist die offiziell gültige Messperiode, die von 1961 bis 1990 dauerte, in der die Durchschnittstemperatur in Duisburg bei 10,9 °C lag. Die hohe Temperatur wird zum einen durch das Stadtklima und zum anderen durch das milde Winterklima des Niederrheins begünstigt. Dieses wird durch die Nähe zur Nordsee und die atlantischen Tiefdruckgebiete beeinflusst.
Die höchste jemals in Deutschland aufgezeichnete Temperatur wurde an der Wetterstation Duisburg-Baerl am 25. Juli 2019 mit 41,2 °C gemessen. Diesen Rekord teilt sich die Stadt mit Tönisvorst, wo am selben Tag dieselbe Temperatur registriert wurde. Die niedrigste je in Duisburg gemessene Temperatur betrug −19,6 °C. Sie wurde am 6. Januar 2009 aufgezeichnet.
|                        | Jan | Feb | Mär  | Apr  | Mai  | Jun  | Jul  | Aug  | Sep  | Okt  | Nov  | Dez |   |      |
| Mittl. Temperatur (°C) | 4,2 | 6,0 | 8,3  | 10,2 | 14,6 | 19,1 | 19,2 | 20,1 | 16,8 | 12,9 | 8,0  | 5,6 | ⌀ | 12,1 |
| Mittl. Tagesmax. (°C)  | 6,3 | 9,0 | 13,0 | 15,1 | 20,2 | 24,6 | 24,5 | 25,6 | 22,2 | 16,7 | 10,9 | 7,6 | ⌀ | 16,3 |
| Mittl. Tagesmin. (°C)  | 2,0 | 3,0 | 3,8  | 5,2  | 8,8  | 13,2 | 13,8 | 14,7 | 11,9 | 9,3  | 5,1  | 3,2 | ⌀ | 7,9  |
|                        |     |     |      |      |      |      |      |      |      |      |      |     |   |      |
| Niederschlag (mm)      | 77  | 59  | 46   | 60   | 69   | 72   | 77   | 66   | 85   | 71   | 66   | 82  | Σ | 830  |

| 2,0 |

| 3,0 |

| 3,8 |

| 5,2 |

| 8,8 |

| 13,2 |

| 13,8 |

| 14,7 |

| 11,9 |

| 9,3 |

| 5,1 |

| 3,2 |

| 2,0 |

| 3,0 |

| 3,8 |

| 5,2 |

| 8,8 |

| 13,2 |

| 13,8 |

| 14,7 |

| 11,9 |

| 9,3 |

| 5,1 |

| 3,2 |

## Geschichte

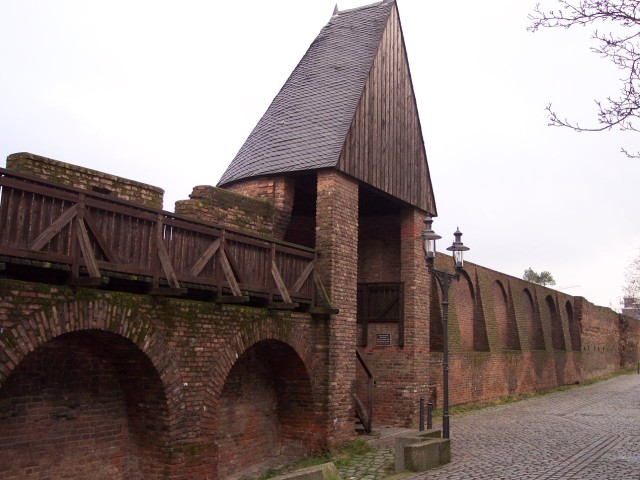
Stadtbefestigung

### Erste Erwähnung und Name der Stadt
Die früheste schriftliche Erwähnung Duisburgs stammt aus dem Jahre 883. Regino von Prüm, Abt des Klosters Prüm, nennt den Namen im Zusammenhang mit einem Überfall der Normannen auf die Stadt.
Eine weitere mittelalterliche Erwähnung des Stadtnamens erfolgte 1065: „Tusburch in pago Ruriggowe“.
Die erste Silbe des Namens der Stadt soll auf das germanische „dheus“ zurückgehen, was „bauschend“ oder „glänzend“ bedeutet. Duisburggau (Diuspurgau) war die Bezeichnung des mittelalterlichen Gaues am Niederrhein.
In einem Zeitraum von fast zwei Jahrhunderten hat sich eine kleine Gruppe von Historikern mit der Frage beschäftigt, ob es sich bei Dispargum, von wo der fränkische Kleinkönig Chlodio ab dem Jahr 428 n. Chr. zu Eroberungen in Belgien und Nordfrankreich auszog, um das deutsche Duisburg, das belgische Duisburg, das niederländische Doesburg oder um das belgische Diest handelt. Zuletzt hat sich Joseph Milz – er arbeitete viele Jahre als Historiker, Archäologe und Archivar der Stadt Duisburg – ausführlich mit dieser spezialisierten Frage befasst und kam 2008 auf der Grundlage der Textanalyse verschiedener frühfränkischer Quellen, der frühmittelalterlichen Tradition der Identifikation von Dispargum mit Duisburg und der archäologisch nachgewiesenen Siedlungskontinuität zu dem Schluss, dass Dispargum dem späteren Duisburg entspricht.

### Römische und nachrömische Zeit
Intensive Ausgrabungen haben eine feste Besiedlung des hochwassergeschützten „Burgplatzes“ bereits im ersten nachchristlichen Jahrhundert nachgewiesen. Die Römer unterhielten hier eine regelmäßige Präsenz zur Sicherung des Rheinübergangs und der Ruhrmündung, die den Legionen als Brückenkopf diente. Die bei Tacitus in seiner Germania (3. Kapitel) erwähnte römische Niederlassung Asciburgium, die mit Ausgrabungen bei Asberg südöstlich von Moers in Verbindung gebracht wird, könnte nach Auffassung einiger Geschichtsforscher auch ein unmittelbar an dem seit der Steinzeit genutzten Westfälischen Hellweg gelegener Umschlagplatz und somit einer der antiken Bernsteinstraßen gewesen sein; in diesem Fall der von Massilia (Marseille) über Rhone und Rhein an die Nordseeküste führenden Handelsroute.
Der „Alte Markt“ war seit dem 5. Jahrhundert der zentrale Handelsplatz der Grenzstadt zum Sachsenreich im angestammten Reich der Franken, die durch ihre Lage am Hellweg und an einer Rheinfurt ausgezeichnet war.

### Mittelalter und frühe Neuzeit
Aufgrund der günstigen geographischen Lage Duisburgs auf einer Hochterrasse am Zusammenfluss von Rhein und Ruhr hatte die Stadt eine strategisch wichtige Lage. Bereits um 740 wurde mit der Anlage eines Königshofes begonnen. Am Ende des 9. Jahrhunderts war Duisburg von den Raubzügen der Wikinger in den Rheinlanden betroffen. Im 10. Jahrhundert erfolgte der Ausbau des Königshofes zu einer Königspfalz. Belegt sind mindestens 18 Königsaufenthalte in jenem Jahrhundert, 929 fand in der Stadt eine Reichssynode statt. Seit etwa 1150 gab es in Duisburg die älteste deutsche Kommende des Johanniterordens. Im Jahre 1173 bewilligte Barbarossa die Abhaltung von jährlich zwei vierzehntägigen Tuchmessen.
Bis 1290 war Duisburg Freie Reichsstadt, dann wurde sie von König Rudolf von Habsburg gegen 2000 Mark Silber als Mitgift an den Grafen Dietrich von Kleve verpfändet. Diese Verpfändung änderte 1314 der deutsche König Ludwig der Baier für 1000 Mark von dem Grafen von Kleve auf Graf Adolf VI. von Berg. Allerdings gehörte Duisburg bereits vor 1392 wieder zur Grafschaft Kleve.
Durch die Verlagerung des Rheins von der Stadt weg seit dem Jahr 1000 und die im 13. und 14. Jahrhundert zunehmende Verlandung des toten Rheinarms wurde der Aufwärtstrend der wirtschaftlichen Entwicklung unterbrochen. Von einer prosperierenden mittelalterlichen Stadt am Rhein, die Unterstützung durch deutsche Könige und Kaiser des Heiligen Römischen Reiches erfuhr, die Mitglied des Rheinischen Städtebundes war und als Kaufmannsstadt Handelsbeziehungen mit London, Antwerpen, Brüssel und anderen bedeutenden Handelsorten hatte, entwickelte sich Duisburg nach der Jahrtausendflut 1342, auch als Magdalenenhochwasser bekannt, zu einer unscheinbaren Ackerbürgerstadt. Die Duisburger Messen gingen im 14. Jahrhundert auf Frankfurt am Main über. Ab 1407 wurde Duisburg auf Anregung Kölns hin Mitglied der Hanse.
Zur Reformation siehe unter Religion unten.
Der Klever Herzog betrieb beim Papst die Gründung eines Landesuniversität seit 1555. Vorerst nahm 1559 ein Akademisches Gymnasium unter Heinrich Castritius den Betrieb auf. Das Wirken auch von Gerhard Mercator dort schuf die Anerkennung als „Gelehrtes Duisburg“ („Duisburgum Doctum“). Die Alte Universität Duisburg wurde schließlich 1655 eröffnet und bestand bis 1818.
Am 7. September 1610 fand die erste Duisburger Generalsynode statt, die in Düren vorbereitet worden war. Auch als Erste Reformierte Generalsynode bezeichnet, wurde die Duisburger Salvatorkirche genutzt. Die Synode gilt als Geburtsstunde der Evangelischen Kirche im Rheinland.
1614/66 fiel Duisburg mit dem Herzogtum Kleve an Brandenburg-Preußen. 1674 verbot Friedrich Wilhelm der Stadt, sich weiterhin als Reichsstadt zu bezeichnen.

### Zeit der Industrialisierung

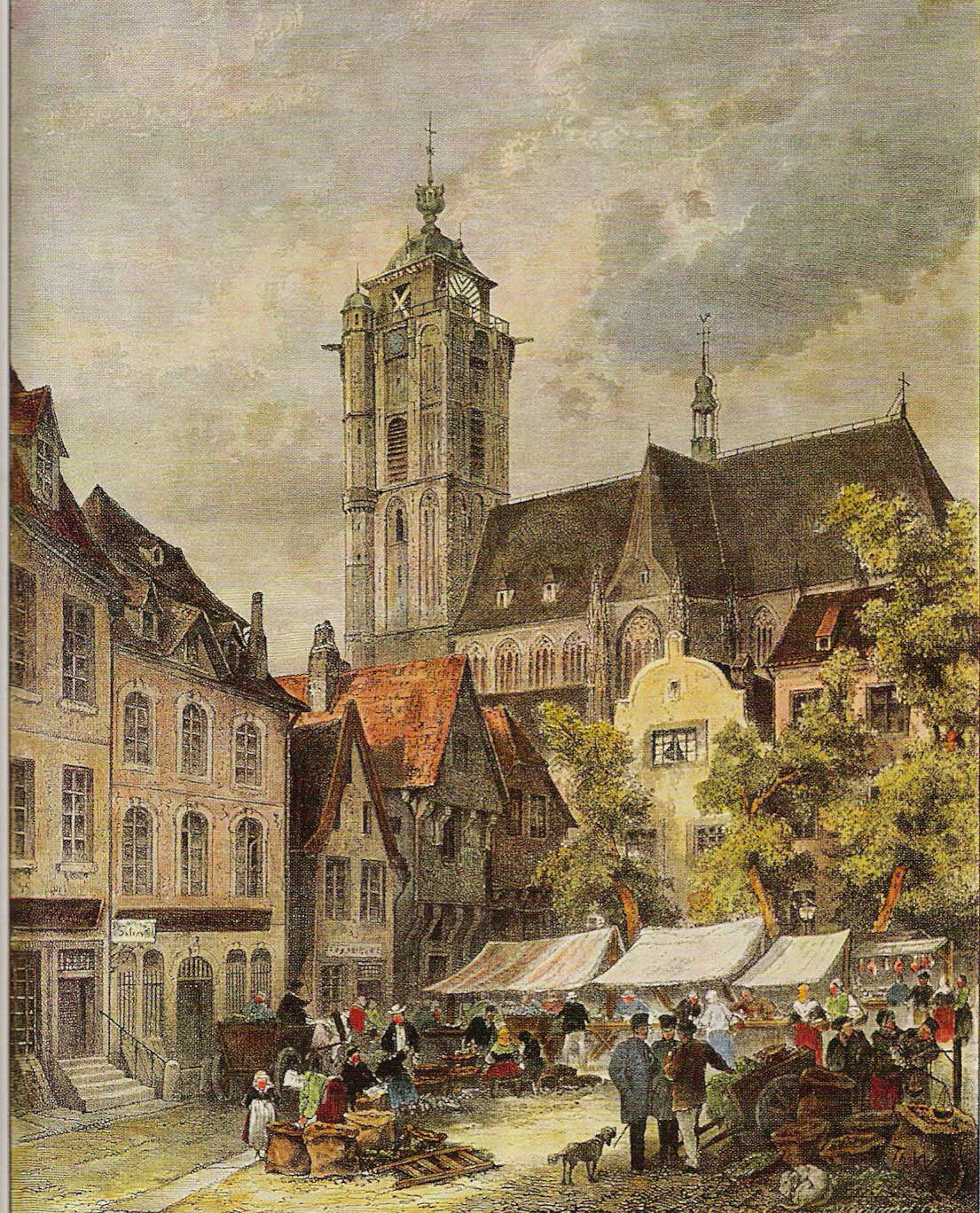
Markt auf dem Duisburger Burgplatz, 1850

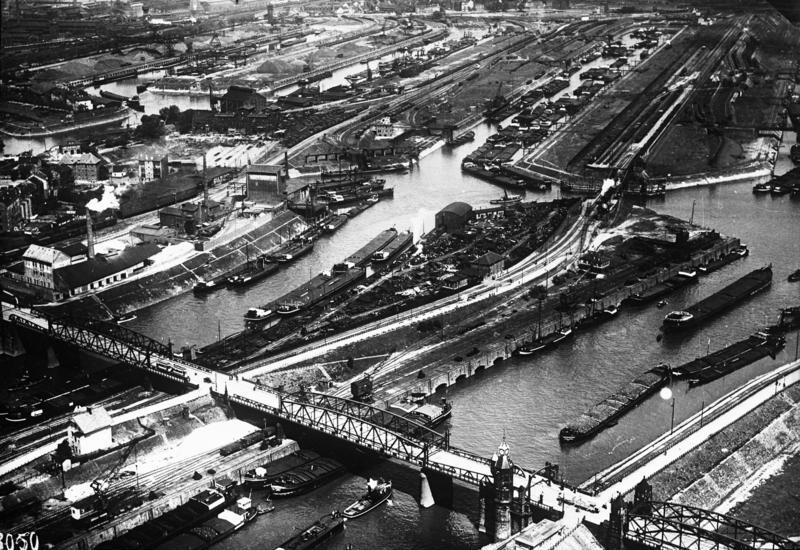
Duisburg-Ruhrorter Häfen, Westteil, 1931

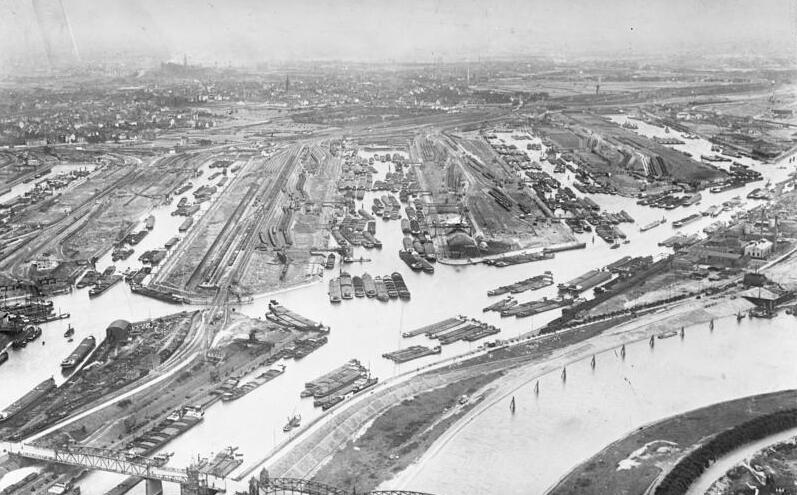
Duisburg-Ruhrorter Häfen, Ostteil, 1931

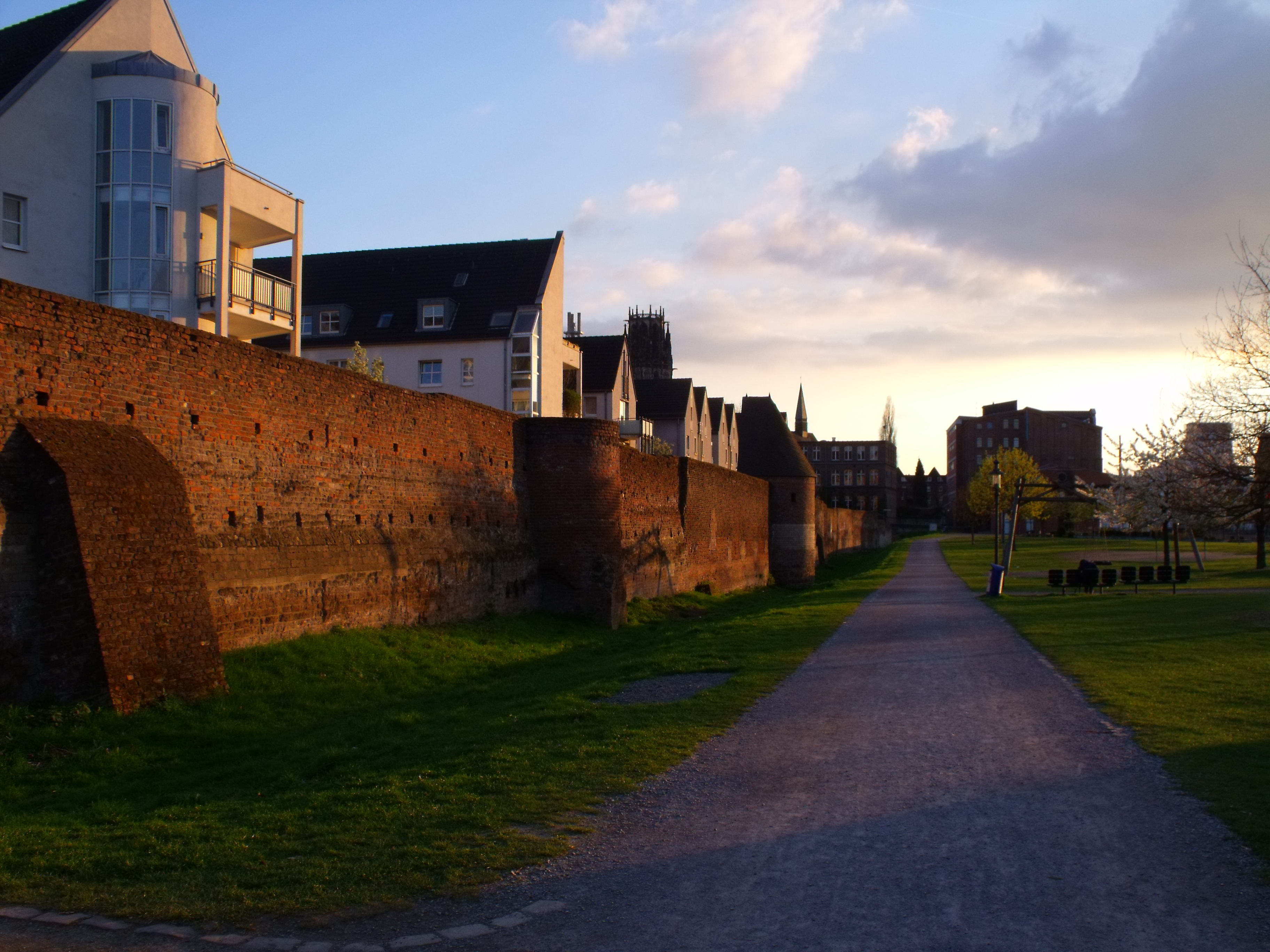
Stadtmauer am Innenhafen

Das Aufblühen von Tabak- und Textilmanufakturen im ausgehenden 17. Jahrhundert führte schließlich zur Hochindustrialisierung Ende des 19. Jahrhunderts und dem Ausbau der Rhein-Ruhr-Mündung zum größten Binnenhafen der Welt zur „Montanstadt“. Fr. Adolph W. Diesterweg schrieb noch 1829 in seiner „Beschreibung der Preußischen Rheinprovinzen“ lapidar über Duisburg: „4.500 Einwohner, unweit der Ruhr und durch einen Kanal mit dem Rheine verbunden, treibt sehr bedeutenden Handel, hat ein Gymnasium.“
1823 wurde der Kreis Duisburg gebildet, der unter anderem auch die heutigen Großstädte Mülheim an der Ruhr, Oberhausen und Essen umfasste. Die östlichen Gebiete des Kreises wurden im Jahre 1857 abgetrennt und der neue Kreis Essen entstand.
1824 entstand mit dem Bau der Curtius-Schwefelsäurefabrik die erste große Fabrik. 1846 wurde Duisburg an die Strecke der Köln-Mindener Eisenbahn-Gesellschaft angebunden. Große Industriewerke der Eisen- und Stahlindustrie (unter anderem Thyssen und Krupp) siedelten sich nördlich und südlich von Duisburg an und bestimmten nach der Eingemeindung dieser Gebiete die Entwicklung der Gesamtstadt maßgeblich mit.
Der Kreis Duisburg wurde 1873 aufgelöst. Duisburg wurde Stadtkreis und aus dem Rest des Kreises ist der Kreis Mülheim an der Ruhr gebildet worden. Aus dessen westlichem Teil wurde wiederum 1887 der Kreis Ruhrort gebildet, der große Teile der heutigen Stadt Duisburg, des Nordens der heutigen Stadt Oberhausen und Gebiete des heutigen rechtsrheinischen Teils der Kreises Wesel umfasste.
Bei der Erzeugung von Eisen und Stahl herrschte zur damaligen Zeit das Prinzip „Erz kommt zur Kohle“. Kohle ist die Grundlage für die Herstellung von Koks, das bei der Eisen- und Stahlerzeugung eine wichtige Rolle spielt und zu dieser Zeit viel mehr Koks als Erz nötig war. Ohne weite Transportwege erreichten Kohle und Koks die industriellen Werke in Duisburg, die von den günstigen Standortbedingungen in unmittelbarer Nähe zu den Zechen, vor allem im mittleren und östlichen Ruhrgebiet, und von der Verkehrsanbindung an Rhein und Ruhr wie auch an das Schienennetz profitierten.
Die Werke, die in der Nähe alter Siedlungsräume entstanden, zogen Arbeiter vom Niederrhein, aus dem Deutschen Reich, den Niederlanden, Österreich und Polen an. Es entstanden neue Siedlungen um die alten Kerne und die Einwohnerzahlen wuchsen rasant. 1904 wurde Duisburg Großstadt, 1905 wurde mit der Eingemeindung Ruhrorts und Meiderichs der Ruhrorter Hafen, dessen erstes Becken 1716 gebaut worden war, mit den Duisburger Häfen unter eine Verwaltung gestellt.

### Weimarer Republik

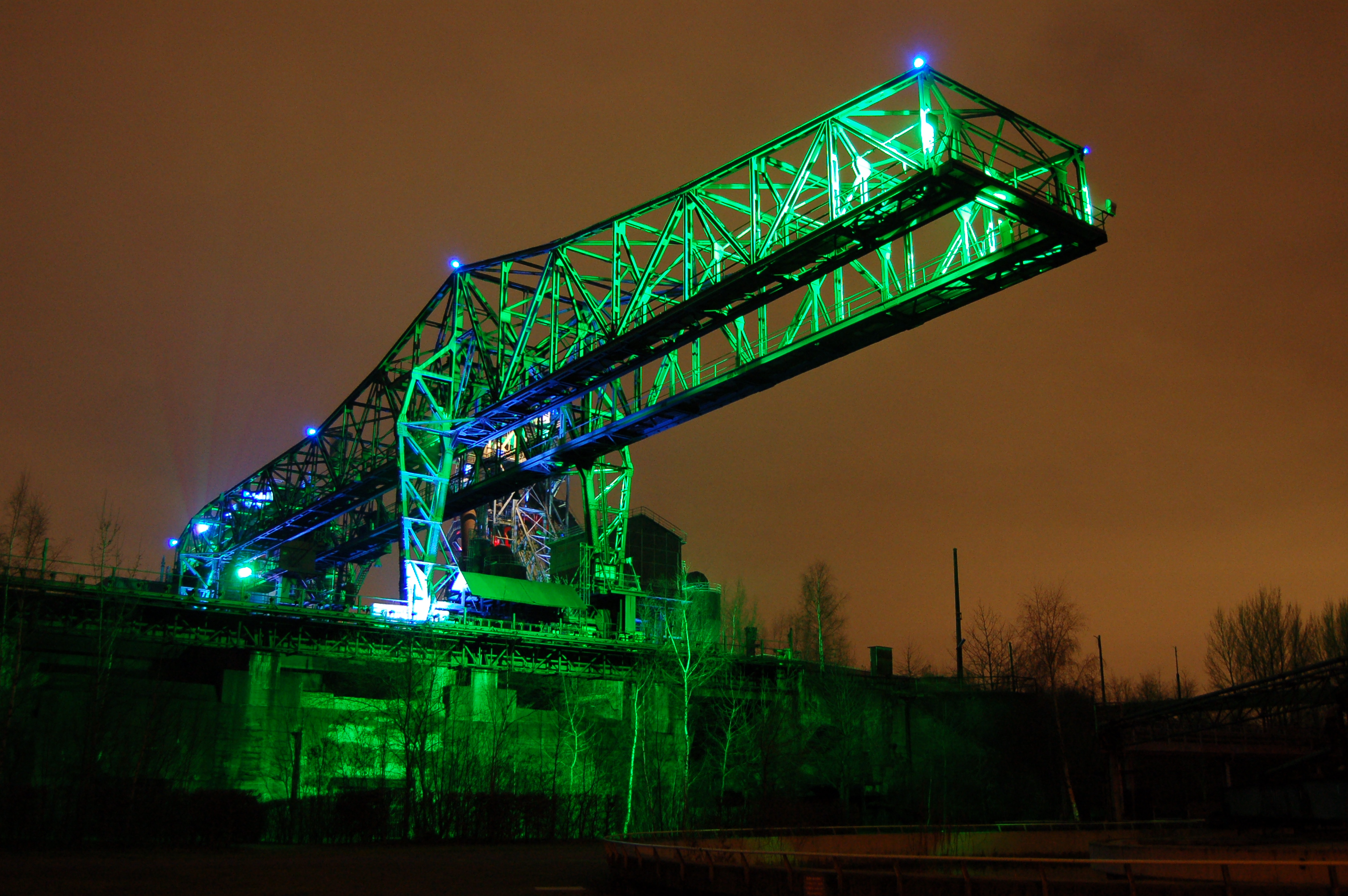
Alter Industriekran Krokodil im Landschaftspark Duisburg-Nord

Nach Ende des Ersten Weltkriegs 1918 herrschte durch die Novemberrevolution auch in Duisburg Chaos. Es gab Streiks, Straßenschlachten und Feuergefechte zwischen rechten und linken Gruppierungen, der Höhepunkt war der Kampf der Roten Ruhrarmee. Eine Hyperinflation entwertete Eigentumswerte des Mittelstands. 1921 folgte die Besetzung der Stadt durch französische und belgische Truppen. Zum französischen Nationalfeiertag paradierten französische Truppen am 14. Juli 1922 durch die Straßen der besetzten Stadt. Im August 1925 verließen die französischen und belgischen Truppen die Stadt wieder, nachdem die deutsche Regierung den Dawes-Plan akzeptiert hatte. Nach einer Phase der wirtschaftlichen Beruhigung geriet die Stadt jedoch bereits Ende 1929 in eine neue Rezession. Die Weltwirtschaftskrise zu Beginn der 1930er Jahre traf die Stadt besonders hart. Damals hatte sie mit 34,1 Prozent die höchste Arbeitslosenquote des deutschen Reiches.
1929 wurden Duisburg und Hamborn zur Stadt Duisburg-Hamborn zusammengelegt. Bereits 1935 wurde dieser gemeinsame Stadtkreis in Duisburg umbenannt.

### Nationalsozialismus und Zweiter Weltkrieg
Duisburg gehörte zum NS-Gau Essen.
Die Stadt hatte insbesondere seit den 1920er Jahren einen bedeutenden Bestand an moderner Kunst aufgebaut. Viele dieser Gemälde, Graphiken und Plastiken galten den Nazis als „entartet“, und 1937 wurde in der zentralen Aktion „Entartete Kunst“ eine große Zahl dieser Werke beschlagnahmt und zum größten Teil vernichtet. Während der Novemberpogrome am 9. November 1938 zerstörten Duisburger Nationalsozialisten die große Synagoge in der Junkernstraße sowie Synagogen in Ruhrort und Duisburg-Hamborn.
Als bedeutender Standort der Chemie-, Stahl- und Hüttenindustrie war Duisburg ein regelmäßiges Angriffsziel alliierter Bomber. Dabei wurden nicht nur Häfen, Gleis- und Industrieanlagen, sondern auch gezielt die zivile Bevölkerung im Rahmen der britischen Area Bombing Directive angegriffen. Durch die exponierte Lage an der Einmündung der Ruhr in den Rhein war Duisburg für britische Bomber die Einflugschneise zum Ruhrgebiet. Die Stadt erlebte daher ab 1942 praktisch täglich Luftalarme.
Nach offizieller Zählung der Duisburger Luftschutz-Polizei im Jahr 1945 war die Stadt 299 Bombenangriffen ausgesetzt. Neue Forschungen haben ergeben, dass es insgesamt 311 Angriffe auf die Stadt gab. Durch die immense Anzahl und Schwere der Angriffe wurde das alte Stadtbild erheblich zerstört. Bei Kriegsende waren rund 80 Prozent der Wohngebäude zerstört oder stark beschädigt. In den Nachkriegsjahren mussten wesentliche Bereiche der Stadt einschließlich der Infrastruktur neu aufgebaut werden. Im Rahmen dieses Wiederaufbaus verschwanden viele weitere historische Merkmale, nicht nur in der Altstadt.
In der Zeit von 1942 bis 1944 gab es in Duisburg ein Konzentrationslager. Dieses befand sich anfangs in Duisburg-Ratingsee, wurde aber 1943 in die bereits zerbombte Diakonenanstalt am Kuhlenwall verlegt. Zunächst war das Duisburger Lager ein so genanntes Außenlager des Konzentrationslagers Sachsenhausen, später wurde das Duisburger Lager dem Konzentrationslager Buchenwald unterstellt. Die Insassen kamen zwangsweise unter anderem zu Aufräumarbeiten nach Luftangriffen zum Einsatz.
Detailliertere Informationen zum Zweiten Weltkrieg finden sich im Artikel Geschichte der Stadt Duisburg.

### Nachkriegszeit und Gegenwart

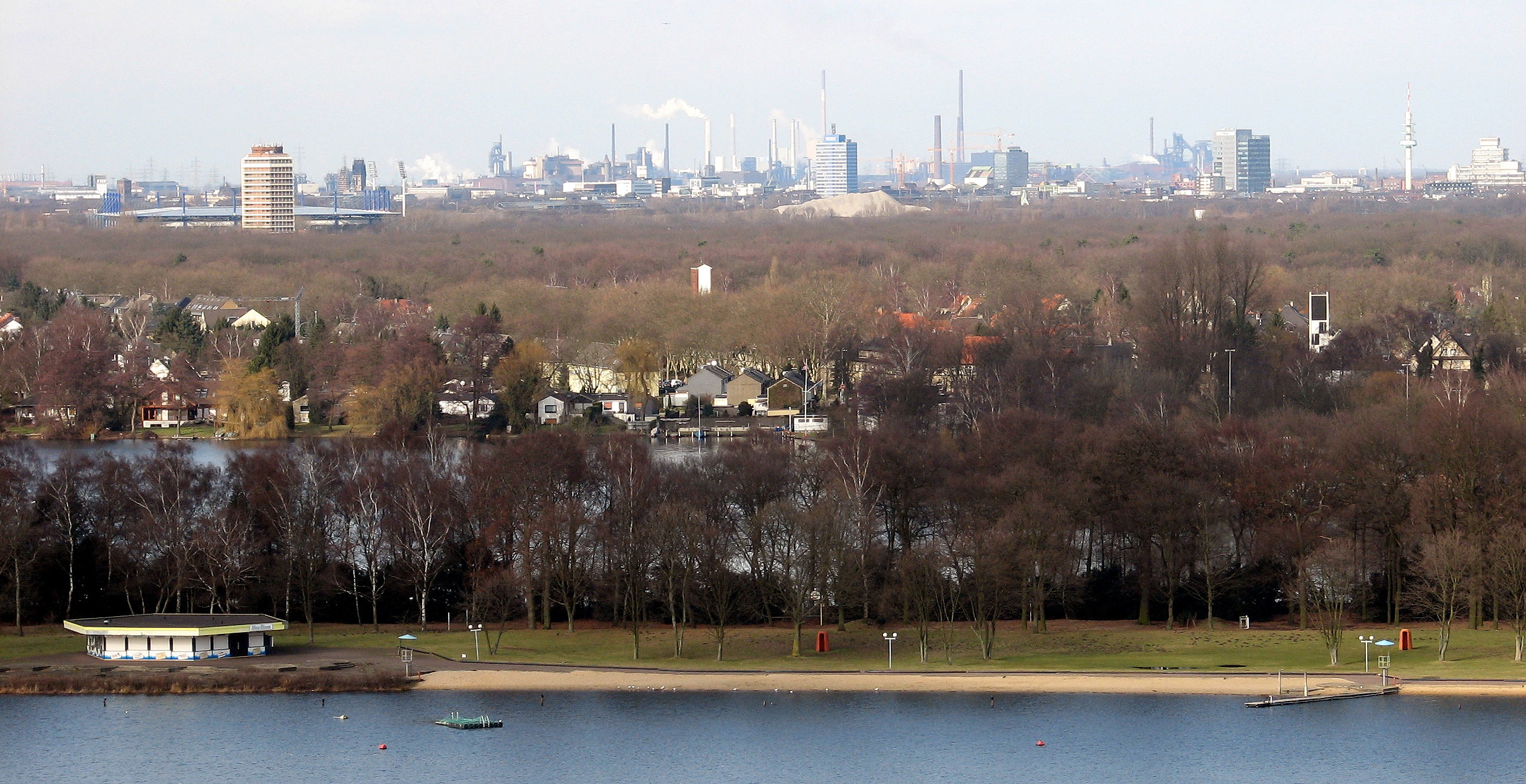
Überblick über Osten und Zentrum Duisburgs mit Sechs-Seen-Platte, Bettenturm der Sportschule im Sportpark Duisburg, Schauinsland-Reisen-Arena, Salvatorkirche und Industrie im Norden

Nach der Währungsreform war die Stadt durch einen ungebrochenen Aufstieg in allen Lebensbereichen gekennzeichnet. Kohle und Stahl wurden wieder die Motoren des Wiederaufbaus. Ende der 1950er Jahre zählte der Arbeitsamtsbezirk Duisburg kaum Arbeitslose. Von 1950 bis 1965 war Nordrhein-Westfalen durchgehend der höchste Geber in den Länderfinanzausgleich, verglichen mit den anderen Bundesländern Westdeutschlands.
Die Wirtschaftskraft der Region Duisburg war überdurchschnittlich und lag um fast 50 Prozent über dem Landesdurchschnitt. Es erfolgte ein gewaltiger Zustrom von Menschen in die Stadt. Bis 1961 schnellte die Einwohnerzahl auf 502.933 hoch. Trotz der Kohlenkrise, die im Jahre 1957 begann und die auch in Duisburg zur Schließung von Zechen führte, erlebte die Stahlindustrie in den 1960er Jahren eine gute Konjunktur. Vermehrt suchte die Industrie ausländisches Arbeitskräftepotential. Bedingt durch die Konjunkturkrise in der ersten Hälfte der 1970er Jahre sank aber in den 1970er Jahren die Zahl der Beschäftigten.
Ein symbolträchtiger Arbeitskampf in Rheinhausen, mit dem die Schließung des dortigen Krupp-Stahlwerks verhindert werden sollte, erfasste ganz Duisburg und strahlte auf weite Teile des Ruhrgebiets aus. Doch letztlich blieben die massiven Streik- und Protestaktionen, wie die Blockade der Brücke der Solidarität, erfolglos, und die Krupp-Hütte wurde am 15. August 1993 endgültig geschlossen.
Duisburg, das 20 Jahre zuvor noch zu den deutschen Städten mit den höchsten Pro-Kopf-Steuereinnahmen zählte, hatte aufgrund der von Land und Bund unterstützten einseitigen, monostrukturellen Industrie nunmehr mit erheblichen Standortproblemen zu kämpfen. 1988 gründeten die Stadt Duisburg und die Niederrheinische Industrie- und Handelskammer Duisburg-Wesel-Kleve zu Duisburg deshalb in einer gemeinsamen Initiative in einem bundesweit bis dahin einmaligen Modell die Gesellschaft für Wirtschaftsförderung Duisburg mbH. Sie wurde in sog. Public Private Partnerships von verschiedenen Unternehmen und der Stadt getragen und finanziert. Sie sollte unter anderem helfen, den Flächenengpass im Stadtgebiet zu beseitigen und freigewordene Industrieflächen für neue Industrien und für die Ansiedlung von Dienstleistungs- und Transportunternehmen aufzubereiten. Doch die Unternehmensneuansiedlungen konnten den Verlust der Arbeitsplätze auch im neuen Jahrtausend nicht ausgleichen.

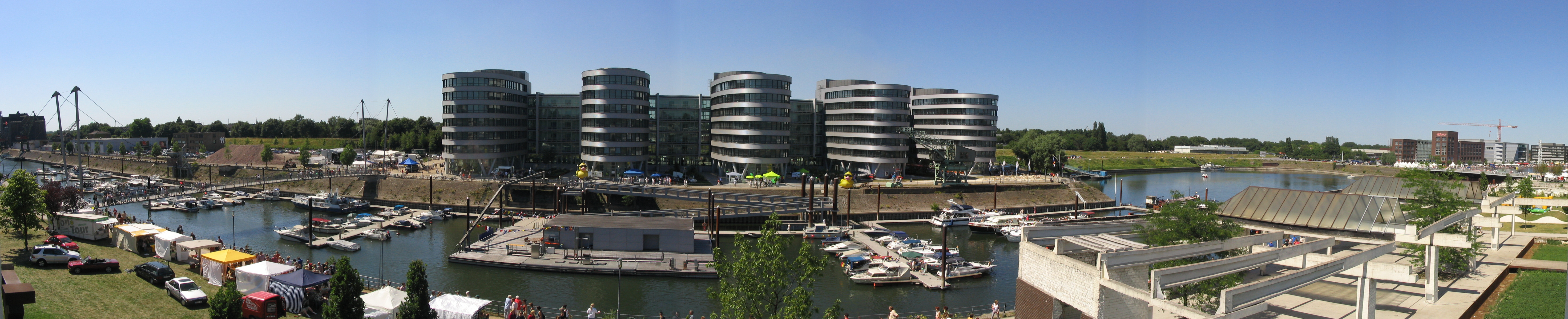
Innenhafen, äußerer Bereich

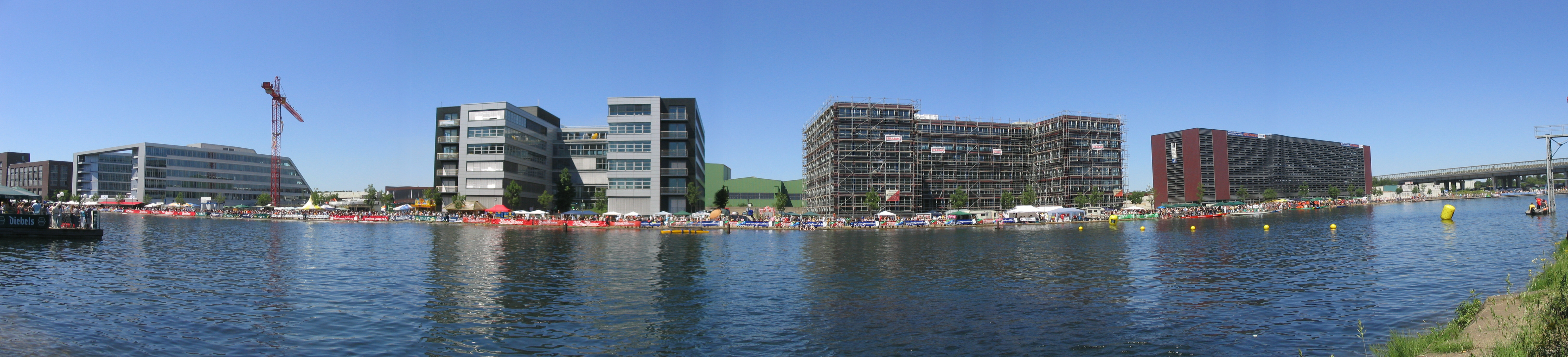
Innenhafen, innerer Bereich

Besonders bedrohlich für die Stadt wurden die erheblichen Kaufkraftverluste, die eine Folge der hohen Erwerbslosigkeit und des rasanten Bevölkerungsrückgangs waren. Hinzu kam die zunehmende Attraktivität benachbarter Niederrheinstädte für Einkäufe. Die Anwohner des Niederrheins, die früher zum Einkaufen nach Duisburg fuhren, blieben im Zuge der Stadtentwicklungen am Niederrhein zunehmend aus. Die Nachbarstadt Oberhausen konnte sich diesem Trend mit der Errichtung der Einkaufs-„Mall“ CentrO erfolgreich entgegenstellen, was die Abwanderung von Kaufkraft aus Duisburg hinaus zusätzlich verschärfte. Auch in Duisburg war viele Jahre lang die vieldiskutierte Ansiedlung einer „Mall“ (Arbeitstitel MultiCasa) am Hauptbahnhof, auf dem Gebiet des stillgelegten Güterbahnhofs, in Innenstadtnähe geplant. Da der Stadtrat 2005 in einer umstrittenen Entscheidung beschloss, das Baugelände gegen den Willen des Investors als Sondergebiet auszuweisen, ist dieses Projekt vom Tisch. Derzeit ist geplant, dort – wie im Innenhafen – Büros und Gewerbe anzusiedeln.
Seit September 2008 ist das innerstädtische Einkaufszentrum Forum Duisburg an der Königstraße eröffnet, das zusammen mit dem ebenfalls neu erbauten City Palais, in dem sich die neue Mercatorhalle und ein Spielkasino befinden, einen neuen Anziehungspunkt in der Stadtmitte bildet. Direkt am Duisburger Hauptbahnhof ist ein neues Areal mit dem Namen Duisburger Freiheit geplant. Am Rande der Innenstadt hat sich der Innenhafen als Beispiel einer Stadtumgestaltung etabliert. Dort wurde zur Verbindung von Innenstadt und Innenhafen als markantestes Leuchtturmprojekt ein Büro-, Wohn-, Gastronomie- und Hotelareal mit dem Namen „The Curve“ geplant, dessen Baubeginn für spätestens Anfang 2018 vorgesehen war.
Am 25. Mai 2009 erhielt die Stadt den von der Bundesregierung verliehenen Titel „Ort der Vielfalt“. Als Beteiligte von RUHR.2010 war Duisburg im Jahr 2010 Teil des Projektes Kulturhauptstadt Europas.
Loveparade in Duisburg

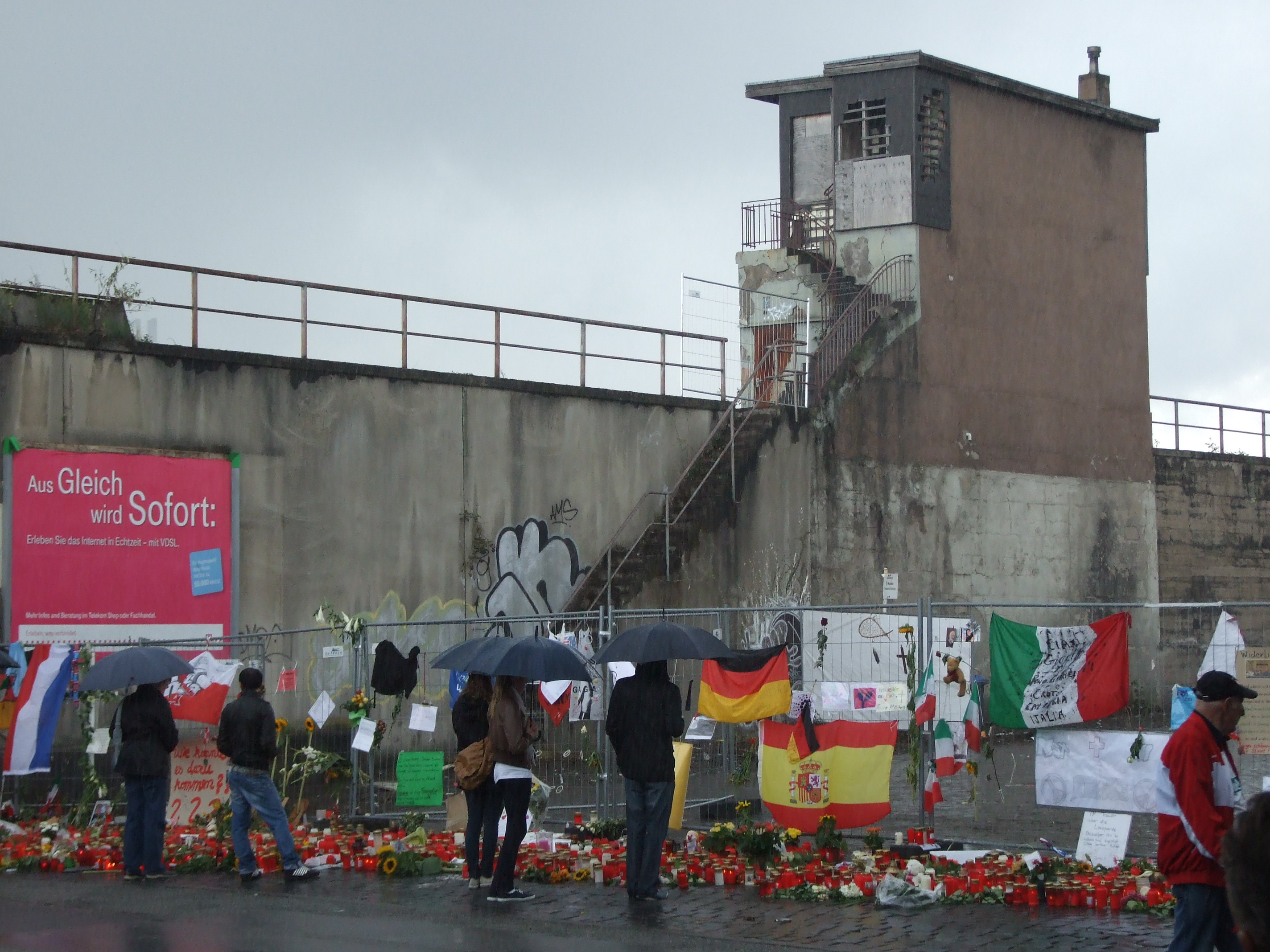
Unglücksort der Loveparade

Am 24. Juli 2010 geriet die Stadt Duisburg in den Fokus der Weltöffentlichkeit, als bei der Loveparade 21 Menschen bei einer Massenpanik ums Leben kamen. Des Weiteren wurden mindestens 652 Personen verletzt, etwa 40 davon schwer. Die Loveparade wurde u. a. auf dem Gelände des ehemaligen Güterbahnhofes Duisburg Gbf unter dem Motto „The Art of Love“ veranstaltet.
Integrationsrat Duisburg
2016 machte Duisburg bundesweit Schlagzeilen, als der Integrationsrat Duisburg am 7. Juni mit großer Mehrheit eine Resolution (Drucksache 16-0666) mit dem Titel: „Eine Lüge ist eine Lüge und bleibt eine Lüge. Gegen die Verleumdung der Türkei“ beschloss. Darin verwarf der Integrationsrat den Beschluss des Deutschen Bundestages vom 2. Juni 2016 zum Völkermord an den Armeniern und erklärte, einen Völkermord an den Armeniern habe es „nie gegeben“. Namentlich genannten türkischstämmigen Abgeordneten, die den Bundestagsbeschluss unterstützten, warf der Integrationsrat „Verrat an unserem gemeinsamen Herkunftsland“ vor. Oberbürgermeister Sören Link setzte den Beschluss außer Kraft und ordnete eine außerordentliche Sitzung des Integrationsrates am 20. Juni 2016 an. Er kritisierte „die teilweise martialische Wortwahl, die Beschimpfung und Bedrohung einzelner Mandatsträger“.

### Dialekt und Sprache
Bis etwa zur Mitte des 20. Jahrhunderts sprach ein großer Teil der Bevölkerung im Raume Duisburg niederrheinische Mundarten, die Gemeinsamkeiten zu niederländischen Dialekten ausweisen.
Im alten Duisburg, wie in Ruhrort, Meiderich, Hamborn und den anderen rechts- wie linksrheinisch liegenden Stadtteilen, entstanden eigenständige Ortsdialekte. Noch heute werden diese von Vereinen und Heimatdichtern am Leben gehalten; die Ortsteil-Dialekte wurden in den letzten Jahren im täglichen Gebrauch aber nach und nach durch eine „neue“ Umgangssprache ersetzt, manchmal als Ruhrgebiets-Deutsch niederrheinischer Prägung bezeichnet, von Sprachwissenschaftlern Regiolekt genannt.
In seinen „Studien zur niederrheinschen Dialektgeographie in den Kreisen Rees, Dinslaken, Hamborn, Mülheim, Duisburg“ stellt der Sprachwissenschaftler Heinrich Neuse die alten Duisburger Ortsdialekte an der Wende zum 20. Jahrhundert dar.
Die Duisburger Variante des Ruhrdeutschen unterscheidet sich deutlich von den westfälischen Varianten im Osten des Ruhrgebiets (zum Beispiel Bochum, Dortmund) in Intonation, Aussprache und Wortschatz. Während beispielsweise die Dortmunder Umgangssprache unter dem Einfluss des westfälischen Substrats steht, zeigt die Duisburger Umgangssprache heute noch viele Züge der alten niederrheinischen Mundarten. Allerdings wird in den Medien oft fälschlicherweise nicht der Duisburger Akzent repräsentiert, sondern durch den des östlichen Ruhrgebiets ersetzt.

## Stadtgebiet und Demografie

### Eingemeindungen und Namensänderungen
Wie es bei nahezu allen Großstädten der Fall ist, so ist auch Duisburg in seinen heutigen Grenzen das Ergebnis mehrerer Gebietsreformen.
Zu Beginn des 19. Jahrhunderts bildete die Stadt Duisburg im Kreis Wesel im preußischen Herzogtum Kleve zusammen mit der als Enklave im Herzogtum Berg liegenden Ortschaft Wanheim-Angerhausen die Bürgermeisterei Duisburg. Unter den klevischen Städten war sie die viertwichtigste nach Kleve, Wesel und Xanten.
Zum Stadtgebiet gehörten weitere Dörfer beziehungsweise Wohnplätze und Siedlungen, wie etwa Duissern, Feldmark (das heutige Dellviertel), Neuenkamp, das heutige Neudorf und Hochfeld. 1801 wurde das zu Moers gehörende Kasslerfeld nach Duisburg umgemeindet.
1815 kam die Stadt nach dem Zusammenbruch der französischen Herrschaft als Folge des Wiener Kongresses wieder zu Preußen und wurde im Zuge der Verwaltungsgliederung des preußischen Staates 1816 dem neu gebildeten Landkreis Dinslaken im Regierungsbezirk Kleve in der Provinz Jülich-Kleve-Berg zugeteilt. Schon 1822/23 traten die erste Änderungen ein: Die beiden Rheinprovinzen wurden vereinigt, ebenfalls die Regierungsbezirke Kleve und Düsseldorf und aus den Landkreisen Dinslaken und Essen der neue Landkreis Duisburg gebildet. 1857 erhielt die Stadt Duisburg die Rheinische Städteordnung. Die Bürgermeisterei Duisburg wurde aufgespalten in eine Stadtbürgermeisterei für die Stadt Duisburg und die Bürgermeisterei Duisburg-Land, die nur aus der Gemeinde Wanheim-Angerhausen bestand. Im Jahre 1873 wurde Duisburg kreisfrei und 1902 das mittlerweile zum Landkreis Ruhrort gehörende Wanheim-Angerhausen wieder mit der Stadt Duisburg vereinigt.
Danach folgten weitere Eingliederungen, und zwar:
- am 1. Oktober 1905: die Städte Meiderich (Stadtrechte seit 1895) und Ruhrort (Stadtrechte seit 1857, mit der 1904 eingegliederten Gemeinde Beeck).
- am 1. August 1929: die Stadt Hamborn (seit 1900 kreisangehörige Stadt im Landkreis Ruhrort, später Dinslaken und seit 1911 Stadtkreis) sowie die Ortschaften Rahm, Huckingen, Buchholz, Wedau, Bissingheim, Mündelheim, Großenbaum, Serm, Ehingen, Hüttenheim und Teile von Bockum und Lintorf (alle Amt Angermund, Landkreis Düsseldorf). Die neugegliederte Stadt erhielt zunächst den Namen Duisburg-Hamborn, der 1935 in „Duisburg“ geändert wurde.
- am 1. Januar 1975: die Städte Homberg (Stadtrechte seit 1921), Rheinhausen (gebildet 1923 aus den Gemeinden Friemersheim und Hochemmerich, Stadtrechte seit 1934) und Walsum (Stadtrechte seit 1958), die Gemeinde Rumeln-Kaldenhausen (bis 1950 Rumeln) sowie der Ortsteil Baerl der Gemeinde Rheinkamp (bis 1950 Repelen-Baerl).[49][50]

### Einwohnerentwicklung

Einwohnerentwicklung von Duisburg von 1871 bis 2018

Im Mittelalter und der frühen Neuzeit hatte die Stadt etwa 4000 Einwohner. Mit Beginn der Industrialisierung nahm die Bevölkerung zu. 1903 überschritt sie erstmals die Zahl von 100.000. Durch Eingemeindungen in die Stadt wurde 1906 die Marke von 200.000 erreicht. 1929 wurde durch neuerliche Eingemeindungen die Marke von 400.000 überschritten. Den höchsten Stand erreichte Duisburg 1975 mit 591.635 Einwohnern, als weitere Stadtteile eingemeindet worden waren. Zu jener Zeit gehörte die Stadt zu den 10 bevölkerungsreichsten Städten der damaligen Bundesrepublik. Bis 2014 nahm die Bevölkerung kontinuierlich ab. Zum 31. Dezember 2014 meldete Duisburg 487.839 Einwohner. Seit 2015 steigt die Einwohnerzahl wieder. Am 31. Dezember 2022 betrug die Zahl 507.073 Einwohner, davon 24,6 % Ausländer, wobei deren Anteil in den insgesamt 7 Stadtbezirken zwischen 11,3 % und 35,8 % deutliche Unterschiede aufweist, ebenso wie in den 46 Ortsteilen mit noch weiter gespreizten Werten zwischen 5,3 % (Ungelsheim) und 62,0 % (Rheinhausen-Mitte).

### Demografie

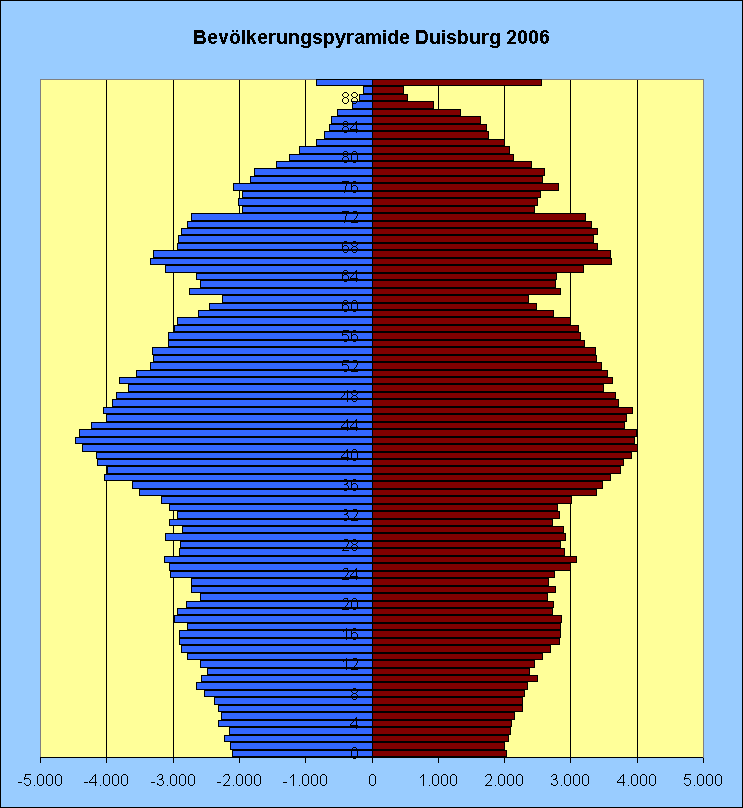
Bevölkerungspyramide Duisburgs im Jahr 2006

Die Stadt war lange Zeit die zehntgrößte Stadt Deutschlands. Da sie jedoch in den letzten 30 Jahren mehr als 17 Prozent ihrer Einwohner verloren hat, steht sie nunmehr auf dem 15. Platz. 2005/2006 wurde die Stadt von Leipzig, Dresden und Nürnberg überholt. Noch Anfang der 1970er Jahre lebten auf dem Gebiet der heutigen Stadt etwa 650.000 Menschen.
Auf dem Gebiet vor den großen Eingemeindungen lebten am 31. Dezember 1974 nach Angaben des Landesamtes für Datenverarbeitung und Statistik Nordrhein-Westfalen 428.594 Menschen. Bis heute ist die Zahl der dort lebenden Einwohner um 24 Prozent auf knapp 325.000 gesunken. Gegenüber 1961 ist das sogar ein Verlust von 35 Prozent. Die Einwohnerdichte ist seit 1961 von etwa 3500 Einwohnern je km² auf 2304 Einwohner je km² auf dem Gebiet vor der Gebietsreform gesunken.
Anfang der 1970er Jahre betrug der Ausländeranteil weniger als sechs Prozent, Ende 2018 betrug der Anteil der Ausländer 21,8 % (109.471 Personen), der Anteil der Bürger mit Migrationshintergrund lag bei 42,4 % (213.433 Personen). Im Jahr 2021 haben sich 1.430 Migranten einbürgern lassen. In den Jahren 2004 bis 2014 wurden jährlich zwischen 1000 und 1600 eingebürgert, von 2000 bis 2003 waren es jährlich zwischen etwa 2000 und 3400.
Dem Bericht des Statistischen Bundesamtes aus dem Jahre 2010 zufolge hatten 32,7 % der Duisburger Bevölkerung einen Migrationshintergrund. Die größte Gruppe kam aus der Türkei (38.063), gefolgt von Polen (3.820). Von diesen circa 159.000 Personen hatten etwa 84.800 die deutsche Staatsangehörigkeit, rund 74.700 waren Ausländer.
Im Jahr 2012 gab es in Duisburg 159.308 sozialversicherungspflichtig Beschäftigte. Die Zahl der sozialversicherungspflichtigen Beschäftigten erhöhte sich bis 2019 auf 174.072.
Duisburg gehört zu den Städten mit einer der höchsten Arbeitslosenquoten in Westdeutschland. Am 30. November 2014 betrug sie 12,4 %. Im Jahre 2018 sank sie aufgrund der guten Konjunktur auf 10,4 %. 2021 betrug die Arbeitslosenquote 12,7 % (9 % bei Deutschen und 27 % bei Nichtdeutschen) Als Kaufkraft ermittelt die Industrie- und Handelskammer für Duisburg eine Jahressumme von 17.404 Euro je Einwohner, die deutlich unter dem Bundesdurchschnitt von 20.621 Euro je Einwohner liegt.
Etwa 76.000 Personen (ca. 15,1 %) erhielten 2018 Leistungen nach dem SGB II („Hartz IV“). 2021 lag der Anteil der erwerbsfähigen Leistungsberechtigten bei 15,3 % (11,2 % bei Deutschen und 28,0 % bei Nichtdeutschen).

## Politik und Gesellschaft

### Politik-Geschichte
An der Spitze der Stadt Duisburg stand schon seit etwa 1270 ein Rat und seit 1275 zwei Bürgermeister. Der Rat hatte zehn bis 22 Mitglieder. Der Wahlmodus für den Rat wurde mehrfach geändert. In der Regel wechselten seine Mitglieder jährlich am 10. August (Laurentiustag). Ab 1566 behielt sich der Herzog von Kleve das Recht, den Bürgermeister und zwei Räte selbst zu ernennen. Dennoch machte der Herzog hiervon kaum Gebrauch.
Neben dem Rat taucht seit dem 15. Jahrhundert ein weiteres Gremium als Bürgerbeteiligung auf, der „Sechzehner“. Ihm gehörten je vier Vertreter der vier Stadtviertel an. Ein weiteres größeres Gremium war der „Vierundzwanziger“. Jedoch kann man bei beiden Gremien nicht von einer echten Bürgerbeteiligung im heutigen Sinne sprechen. Sie hatten meist nur beratende Funktion.
1713 wurde die freie Ratswahl vorübergehend aufgehoben. 1807 wurde in französischer Zeit die Munizipalverfassung mit einem Munizipalrat eingeführt. Seit 1856 gab es „Stadtverordnete“, später Ratsherren. Die Leitung der Stadt übernahm in französischer Zeit der Maire, in preußischer Zeit ein Bürgermeister beziehungsweise später Oberbürgermeister.
Während der Zeit der Nationalsozialisten wurde der Oberbürgermeister von der NSDAP eingesetzt. Nach dem Zweiten Weltkrieg setzte die Militärregierung der Britischen Besatzungszone einen neuen Oberbürgermeister ein und führte 1946 in Nordrhein-Westfalen die Kommunalverfassung nach britischem Vorbild ein.
Danach gab es einen vom Volk gewählten „Rat der Stadt“, dessen Mitglieder man als „Stadtverordnete“ bezeichnet. Der Rat wählte anfangs aus seiner Mitte den Oberbürgermeister als Vorsitzenden und Repräsentanten der Stadt, der ehrenamtlich tätig war. Des Weiteren wählte der Rat ab 1946 ebenfalls einen hauptamtlichen Oberstadtdirektor als Leiter der Stadtverwaltung.
1997 wurde die Doppelspitze in der Stadtverwaltung aufgegeben. Seither gibt es nur noch den hauptamtlichen Oberbürgermeister. Dieser ist Vorsitzender des Rates, Leiter der Stadtverwaltung und Repräsentant der Stadt. Er bildet gemeinsam mit sieben Beigeordneten, darunter dem Stadtdirektor, den Verwaltungsvorstand der Stadt Duisburg.
1988 fanden für den Friedensprozess in Nordirland wesentliche Verhandlungen in Deutschland, insbesondere Duisburg statt.
2004 wurde zum ersten Mal seit mehr als 50 Jahren ein Oberbürgermeister gewählt, der nicht der SPD angehört. Adolf Sauerland, CDU, gewann im zweiten Wahlgang mit 61,2 Prozent gegen seine Vorgängerin Bärbel Zieling, SPD.
2011 wurden mehr als 55.000 Unterschriften für seine Abwahl gesammelt, dieser Vorgang war bis dahin einmalig in einer deutschen Großstadt. Der Bürgerentscheid wurde am 12. Februar 2012 durchgeführt. Nach dem amtlichen Endergebnis wurde Adolf Sauerland mit 129.626 Stimmen (35,52 % der Abstimmungsberechtigten) abgewählt. Erforderlich wären 91.228 Stimmen (25 %) gewesen. 21.538 Wahlberechtigte (5,90 %) votierten gegen die Abwahl. Am 16. Februar 2012 übernahm Stadtdirektor Peter Greulich (Bündnis 90/Die Grünen) vorübergehend die Leitung der Verwaltung, die repräsentativen Aufgaben erfüllte der Erste Bürgermeister Benno Lensdorf (CDU).
Bei der durch die Abwahl erforderlich gewordenen Oberbürgermeisterwahl am 17. Juni 2012 erreichte keiner der Kandidaten die erforderlichen 50 % der Wählerstimmen. In die Stichwahl am 1. Juli 2012 schafften es Benno Lensdorf (CDU) und Sören Link (SPD). Dabei erhielten Link 71,96 % und Lensdorf 28,04 % der abgegebenen gültigen Stimmen.
In jedem Stadtbezirk gibt es eine Bezirksvertretung. Diese werden bei jeder Kommunalwahl neu gewählt. Vorsitzender der Bezirksvertretung ist der Bezirksbürgermeister (ehem. Bezirksvorsteher). Die SPD stellt seit der letzten Wahl (2014) alle sieben Bezirksbürgermeister: Winfried Boeckhorst (Rheinhausen), Hans-Joachim Paschmann (Homberg/Ruhrort/Baerl), Volker Haasper (Süd), Reinhard Meyer (Mitte), Daniela Stürmann (Meiderich/Beeck), Uwe Heider (Hamborn) und Georg Salomon(Walsum).

### Stadtrat
Die Stadtratswahl am 13. September 2020 führte zu folgendem Ergebnis und der daraus folgenden Sitzverteilung im Stadtrat (Stand: Oktober 2020): Er ist aufgrund von Überhangmandaten mit 102 Sitzen der größte Stadtrat in NRW.

Sitzverteilung im Duisburger Stadtrat. Stand 12. Februar 2024

| Wahlvorschläge  | Wahlvorschläge                              | % 2020  | Sitze 2020 | % 2014  | Sitze 2014 |
| SPD             | Sozialdemokratische Partei Deutschlands     | 30,84   | 32         | 40,99   | 35         |
| CDU             | Christlich Demokratische Union Deutschlands | 21,46   | 22         | 24,78   | 21         |
| GRÜNE           | Bündnis 90/Die Grünen                       | 17,71   | 19         | 7,37    | 6          |
| AfD             | Alternative für Deutschland                 | 9,29    | 10         | 3,54    | 3          |
| LINKE           | Die Linke                                   | 5,53    | 6          | 6,57    | 6          |
| FDP             | Freie Demokratische Partei                  | 3,10    | 3          | 2,44    | 2          |
| Sonst.          | Sonstige                                    | 12,33   | 10         | 14,32   | 11         |
| Gesamt          | Gesamt                                      | 100     | 102        | 100     | 84         |
| Wahlbeteiligung | Wahlbeteiligung                             | 39,15 % | 39,15 %    | 40,46 % | 40,46 %    |

- Linke: 3
- Grüne: 19
- SPD: 32
- BSW: 4
- FDP: 3
- CDU: 22
- AfD: 10
- Sonst.: 10

Sonstige (JUDU = 3) (TIERSCHUTZ = 2) (DAL = 1) (DIE PARTEI = 1) (WGD = 1) (SGU = 1) (SfD = 1)

### Bürgermeister, Oberbürgermeister

#### Bürgermeister bis 1876
Folgende Bürgermeister sind namentlich bekannt:
- 1851–1863: Gottfried Schlegtendal
- 1863–1873: Otto Keller
- 1873–1876: Friedrich Wilhelm Wegner (ab 1876 „Oberbürgermeister“)

#### Oberbürgermeister 1876 bis 1997
| - 1876–1879: Friedrich Wilhelm Wegner - 1879–1914: Carl Lehr - 1914–1933: Karl Jarres (DVP) - 1933–1934: Ernst Heinrich Kelter - 1934–1937: Just Dillgardt (NSDAP) - 1937–1945: Hermann Freytag (NSDAP) | - 1945–1947: Heinrich Weitz (CDU) - 1947–1948: Leo Storm (CDU) - 1948–1969: August Seeling (SPD) - 1969–1974: Arnold Masselter (SPD) - 1975: Ernst Ermert (SPD), Ratskommissar - 1975–1997: Josef Krings (SPD) |

#### Oberbürgermeister seit 1997
- 1997–2004: Bärbel Zieling (SPD)
- 2004–2012: Adolf Sauerland (CDU)

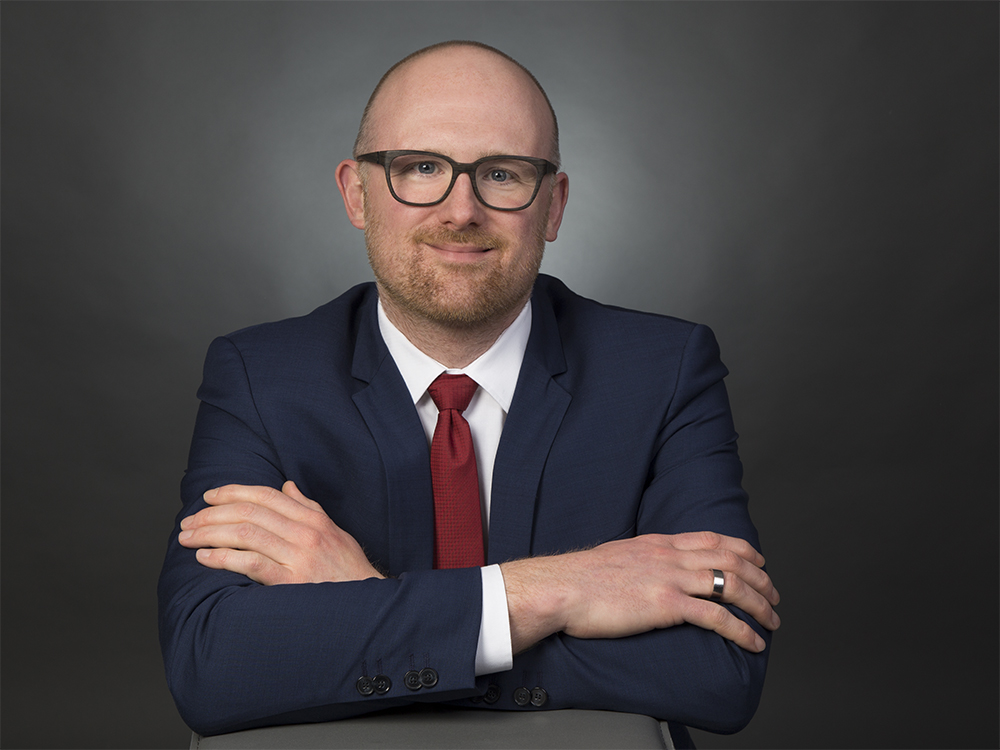
Sören Link, OB seit 2012

- 2012 (bis zum 30. Juni): Benno Lensdorf (CDU), kommissarisch[67]
- 2012– (seit dem 1. Juli): Sören Link (SPD)[74]

Bei der Wahl des Oberbürgermeisters am 24. September 2017 gewann der Amtsinhaber Sören Link (SPD) mit 56,88 % gegen seine Mitbewerber bei einer Wahlbeteiligung von 62,27 %.

### Verwaltung
Die Stadtverwaltung Duisburg ist die kommunale Selbstverwaltung der kreisfreien Stadt Duisburg mit fast 7.000 Beschäftigten.
Bis 1997 war der Oberstadtdirektor hauptamtlicher Chef der Verwaltung. Seit 1997 ist der Oberbürgermeister auch hauptamtlicher Chef der Verwaltung.

#### Oberstadtdirektoren 1946 bis 1997
| - 1946–1956: Gustav Klimpel (SPD) - 1956–1960: Fritz Seydaack - 1960–1967: Gerhard Bothur (SPD) - 1967–1978: Ernst Caumanns (SPD) | - 1978–1986: Herbert Krämer (SPD) - 1986–1994: Richard R. Klein (SPD) - 1994–1997: Norbert Giersch (SPD) |

#### Stadtdirektoren seit 1997
Ab 1997 ist der Stadtdirektor dem Oberbürgermeister als hauptamtlichem Chef der Verwaltung zur Seite gestellt.
- 1997–2006: Jürgen C. Brandt (SPD)
- 2006–2012: Peter Greulich (GRÜNE)
- 2013–2017: Reinhold Spaniel (SPD)[77]
- 2017–2019: Dörte Diemert (parteilos)
- seit 2019: Martin Murrack (SPD)

### Finanzen

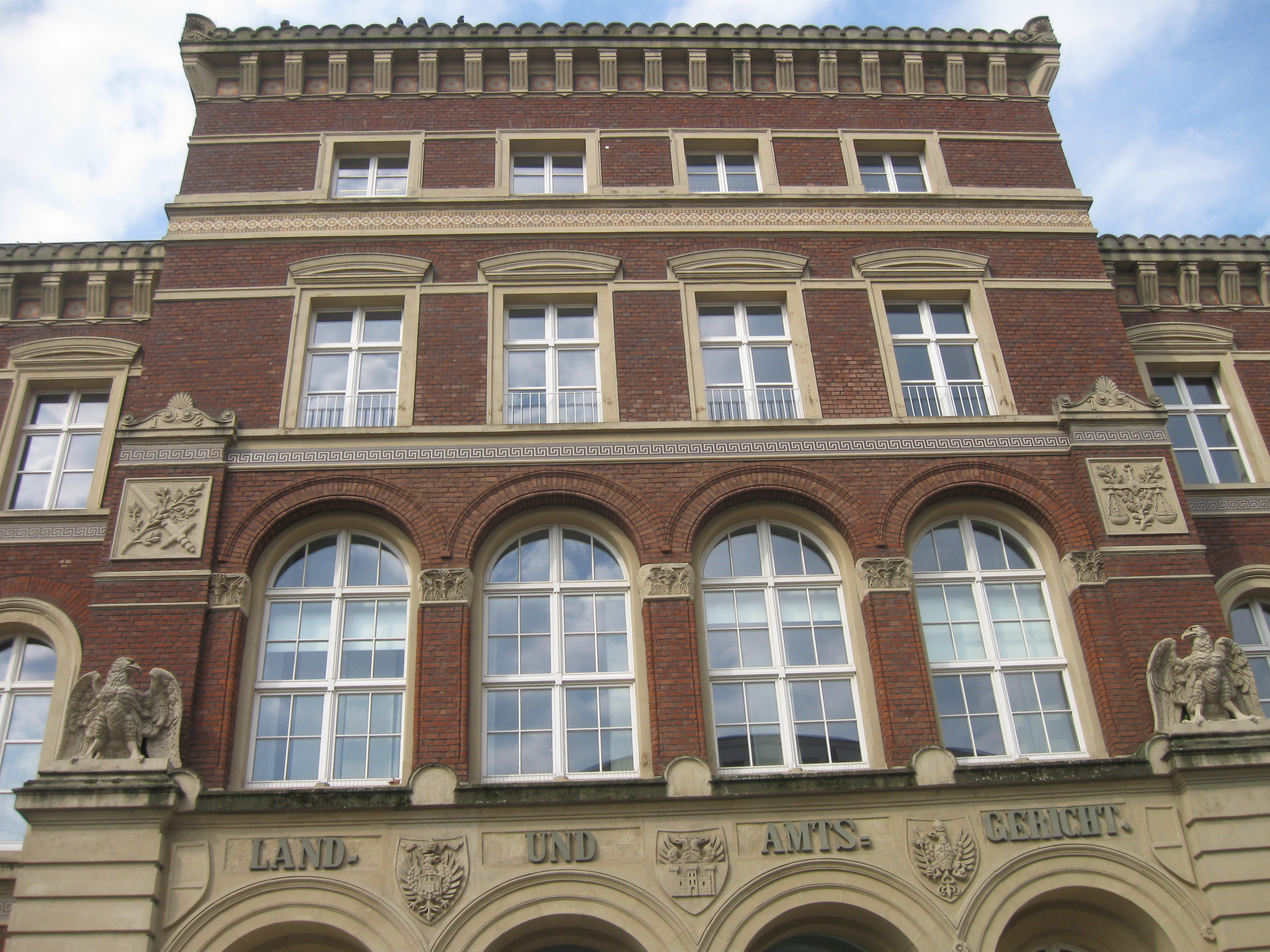
Land- und Amtsgericht Duisburg, Portal an der Königstraße

Duisburg befand sich jahrzehntelang in einer finanziellen Krise. Der Niedergang der Montanindustrie und der Rückgang der damit verbundenen Gewerbesteuereinnahmen bei gleichzeitig steigenden Ausgaben für soziale Zwecke traf Duisburg als seinerzeit monostrukturell geprägte Region stark.
Seit 1977 wurden Haushaltssicherungskonzepte aufgelegt, die oftmals mit Einsparungen auf personellem Gebiet und einer Einschränkung von Infrastrukturangeboten (Bäder, Hallen, Sportplätze, Bibliothekszweigstellen u. ä.) verbunden waren. Nach dem Neuen Kommunalen Finanzmanagement, also der bis spätestens ab dem Haushaltsjahr 2009 NRW-weit gesetzlich vorgeschriebenen doppelten Buchführung (Doppik) liegt Überschuldung (vgl. § 75 Abs. 7 GO NRW) vor, d. h., das Eigenkapital der Stadt Duisburg war mit Ablauf des Jahres 2009 aufgebraucht. Seitdem weist die Bilanz der Stadt einen nicht durch Eigenkapital gedeckten Fehlbetrag („negatives Eigenkapital“) auf, der seinen Höchststand 2014 mit −446,6 Millionen Euro hatte und zum Jahresende 2021 auf −15,1 Millionen Euro reduziert werden konnte.
So genannte Kassenkredite sollen eigentlich nur kurzfristige Engpässe vermeiden. Die gelegentliche Liquiditätsspritze wurde jedoch für zahlreiche Gemeinden, wie auch Duisburg, zum Dauertropf.
Eine Trendwende wurde mit der Teilnahme am Sanierungsprogramm „Stärkungspakt Stadtfinanzen“ seit 2012 eingeleitet. Die Kommunal- und Finanzaufsicht der Bezirksregierung Düsseldorf hat im September 2012 den vom Rat der Stadt beschlossenen Haushaltssanierungsplan genehmigt. Die Stadt Duisburg hat sich damit in den Jahren 2012 bis 2021 verpflichtet, ihren Haushalt zu konsolidieren – das heißt Einsparungen vorzunehmen und Mehrerträge zu realisieren. Im Gegenzug wurden vom Land NRW sogenannte Konsolidierungshilfen – jährliche Sonderzuweisungen – geleistet, um der Stadt zu helfen, den im Sanierungszeitraum vorgeschriebenen Haushaltsausgleich zu erreichen. Bis einschließlich 2016 erhielt die Stadt auf diesem Weg jährlich 53 Millionen Euro, die in den Folgejahren kontinuierlich verringert wurden. So gelang bereits 2015 der erste Haushaltsausgleich seit 1992. Seitdem werden in Duisburg positive Jahresergebnisse erreicht, die das negative Eigenkapital weiter verringern. Auch im Corona-Jahr 2020 gelang aufgrund hoher Unterstützungs- und Ausgleichszahlungen seitens des Bundes und des Landes NRW ein Jahresüberschuss von 146,9 Millionen Euro. Noch höher fiel das Jahresergebnis 2021 aus, das sich auf ein Plus von 159,8 Millionen Euro belief. Auch erwähnt werden müssen dabei die in diesem Ergebnis enthaltenen coronabedingten Finanzbelastungen, die sich gemäß einer Nebenrechnung zur Ergebnisrechnung auf rund 77 Millionen Euro summieren und als Abschreibungen ab 2025 den Haushalt belasten werden.
Sowohl der Hebesatz bei der Gewerbesteuer von 520 % (seit 1. Januar 2016) als auch der Hebesatz bei der Grundsteuer B von 855 % (seit 2015) liegen bundesweit im oberen Bereich.

### Stadtwappen

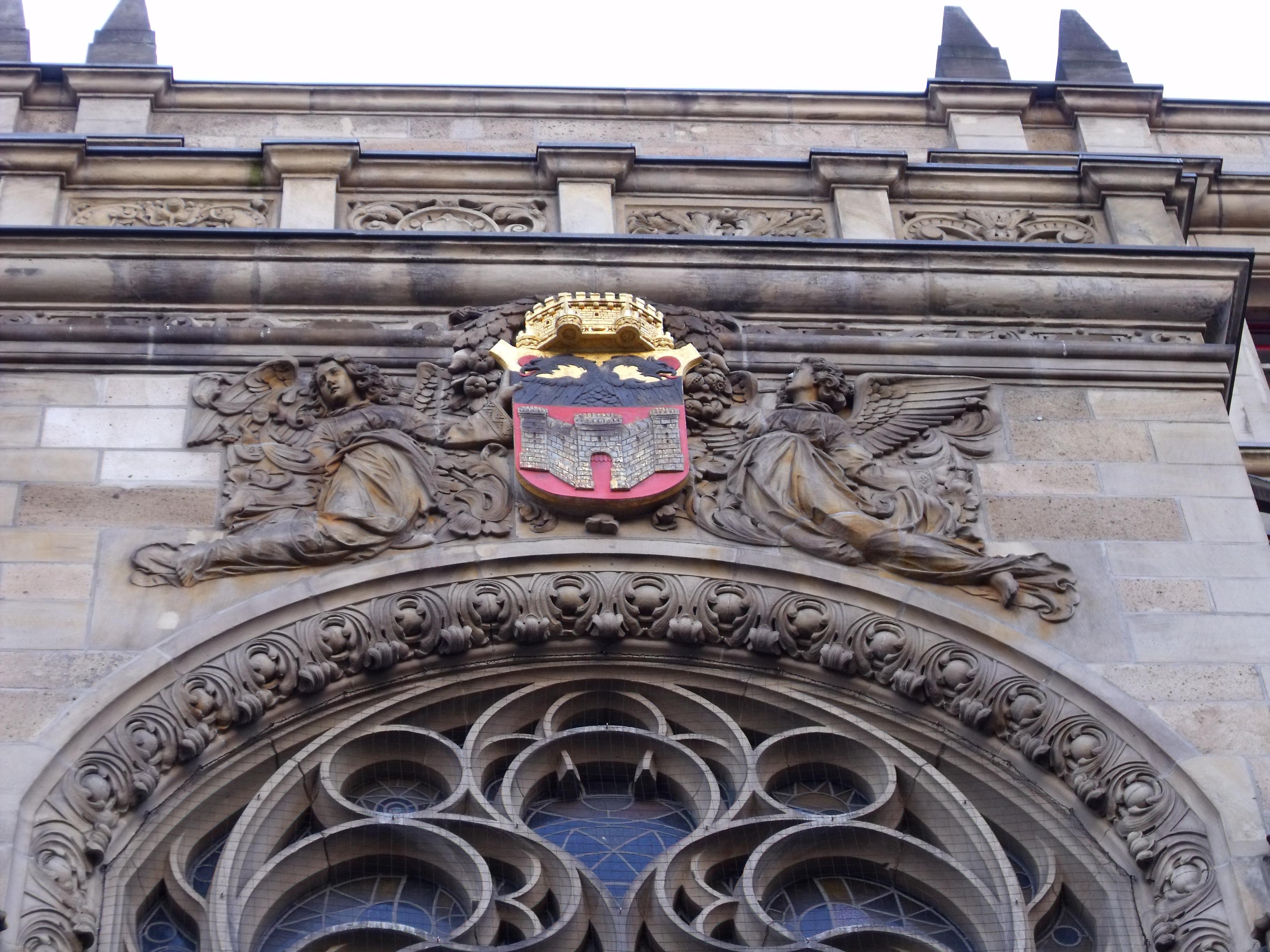
Duisburger Wappen am Rathaus in Duisburg

| Stadtwappen von Duisburg | Blasonierung: „Auf quergeteiltem Schilde in der oberen Hälfte auf Goldgrund (goldgelb) ein schwarzer Doppeladler, von der Brust ab aufwärts, mit roten Zungen, in der unteren Hälfte eine in Silber (weiß) dargestellte dreitürmige Stadtmauer auf rotem Grund.“ |
| Stadtwappen von Duisburg | Wappenbegründung: Das Wappen wurde der Stadt am 31. Januar 1977 vom Regierungspräsidenten in Düsseldorf verliehen. Es ist jedoch bereits im Jahre 1527 bezeugt. Es kann teilweise als „redendes“ Wappen bezeichnet werden, denn die Burg weist auf den Namen der Stadt hin. Der Reichsadler deutet auf die Zugehörigkeit zum Reich und weist auf die ehemalige Reichsfreiheit hin, die jedoch bereits 1290 an die Herren von Kleve verpfändet war. Die Farben Rot und Weiß verweisen auf die ehemalige Zugehörigkeit der Stadt zur Hanse. Die Stadtflagge ist weiß-rot. |

### Städtepartnerschaften
Nach dem Zweiten Weltkrieg entstand der Gedanke der Städtepartnerschaften in Europa mit dem Ziel, die Annäherung der ehemaligen Kriegsgegner und den Frieden zu fördern. Die Stadt Duisburg schloss ihre erste Städtepartnerschaft 1950 mit der britischen Hafenstadt Portsmouth auf Anregung des 1948 in Duisburg stationierten britischen Stadtkommandanten Captain Colin Hutchison, der persönliche Kontakte nach Portsmouth hatte. Bis heute bestehen vielfältige Austauschprogramme. Ebenso lebendig ist die Partnerschaft zur französischen Hafenstadt Calais, die seit 1964 besteht.
Heute sind die Ziele der Städtepartnerschaften umfangreicher und reichen von der Unterstützung des europäischen Einigungsprozesses über die weltweite Völkerverständigung bis zur Förderung wirtschaftlicher und kultureller Interessen. So schloss die Stadt Duisburg 1982 die erste deutsch-chinesische Städtepartnerschaft mit Stadt Wuhan. 2022 wurde das 40-jährige Bestehen gefeiert. Im März 2011 wurde eine Städtepartnerschaft mit dem US-amerikanischen Fort Lauderdale geschlossen. Inzwischen unterhält Duisburg Partnerschaften mit den folgenden Städten:
| - Portsmouth (Vereinigtes Königreich), seit 1950 - Calais (Frankreich), seit 1964 - Lomé (Togo), seit 1973, derzeit ruhend | - Wuhan (Volksrepublik China), seit 1982 - Vilnius (Litauen), seit 1985 - Gaziantep (Türkei), seit 2005 | - Perm (Russland), seit 2007 - San Pedro Sula (Honduras), seit 2008 - Fort Lauderdale (USA), seit 2011 |

### Medien

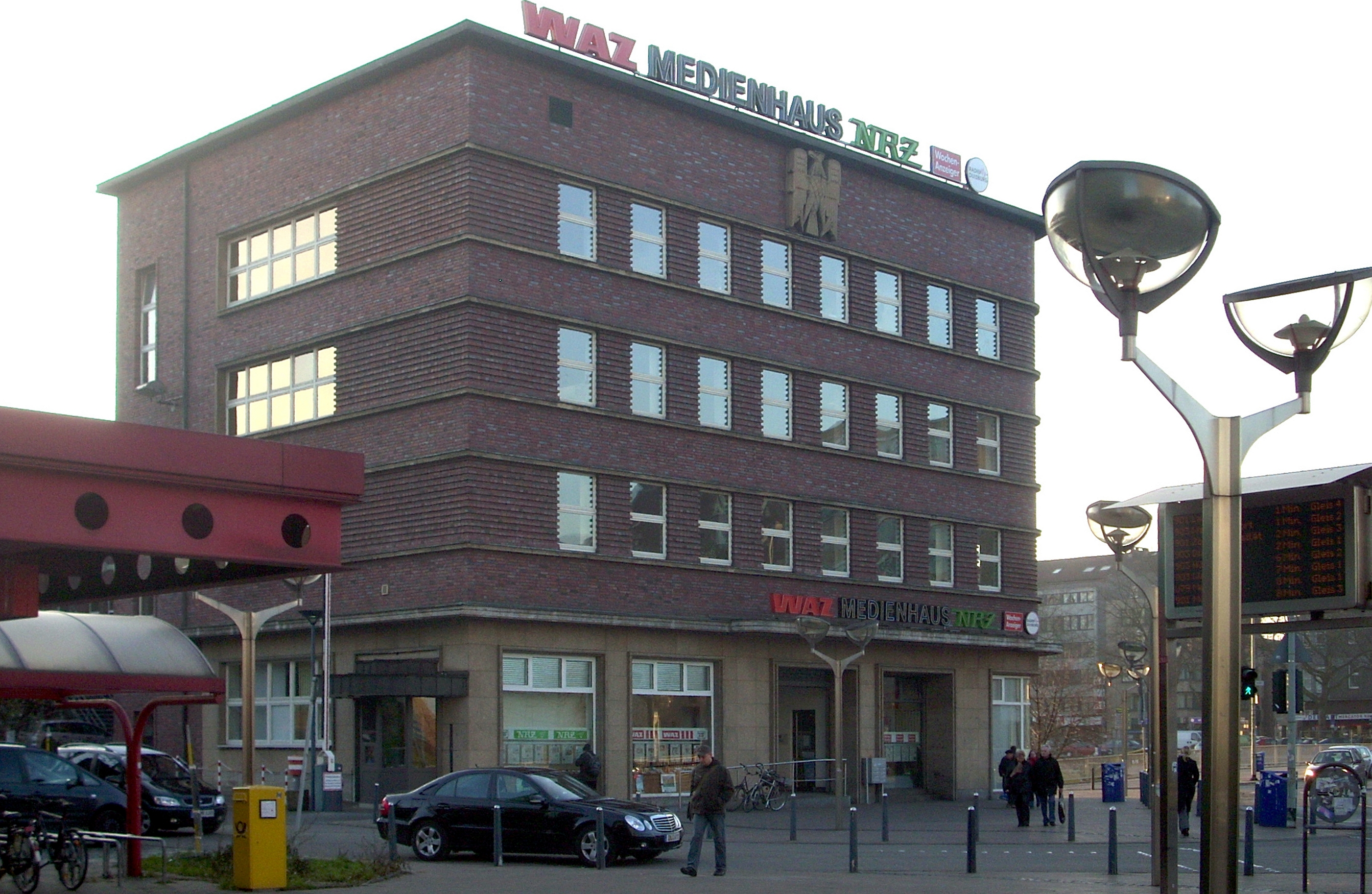
Medienhaus am Harry-Epstein-Platz

Bereits in der zweiten Hälfte des 19. Jahrhunderts und der ersten Hälfte des 20. Jahrhunderts wurde die Duisburger Bevölkerung durch zwei Tageszeitungen versorgt. Bei der einen Tageszeitung handelte es sich um die 1851 gegründete und 1941 untergegangene Rhein- und Ruhrzeitung. Die zweite Tageszeitung war der 1881 gegründete Duisburger General-Anzeiger, der bis in die 1960er Jahre das wichtigste Tagesblatt für Duisburg und die Region blieb. Im Zuge der Konzentration im Pressewesen verschwand er.
Heute berichten drei Lokalredaktionen verschiedener Tageszeitungen über das aktuelle Tagesgeschehen. Im Medienhaus, das in unmittelbarer Nähe des Hauptbahnhofes liegt, sind die Duisburger Lokalredaktionen der beiden Tageszeitungen Westdeutsche Allgemeine Zeitung (WAZ) und Neue Ruhr Zeitung (NRZ), deren Zentralredaktionen sich in Essen befinden, beheimatet. Außerdem betreibt die WAZ-Mediengruppe Stadtteilredaktionen in den Stadtteilen Hamborn, Rheinhausen und Huckingen. Die Rheinische Post (RP) mit Hauptsitz in Düsseldorf besitzt ebenfalls eine Lokalredaktion in Duisburg.
Weitere Printmedien in Duisburg sind der Wochenanzeiger, der mittwochs und samstags mit jeweils 243.200 Exemplaren erscheint, das einmal wöchentlich erscheinende Mittwoch-Blatt stadt-panorama (239.000 Exemplare) und die Zeitung Location (13.000 Exemplare), die einmal monatlich über Veranstaltungen aller Art informiert. Die Zeitungsgruppe stadt-panorama (zentraler Sitz: Medienhaus Ruhrort, Hafenstraße 2) gibt zudem linksrheinisch die „Lokal-Nachrichten“ (53.200 Exemplare im Duisburger Westen) heraus, ferner die Stadtteil-Blätter „Der Duisburger Norden“ (40.000), „Der Hamborner“ (40.000), „Wir in Wanheimerort“ (40.000), „Der Buchholzer“ (40.000) und „Wir im Westen“ (40.000). Schließlich gibt es in der genannten Zeitungsgruppe auch das Format „stadt-panorama-TV“.
Insgesamt haben sich die genannten Blätter einen immer höheren Stellenwert erarbeitet, ist doch die „Gesamtauflage“ von WAZ, NRZ, Rheinische Post und BILD in Duisburg heute nicht mehr höher als 60.000 Exemplare (zum Vergleich: 1975 hatten die genannten Zeitungen eine Auflage von zusammen 140.000 Exemplaren).
Mit Radio Duisburg ging am 1. April 1990 der erste lokale Radiosender Nordrhein-Westfalens auf Sendung. Der Sender sendet täglich bis zu acht Stunden Lokalprogramm, außerdem wird auf der Frequenz von Radio Duisburg Programme des Bürgerfunks ausgestrahlt. Das Restprogramm und die Nachrichten zur vollen Stunde werden von Radio NRW übernommen. Von 6.30 Uhr bis 19.30 Uhr strahlt Radio Duisburg zudem zu jeder halben Stunde Lokalnachrichten aus, ferner werden alle Spiele des MSV Duisburg sowie einzelne Spiele der Füchse Duisburg und des FCR 2001 Duisburg live übertragen.
Der WDR eröffnete im Februar 2007 sein neues Regionalstudio am Duisburger Innenhafen. In seinem Studio produziert der WDR die Fernsehsendung Lokalzeit aus Duisburg, die zweimal täglich über Nachrichten aus der Stadt Duisburg, sowie den Kreisen Kleve und Wesel informiert. Für den Radiosender WDR 2 werden zudem Regionalnachrichten produziert.
2006 nahm mit Studio 47 der erste private lokale Fernsehsender Nordrhein-Westfalens seinen Sendebetrieb auf. Das Programm von Studio 47 wird täglich rund um die Uhr ausgestrahlt, zu empfangen ist es im digitalen Kabel-TV, im Internet sowie über MagentaTV und MagentaZuhause. Seit 2005 strahlt der Duisburger Sender Kanal Avrupa europaweit ein türkischsprachiges Fernsehprogramm aus.
Im Duisburger Stadtgebiet ist zudem das Campusradio der Universität Duisburg-Essen, CampusFM, auf der Frequenz 104,5 MHz zu empfangen. Der Sender sendet ein 24-stündiges Programm, das sich in erster Linie an die Studierenden der Universität Duisburg-Essen richtet. Es setzt sich zusammen aus Magazinsendungen, Spezialsendungen, redaktionellen Beiträgen, sowie Musik.
Der TV-Lernsender nrwision bündelt in seiner Mediathek Fernsehsendungen über Duisburg bzw. von Fernsehmachern aus Duisburg.

### Bildung und Forschung
Mit der Gründung der Gesamthochschule Duisburg im Jahr 1972 – die zunächst in der Gerhard-Mercator-Universität Duisburg und danach in der Universität Duisburg-Essen aufgegangen ist – hat Duisburg als Wissenschafts- und Hightech-Standort an Profil gewonnen. Auf dem Campus wurde 2005 die Mercator School of Management mit Wirtschaftsschwerpunkt etabliert. Seit 2006 verfügt die Universität auf dem Campus Duisburg mit der NRW School of Governance außerdem über die erste öffentliche Governance School in Deutschland unter der Leitung von Karl-Rudolf Korte. Die Duisburger Forschungslandschaft wird von einer Reihe von Instituten, die an der Universität angesiedelt sind, geprägt. Dazu zählen das Fraunhofer-Institut für Mikroelektronische Schaltungen und Systeme (IMS), das Institut für Energie- und Umwelttechnik (IUTA), das Entwicklungszentrum für Schiffstechnik und Transportsysteme (DST), das Rhein-Ruhr-Institut für Sozialforschung und Politikberatung (RISP), das Forschungsinstitut für wirtschaftliche Entwicklungen im Pazifikraum (FIP), das Zentrum für BrennstoffzellenTechnik (ZBT) und das Deutsch-Französische Institut für Automation und Robotik (IAR). Das innerhalb der Universität angesiedelte Institut für Entwicklung und Frieden (INEF) geht auf eine von Willy Brandt gegründete Stiftung zurück. 

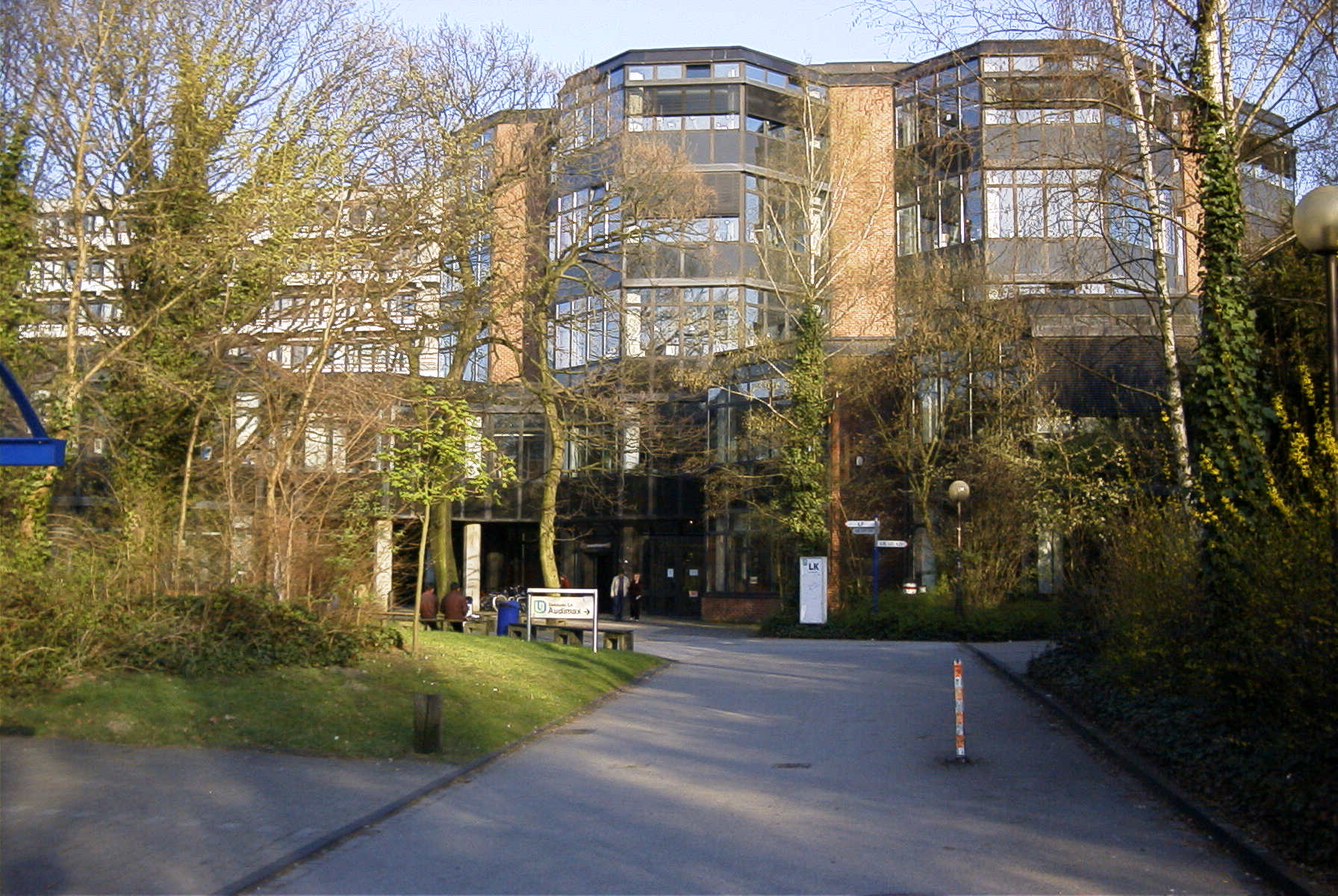
Universitätsbibliothek auf dem Campus Duisburg der Universität Duisburg-Essen

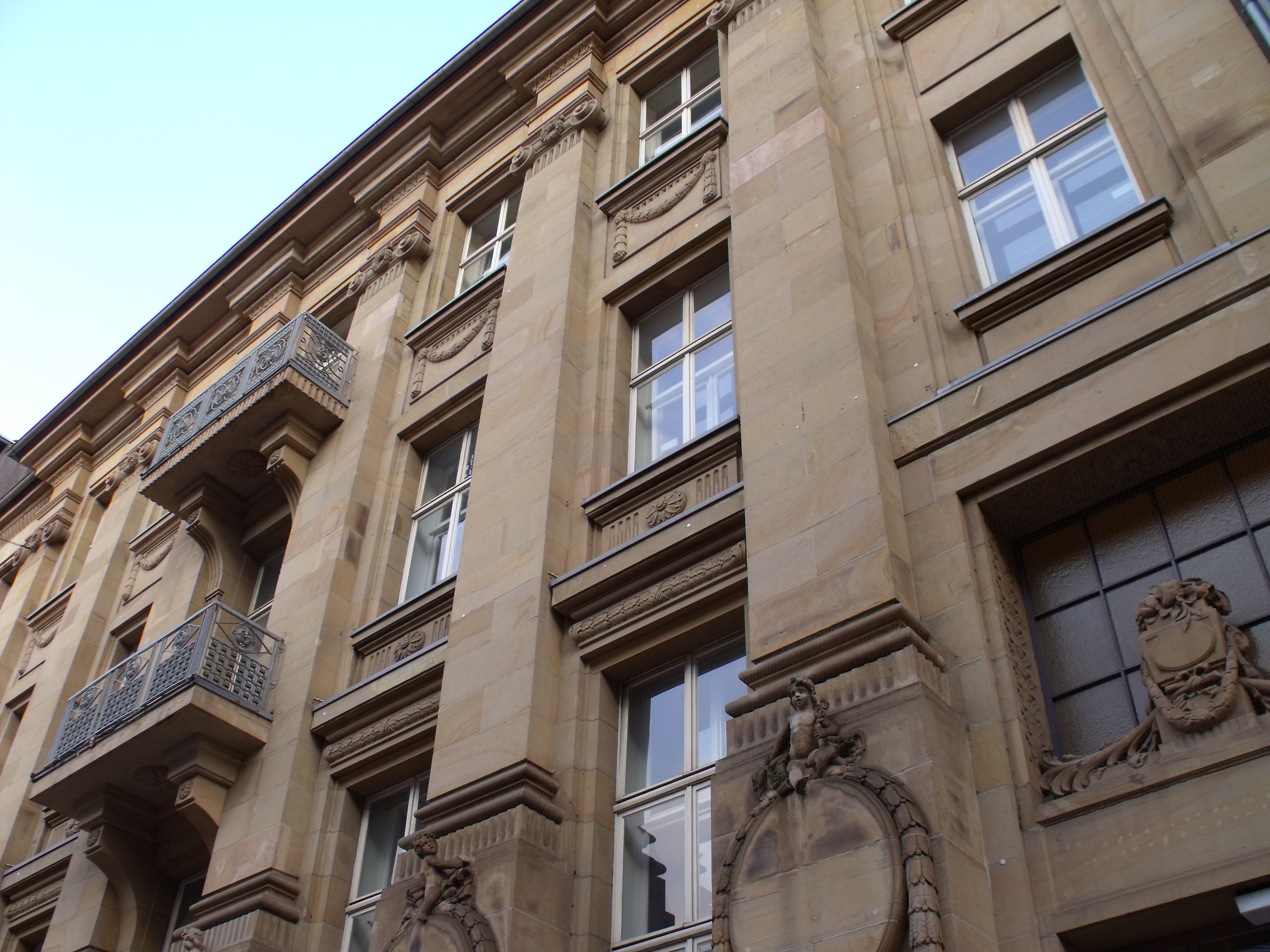
Folkwang Universität der Künste, Campus Duisburg

In der Stadt gibt es 88 Grundschulen, 20 Hauptschulen, 15 Förderschulen, zehn Realschulen, 13 Gesamtschulen, neun Berufskollegs und 13 Gymnasien.
Mit dem Landfermann-Gymnasium besitzt die Stadt eine der ältesten Schulen im deutschen Sprachraum, deren Wurzeln auf die bereits vor 1280 als Schola Duisburgensis gegründete ehemalige Lateinschule zurückreichen. Das 1832 als Sonntagsschule gegründete Friedrich-Albert-Lange-Berufskolleg war 1846 die erste Schule in kommunaler Trägerschaft der Stadt Duisburg.
Die Universität Duisburg-Essen entstand am 1. Januar 2003 durch die Vereinigung der Universitäten in Essen und Duisburg, die mit rund 42.000 Studenten und 3400 Mitarbeitern zu den größten Universitäten Nordrhein-Westfalens gehört. Das Fächerspektrum erstreckt sich über Geistes-, Gesellschafts-, Wirtschaftswissenschaften, sowie Ingenieur- und Naturwissenschaften einschließlich der Medizin. 1972 wurde die Duisburger Universität als Gesamthochschule durch den Zusammenschluss der Pädagogischen Hochschule und der Fachhochschule für Maschinenbau gegründet und 1980 in Universität – Gesamthochschule – Duisburg umbenannt. Von 1994 bis zur Vereinigung mit der Essener Universität trug sie den Namen Gerhard-Mercator-Universität Duisburg. Bereits von 1655 bis 1818 hatte es eine Duisburger Universität, die vom Großen Kurfürsten Friedrich Wilhelm gegründet worden war.
Im Stadtteil Dellviertel befindet sich ein Standort der Fachhochschule für öffentliche Verwaltung NRW. In den vier Fachbereichen kommunaler Verwaltungsdienst, staatlicher Verwaltungsdienst, Polizeivollzugsdienst, und sozialer Verwaltungsdienst werden Beamte für den gehobenen Dienst ausgebildet. 2021 waren dort rund 3500 Studenten eingeschrieben.
Die 1900 gegründete Musikhochschule ist seit 1987 eine Abteilung der Folkwang Universität der Künste. Am Standort Duisburg werden zwei Studiengänge angeboten, zum einen zum Diplompädagogen im Studiengang Musikpädagogik, zum anderen zum Diplommusiker im Studiengang Künstlerische Instrumentalausbildung. Die FOM – Hochschule für Oekonomie und Management ist eine weitere Hochschule.
Im Jahr 1919 wurde die Volkshochschule Duisburg (VHS) eröffnet. An ihr bieten über 700 Kursleiter Weiterbildungsmöglichkeiten in allgemeinen, politischen, beruflichen und kulturellen Bereichen an.
Weitere Bildungsträger in Duisburg sind die Deutsche Angestellten Akademie, das Bildungszentrum des Bauhandwerks, die FOM Hochschule (FOM), die Verwaltungs- und Wirtschaftsakademie (VWA) Duisburg, die Schweißtechnische Lehr- und Versuchsanstalt (SLV) Duisburg, die PTA Lehranstalt, die Gemeinnützige Gesellschaft für Beschäftigungsförderung (GfB) Duisburg, das Bildungszentrum der Wirtschaft, das Institut für Maßnahmen zur Förderung der beruflichen und sozialen Eingliederung (IMBSE) und das Institut für Technische Dokumentation, Schulung und Beratung (ITS) Duisburg.
Auch das Schifferberufskolleg und das Schulschiff Rhein haben ihren Sitz in Duisburg. Dort werden angehende Matrosen in dreimonatigen Blöcken unterrichtet.
Mit fast 1.000.000 Medienbeständen zählt die Duisburger Stadtbibliothek zu den großen Stadtbüchereien Deutschlands. In den 1970er Jahren gab es ein umfangreiches Zweigstellennetz, das neben sechs Stadtbezirksbibliotheken auch viele Stadtteilbibliotheken umfasste. Im Zuge der Sparmaßnahmen sind heute sieben Stadtbezirksbibliotheken und sechs Stadtteilbibliotheken übrig geblieben – die Zentralbibliothek in der Innenstadt verfügt über eine vergleichsweise umfangreiche Sammlung türkischsprachiger Literatur. Seit 1970 findet hier auch die Internationale Kinder- und Jugendbuchausstellung (IKiBu) statt. Von besonderer Bedeutung sind auch die Universitätsbibliothek der Universität Duisburg-Essen und das Archiv der Stadt Duisburg.
2009 wurde das Konfuzius-Institut Metropole Ruhr eröffnet, das an der Universität Duisburg-Essen angesiedelt ist und als Kulturinstitut Kenntnisse über die chinesische Sprache und Kultur vermitteln will. Darüber hinaus werden Unternehmen und Politiker beraten, die Kontakte nach China pflegen. Das Duisburger Konfuzius-Institut ist das neunte Institut in Deutschland und wie alle eine offizielle Einrichtung der Volksrepublik. Die Stadt Duisburg ist weiterhin „Korporativ Förderndes Mitglied“ der Max-Planck-Gesellschaft.

## Religionen

### Konfessionsstatistik
Gemäß dem Zensus 2011 waren 26 % der Einwohner evangelisch, 31 % römisch-katholisch und 43 % konfessionslos, gehörten einer anderen Glaubensgemeinschaft an oder machten keine Angabe. Der Anteil der evangelischen und katholischen Kirchenmitglieder an der Gesamtbevölkerung ist seitdem gesunken. Jahresende 2024 waren von den Einwohnern 21,7 katholisch, 17,2 % evangelisch und 61,1 % gehörten einer anderen Glaubensgemeinschaft an oder waren konfessionslos.

#### Protestantische Kirchen

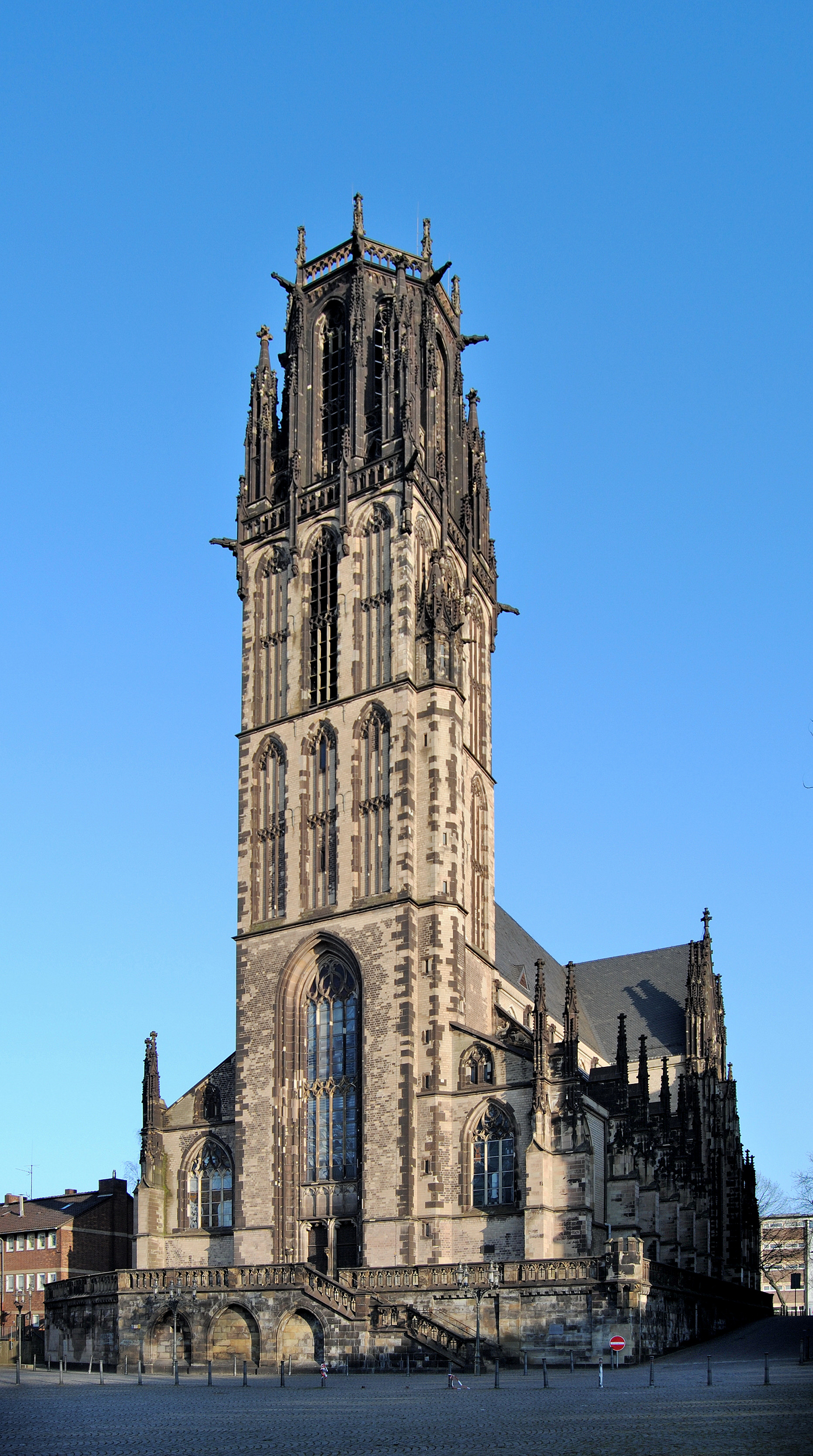
Gotische Salvatorkirche

1543 wurde auf Beschluss des Rates der Stadt im evangelischen Sinne gepredigt und in den Folgejahren auch das Abendmahl in beiderlei Gestalt („Brot und Wein“) gefeiert, so dass bis 1555 die Reformation endgültig Fuß fassen konnte. Vorherrschend war ab 1579 das reformierte Bekenntnis, Duisburg und Wesel bildeten die reformierten Zentren im Herzogtum Kleve. 1610 wurde auf der Duisburger Generalsynode in der Salvatorkirche der Synodalverband der reformierten Gemeinden Jülich, Kleve und Berg gegründet, zu dem auch die Gemeinde in Duisburg gehörte. Die Gegenreformation konnte sich im Dreißigjährigen Krieg nicht durchsetzen. Erst 1727 bildete sich wieder eine lutherische Gemeinde. Beide Konfessionen vereinigten sich 1891 zur unierten Gemeinde von Duisburg. In preußischer Zeit wurde Duisburg Sitz einer Superintendentur innerhalb der Rheinischen Provinzialkirche der Evangelischen Kirche in Preußen, aus der später der Kirchenkreis Duisburg innerhalb der heutigen Evangelischen Kirche im Rheinland hervorging. Walsum gehört zum Kirchenkreis Dinslaken und das linksrheinische Duisburg zum Kirchenkreis Moers. In Duisburg-Buchholz befindet sich der Hauptsitz der großen evangelischen Hilfsorganisation Kindernothilfe. In Ruhrort gibt es eine Nederlandse Kerk, die überwiegend von Binnenschiffern besucht wird.
Nach den Ergebnissen des Zensus am 9. Mai 2011 gehörten 135.610 Einwohner (26 %) von Duisburg der evangelischen Kirche, 2.660 evangelischen Freikirchen an.

#### Römisch-Katholische Kirche

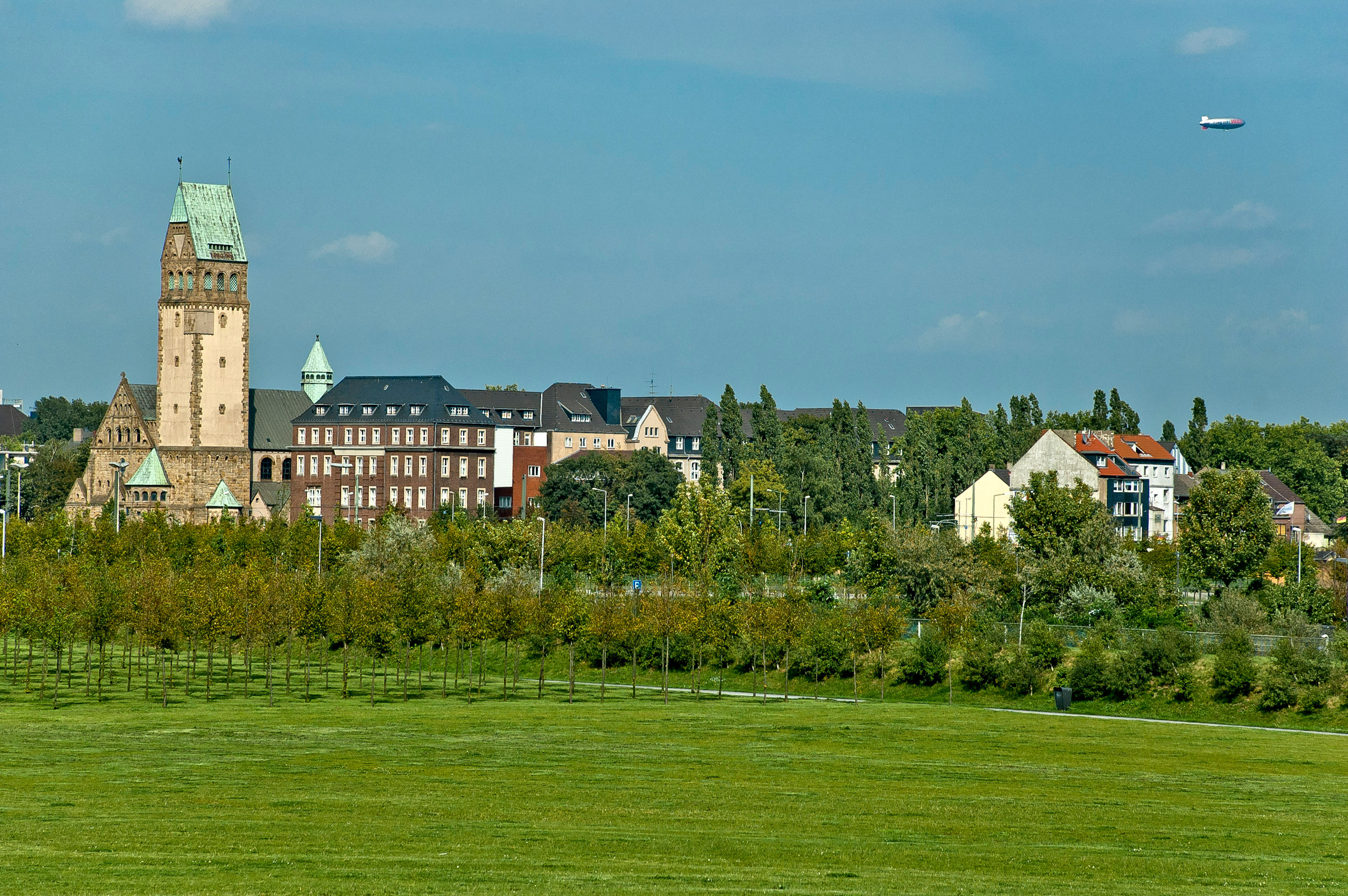
St. Bonifatius, Duisburg-Hochfeld

Duisburg gehörte im Mittelalter zum Bistum Lüttich, später zum Erzbistum Köln.
Die nach der Reformation in Duisburg verbliebenen Katholiken gehörten weiterhin dem Erzbistum Köln an. Nach einer Neuordnung der Bistümer 1821 kam Duisburg zum Bistum Münster. Seit 1958 gehören die Pfarrgemeinden in den damaligen Grenzen Duisburgs zum neu gegründeten Bistum Essen. Nach der 2006/2015 erfolgten Neuordnung der Pfarreienstruktur sind dies die Pfarreien St. Johann (Hamborn), St. Michael (Meiderich), Liebfrauen (Mitte) und St. Judas Thaddäus (DU-Süd), die jeweils aus mehreren ehemals selbständigen Gemeinden bestehen.
Die Gebiete der 18 Pfarrgemeinden des linksrheinischen Dekanats Duisburg-West und des zum Dekanat Dinslaken gehörenden Pfarrverbands Walsum wurden erst 1975 nach Duisburg eingemeindet und gehören weiterhin zum Bistum Münster.
Nach den Ergebnissen des Zensus am 9. Mai 2011 gehörten 158.160 Einwohner (31 %) von Duisburg der katholischen Kirche an.

#### Andere christliche Kirchen
Die evangelischen und römisch-katholischen Kirchengemeinden in Duisburg sind Mitglieder in der 1993 gegründeten Arbeitsgemeinschaft christlicher Kirchen Duisburg. Dieser Arbeitsgemeinschaft gehören darüber hinaus die griechisch-orthodoxe Kirche, die Selbständige Evangelisch-Lutherische Kirche, die Armenische Apostolische Kirche, die Arbeitsgemeinschaft Evangelischer Freikirchen sowie die Apostolische Gemeinschaft mit vier Gemeinden in Beeck, Hamborn, Walsum und Wanheimerort an. Auch in Duisburg vertreten ist die Neuapostolische Kirche mit 15 Kirchengebäuden innerhalb des Stadtgebietes. Ebenfalls vertreten ist die Kirche Jesu Christi der Heiligen der Letzten Tage (im Volksmund auch „Mormonen“ genannt). Das Gemeindehaus befindet sich in Neuenkamp. Auch das syrische Christentum ist in Duisburg vertreten, die Syrisch-Orthodoxe Kirche von Antiochien hat ihr Gotteshaus an der Karl-Jarres Straße 152. Bei den Syrisch-Orthodoxen Christen handelt es sich um ethnische Assyrer aus dem Nahen Osten (auch bekannt als Aramäer).

#### Jüdische Gemeinde
Eine seit dem 12. Jahrhundert erwähnte jüdische Gemeinde bestand bis zum Pestjahr 1349/1350, dann gab es wieder Juden ab dem 15. Jahrhundert. Eine Synagogengemeinde entstand aber erst gegen Ende des 18. Jahrhunderts wieder, die bis 1944 ausgelöscht wurde. 1816 betrug der Anteil der Juden an der Bevölkerung 0,68 Prozent, 1928 circa 0,8 Prozent.

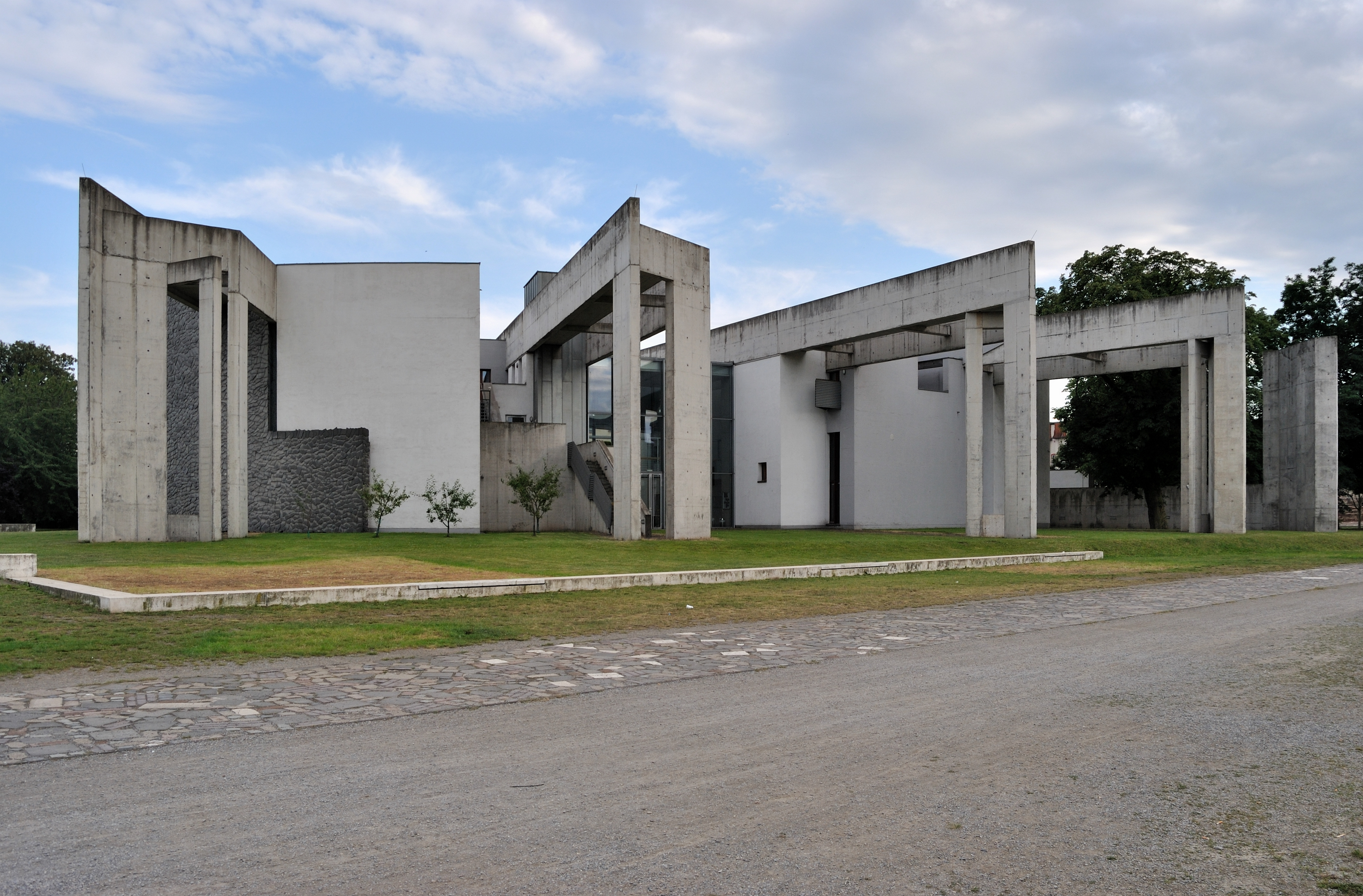
Jüdisches Gemeindezentrum

Die jüdische Gemeinde der Städte Duisburg, Mülheim an der Ruhr und Oberhausen hat ein gemeinsames Gemeindezentrum mit Synagoge im Duisburger Innenhafen. Für die etwa 2800 Mitglieder starke Gemeinde wurde ein Umzug aus dem kleinen Mülheimer Gemeindezentrum notwendig. Gemeinsam beschlossen die Jüdische Gemeinde und die drei Städte Duisburg, Mülheim und Oberhausen einen Neubau in Duisburg. Seit Einweihung des Gemeindezentrums der Jüdischen Gemeinde Duisburg-Mülheim/Ruhr-Oberhausen im Jahre 1999 ist dieser Ort mit Leben gefüllt. Es finden dort unter anderem Kulturveranstaltungen statt, so eine Jüdische Buchmesse sowie die Jüdischen Kulturtage im Rheinland für das westliche Ruhrgebiet. Aber auch das Engagement im Bereich der Familien- und Jugendarbeit ist in den Räumen des Gemeindezentrums in Duisburg mit dem Kinder- und Jugendzentrum Tikwatejnu beheimatet – Tikwatejnu ist Hebräisch und bedeutet übersetzt „Unsere Hoffnung“.

#### Islamische Gemeinden
Nach einer Berechnung aus den Zahlen des Zensus am 9. Mai 2011 für die Personen mit Migrationshintergrund lag der Bevölkerungsanteil der Muslime in Duisburg am 9. Mai 2011 bei 14,6 Prozent (rund 71.200 Personen). In einigen Ortsteilen Duisburgs ist der Anteil der islamischen Bevölkerung wesentlich höher (z. B. Bruckhausen, Marxloh, Obermarxloh, Fahrn). Im Stadtteil Marxloh wurde am 26. Oktober 2008 die Duisburger Merkez-Moschee eröffnet. Das integrative Konzept und die Zusammenarbeit von Stadt und islamischen Religionsvereinen hat bundesweit für Aufsehen gesorgt. Im Schuljahr 2011/12 gehörten 17.344 Kinder in Duisburg dem Islam an, dies sind etwa 3000 mehr, als der Katholischen Kirche angehörten.
Neben der sunnitisch-islamischen Glaubensgemeinschaft existiert eine bedeutende alevitische Glaubensgemeinschaft in der Stadt. Die Gemeinschaft hat zwei Vereinshäuser. Diese sind die Alevitische Gemeinde Duisburg (Rheinhausen) und das Alevitische Kulturzentrum Duisburg-Marxloh e. V. Beide Vereine gehören der Alevitischen Gemeinde Deutschland e. V. (AABF) an.
Insgesamt gibt es 39 Moscheen in Duisburg. Davon stehen 16 unter der Leitung des Dachverbands DITIB, acht Moscheen werden vom Dachverband VIKZ geführt, fünf gehören zum Dachverband IGMG und eine zum Dachverband IGBD. Die restlichen neun Moscheen werden in freier Trägerschaft geführt.

## Kultur und Sehenswürdigkeiten
Duisburg bietet ein großes Angebot an kulturellen Einrichtungen und Veranstaltungen. Herausragend wichtiges Ereignis sind die alljährlich seit 1977 (außer 2005) stattfindenden Duisburger Akzente, die sich jeweils mit einem kulturell aktuellen Thema auseinandersetzen, und das Traumzeit-Festival im Landschaftspark Duisburg-Nord. Überregional bedeutsam sind die im gesamten Ruhrgebiet stattfindende RuhrTriennale und das Klavierfestival Ruhr.
Von besonderer Bedeutung sind die Stätten und Aktivitäten der Industriekultur, die dem gesamten Ruhrgebiet ein neues Gesicht geben sollen. Der Landschaftspark Duisburg-Nord, der Hafenstadtteil Ruhrort und der am Rande des Stadtzentrums gelegene Innenhafen sind die Duisburger Hauptattraktionen an der Route der Industriekultur.

### Theater

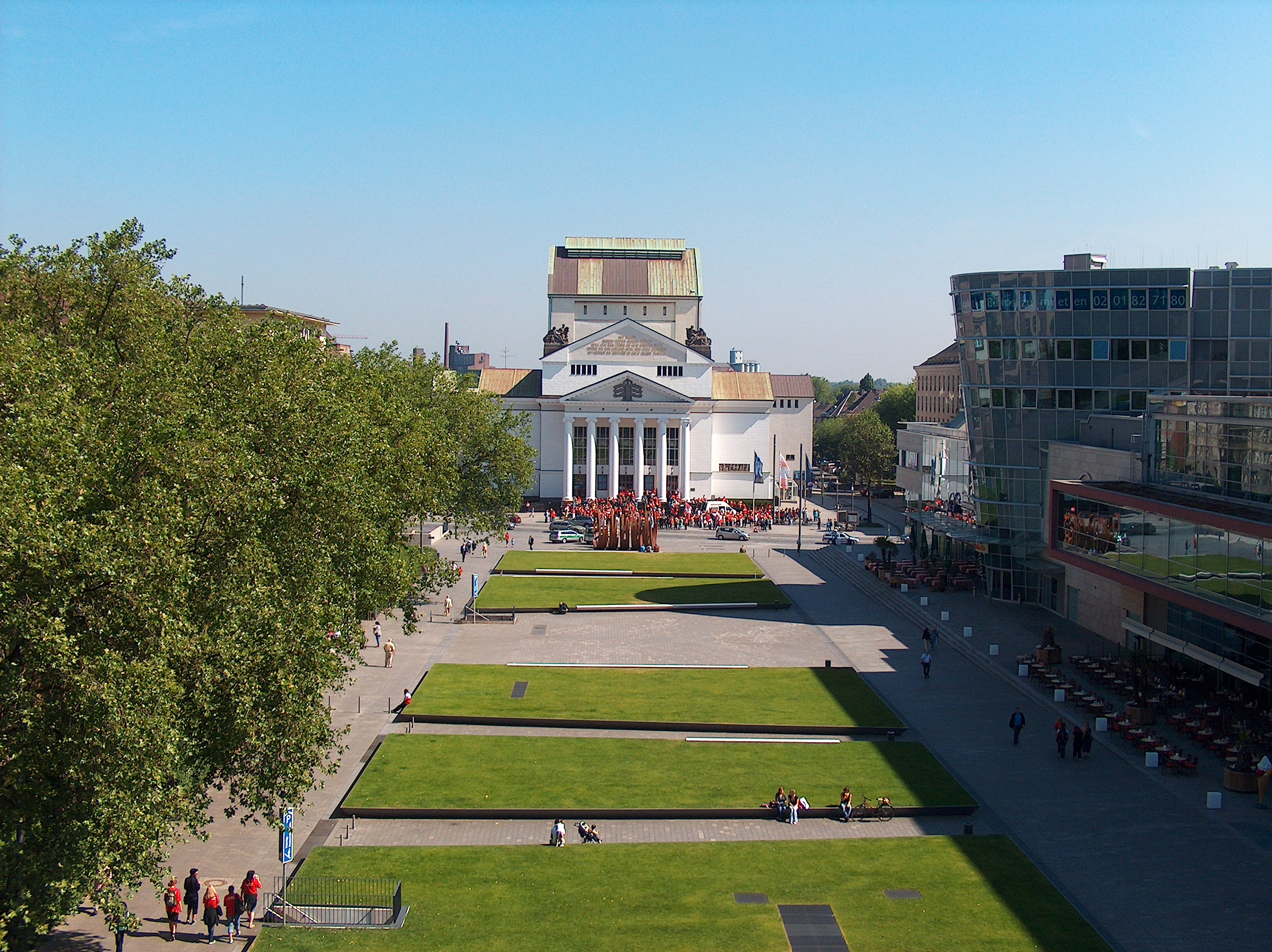
Stadttheater

Das 1912 nach einem Entwurf des Breslauer Architekten Martin Dülfer im neoklassizistischen Stil erbaute Theater Duisburg gilt als das kulturelle Zentrum der Stadt. Es wird seit 1956 von der Deutschen Oper am Rhein zusammen mit den Duisburger Philharmonikern bespielt. Die Deutsche Oper am Rhein ist eine Theatergemeinschaft der Nachbarstädte Düsseldorf und Duisburg. Sie hat neben Oper und Operette/Musical auch Ballett im Programm.
Bereits von 1887 bis 1921 bestand eine Theaterehe mit Düsseldorf. Diese wurde von einer eigenständigen Duisburger Oper und einer Theatergemeinschaft mit dem Schauspielhaus Bochum abgelöst, die bis 1935 bestand.
Duisburg besitzt kein eigenes Schauspielensemble. Im Stadttheater werden Inszenierungen anderer Theater gezeigt, insbesondere aus der Rhein-Ruhr-Region.
Weitere Theater sind das Kleinkunsttheater „Die Säule“ im Dellviertel, das Kinder- und Jugendtheater „Kom’ma“ in Rheinhausen sowie die Kleinkunstbühne Meiderich. Der älteste noch existierende Theaterverein in Duisburg ist die „bühne47 – Ketteler Spielschar“ mit Sitz im Ortsteil Rheinhausen. Aufgrund von Zahlungsschwierigkeiten schloss die freie Schauspielbühne „Comödie Duisburg“ im Juli 2008.

### Veranstaltungsorte

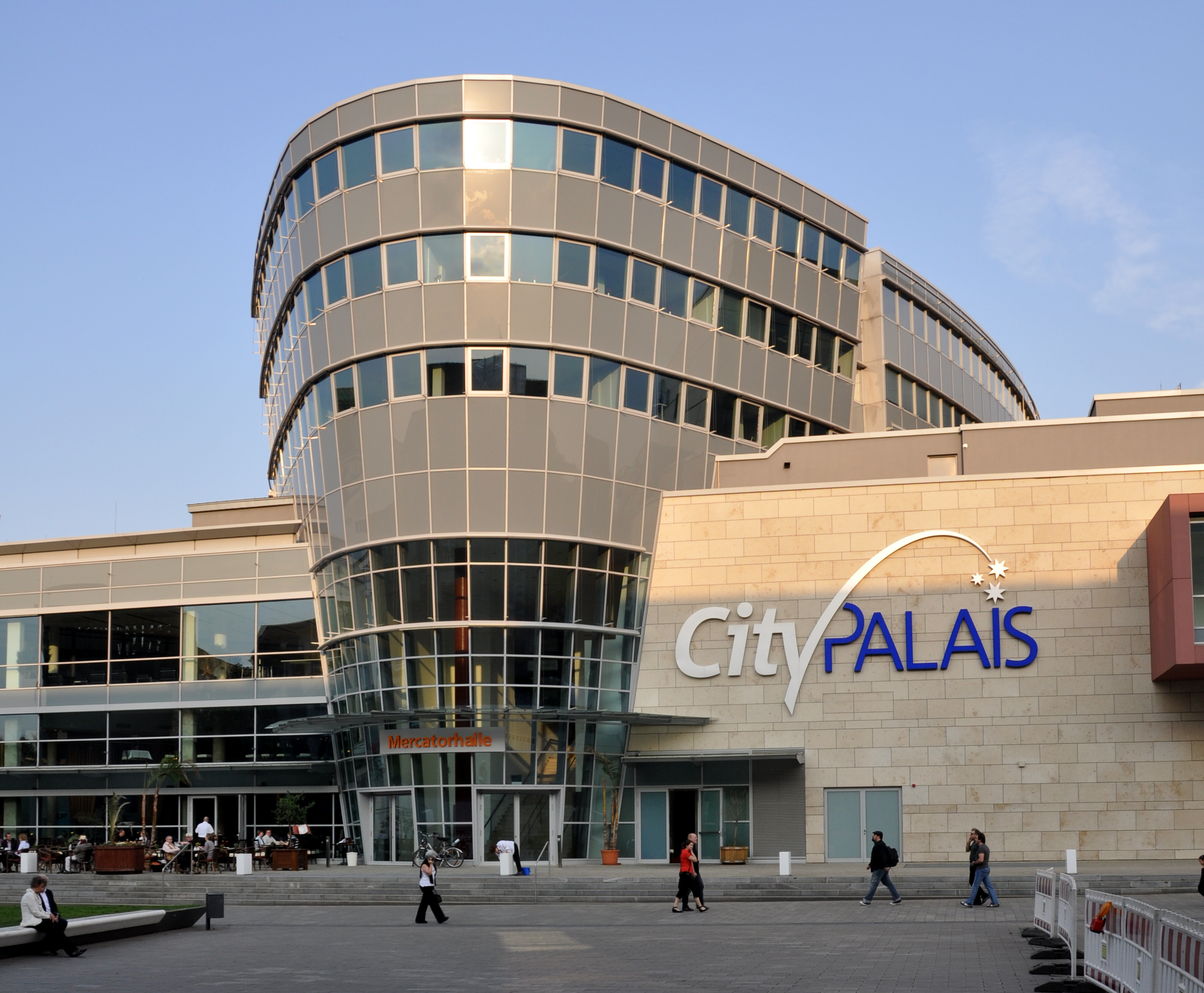
Multifunktionale Mercatorhalle

1962 wurde die Duisburger Mercatorhalle in der Innenstadt eingeweiht. Sie ersetzte die 1887 eröffnete und 1942 zerstörte Tonhalle, die an der gleichen Stelle stand. Die Mercatorhalle galt 40 Jahre lang als die „gute Stube“ der Stadt. Diese Konzert- und Veranstaltungshalle wurde 2005 abgerissen, um Platz für das City Palais zu schaffen, das unter anderem ein im Februar 2007 eröffnetes Spielcasino und die „neue“ Mercatorhalle beherbergt. Der große Saal dieser Halle bietet Platz für 1750 Personen und wurde im April 2007 eröffnet. Die Duisburger Philharmoniker haben in der Mercatorhalle ihre Spielstätte. Ab August 2012 war die Mercatorhalle wegen erheblicher Mängel beim Brandschutz geschlossen. Sie wurde 2016 nach aufwendigen Sanierungsarbeiten wiedereröffnet.
Das Theater am Marientor (TaM) ist ein ehemaliges Musicaltheater („Les Miserables“) und wird heute für unterschiedlichste Bühnenveranstaltungen vermietet. Die Duisburger Philharmoniker nutzten es vom Abriss der alten bis zur Eröffnung der neuen Mercatorhalle als Ausweichquartier. Nach längerem Leerstand wird das TaM seit der erneuten Schließung der Mercatorhalle 2012 wieder von den Philharmonikern genutzt. Ein geplanter Verkauf an eine private Investorengruppe, die dort das Musical „Braveheart“ plant, erscheint daher fraglich.
Die Rhein-Ruhr-Halle in Hamborn fasste bis zu 4450 Sitzplätze. Unrenoviert und nicht optimal beheizt verlor sie mit der Zeit an Bedeutung und wurde im März 2011 geschlossen. In den Stadtteilen befinden sich außerdem die Rheinhausen-Halle, die Stadthalle Walsum, die Glückauf-Halle in Homberg-Hochheide und der Steinhof in Huckingen.
Veranstaltungsorte in der Kulisse einer stillgelegten Eisenhütte sind die Kraftzentrale (bis zu 4140 Plätze), die Gießhalle und die Gebläsehalle im Landschaftspark Duisburg-Nord. Regelmäßige Comedy- und Musikveranstaltungen finden auch im Bora am Dellplatz, im Kultur- und Freizeitzentrum Die Säule und im Pulp statt, ein 2002 zu einer mittelalterlich anmutenden Burg umgebautes Bahnhofsgebäude.

### Gastronomie und Nachtleben

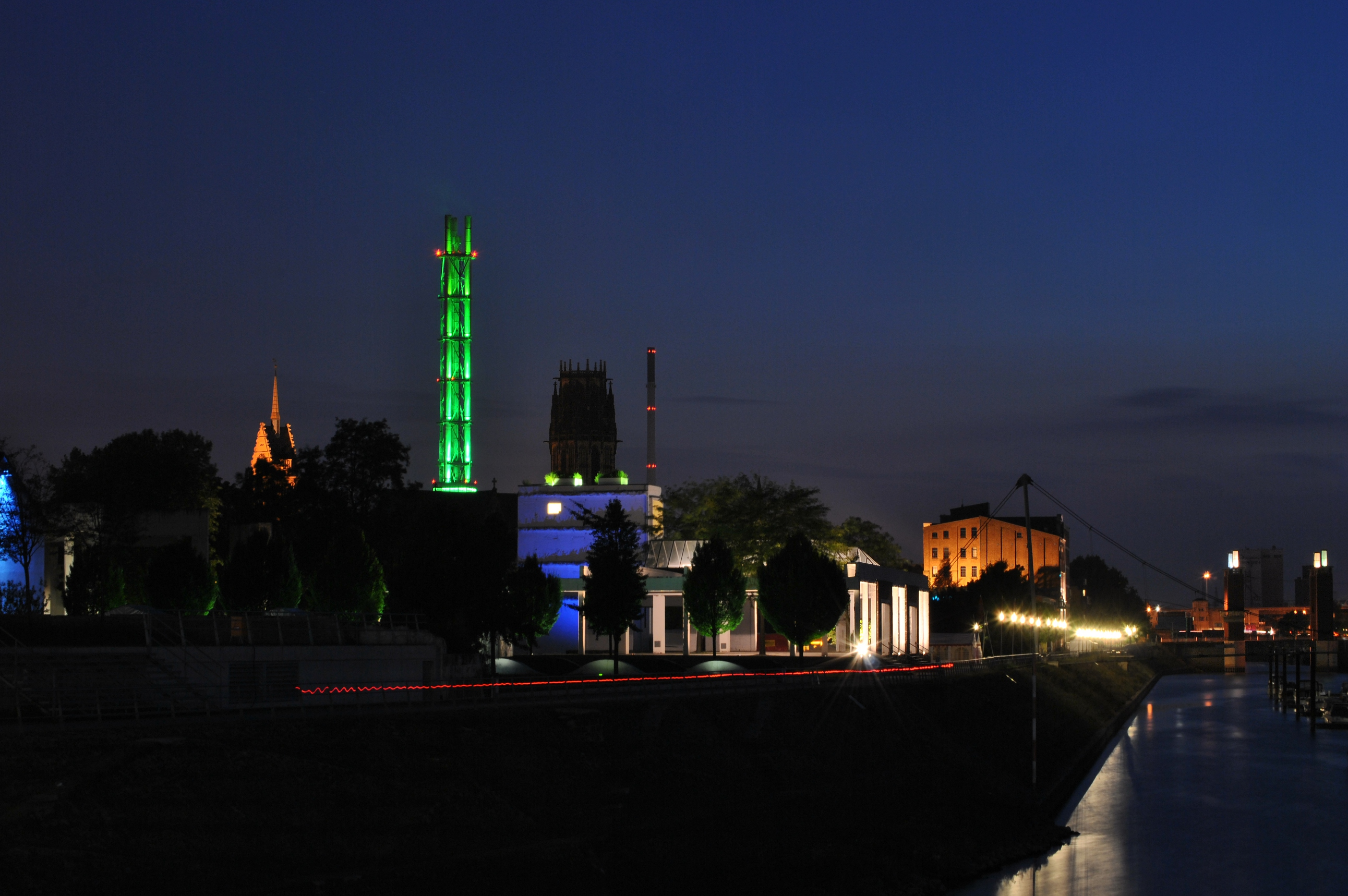
Im Bereich um die Marina und den Innenhafen sind nachts viele Objekte beleuchtet und weithin sichtbar, wie hier unter anderem das Rathaus, der Stadtwerketurm, die Salvatorkirche und die Synagoge.

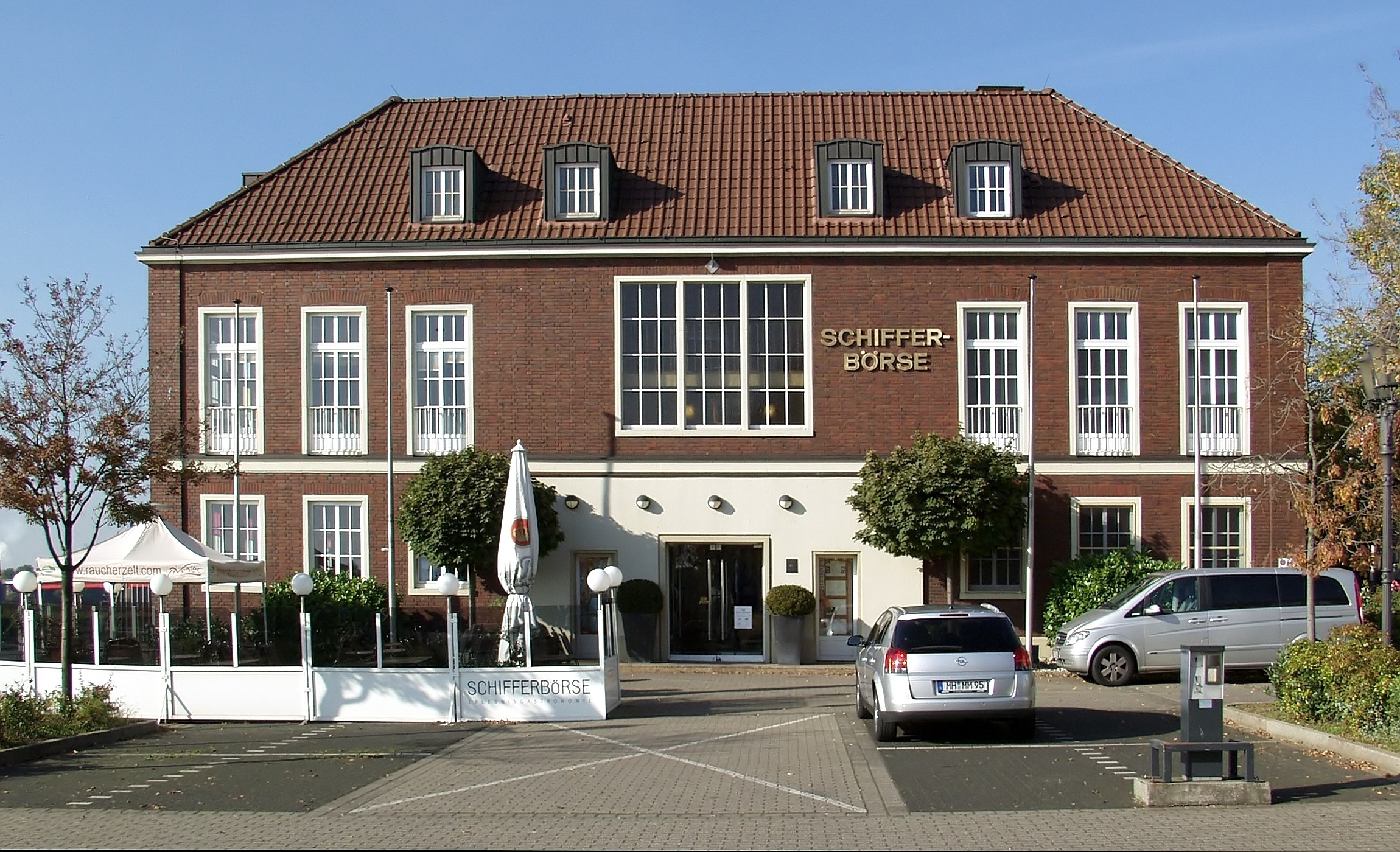
Schifferbörse

In Duisburg gibt es mehrere Bars, Cafés, Diskotheken, Lokale und Restaurants. Besonders bekannt ist die Gastronomie-Meile am Duisburger Innenhafen. Entlang der mit einem Damm abgeteilten und aufgestauten Wasserfläche befinden sich teils in wieder hergerichteten alten Getreidespeichern, teils modernen Bürokomplexen mehrere Gastronomiebetriebe, Restaurants, Cafés, Biergärten und Cocktailbars.
Ebenso bekannt für seine vielen Lokale ist der Dellplatz in der Duisburger Innenstadt. Seit 2023 bietet das Bora (früher Grammatikoff, davor HundertMeister) Kulturveranstaltungen verschiedener Art, wie Konzerte, Poetry-Slam und Comedy. In unmittelbarer Nähe befindet sich Duisburgs älteste Hausbrauerei, das Webster aus dem Jahr 1992, wo ebenfalls Konzerte stattfinden können. Im Universitätsviertel mit der ältesten Duisburger Studentenkneipe Finkenkrug, wo auch die 1953 in Duisburg geborene Politikerin Karin Zeitler arbeitete, findet man eine abwechslungsreiche Kneipenlandschaft.
Zu den bekanntesten Restaurants zählen das Restaurant in Duisburgs ältestem Wohngebäude, dem Dreigiebelhaus, das 1536 erbaut wurde, und die Gaststätte Lindenwirtin in Duissern, die in einem um 1760 gebauten Fachwerkhaus untergebracht ist.
Im Jahr 2007 eröffnete das Casino Duisburg im Citypalais, die größte Spielbank der Westspiel-Gruppe. Es verfügt über 354 Automaten im Automatencasino und 29 Spieltische im klassischen Spiel. In den ersten zehn Monaten zählte das Duisburger Casino 700.000 Besucher und erwirtschaftete einen Bruttospielertrag von 55,4 Millionen Euro, womit es hinter Berlin und Stuttgart den dritthöchsten Bruttospielertrag aller deutschen Spielbanken erzielte.

### Kinos

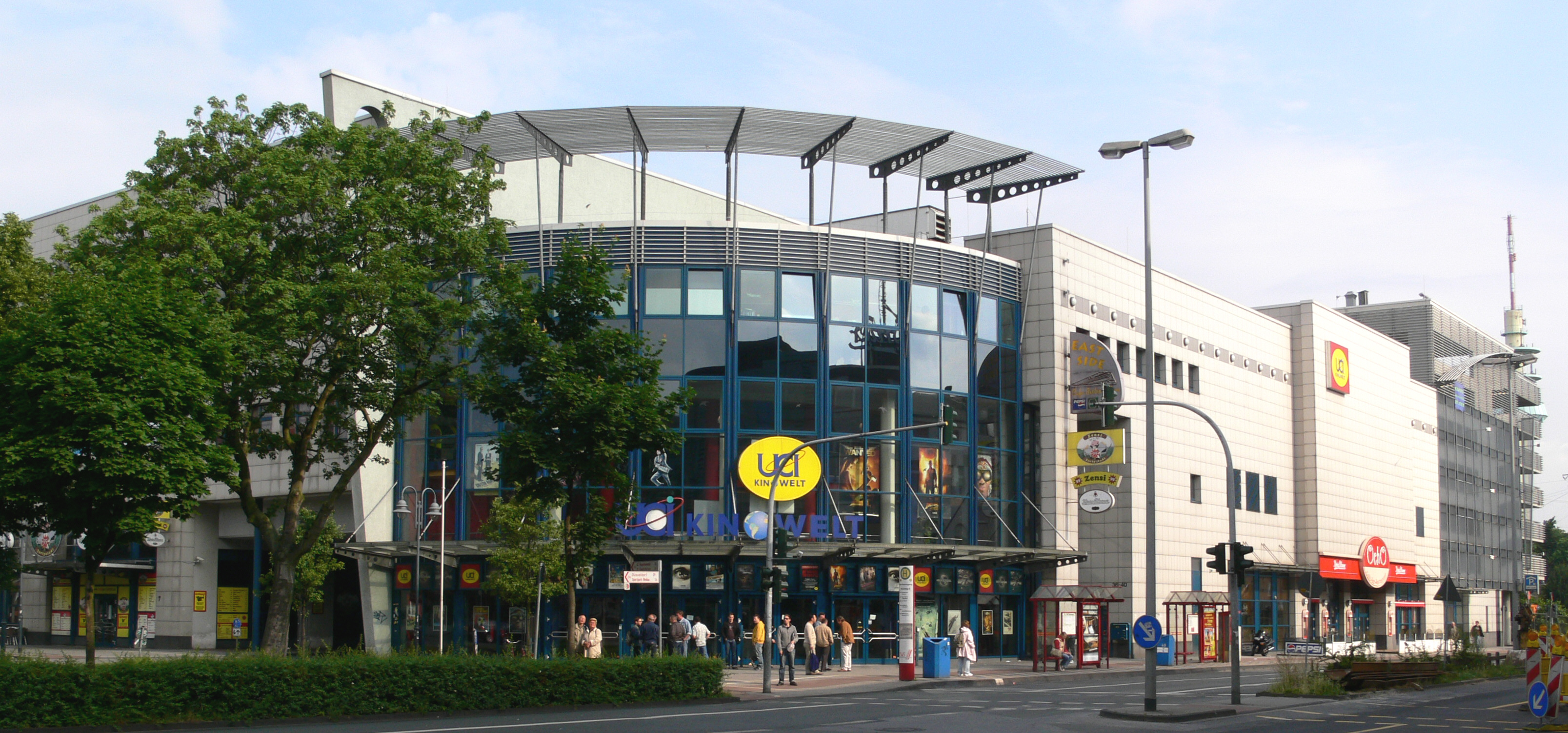
Multiplex-Kino am Hauptbahnhof

In Duisburg gibt es heute noch zwei Lichtspielhäuser. Dabei gab es in den 1960er Jahren in fast jedem Stadtteil ein Lichtspieltheater, doch das Kinosterben machte auch vor Duisburg nicht halt. Zuletzt blieben mit dem „Europa“ (das bis zur Insolvenz im Sommer 2008 die „Comödie“ beherbergte), dem „Gloria“ (jetzt ein Modegeschäft) und dem „Residenz“ (im Zuge des Baus des Einkaufszentrums „Forum Duisburg“ abgerissen) noch drei innerstädtische Kinozentren übrig. Doch letztlich haben auch sie unter anderem wegen der Konkurrenz mit dem UCI-Multiplex-Kino am Hauptbahnhof schließen müssen.
Neben dem Multiplex-Kino befindet sich am Dellplatz mit dem Filmforum eines der ältesten kommunalen Kinos Deutschlands. Das Filmforum, das 1970 eröffnet wurde, besitzt einen Kinosaal im Stile der 1950er Jahre und ein bedeutendes filmhistorisches Archiv. Seit 1977 ist es zudem alljährlich Ausrichter der Duisburger Filmwoche, einem wichtigen Dokumentarfilmfestival. Seit 1996 veranstaltet das Filmforum zusammen mit dem Landschaftspark Nord das Sommerkino. Für etwa einen Monat dient die Gießhalle des Landschaftsparks als Kulisse für das Freilichtkino, das neben aktuellen Filmen auch Klassiker zeigt.

### Museen und Kunst
Das Wilhelm-Lehmbruck-Museum – Zentrum Internationaler Skulptur ist in einem vom Sohn Lehmbrucks entworfenen Museumsbau von 1964 untergebracht. Es zeigt ausgehend von dem Werk des Duisburger Künstlers Wilhelm Lehmbruck (1881–1919) eine europaweit einmalige Sammlung moderner Bildhauerkunst.
Das nahezu allseitig verglaste Lehmbruck-Museum liegt am Westrand des Kant-Parks, einem öffentlichen Skulpturenpark mit mittlerweile mehr als 40 Plastiken, darunter die kolossale Skulptur David des deutschen Künstlers Hans-Peter Feldmann. Der „Dialog zwischen Museum und Außenwelt“ soll sich in der angrenzenden Fußgängerzone mit seiner Brunnenmeile und den von Künstlern gestalteten U-Bahn-Stationen (unter anderen von Eberhard Bosslet, Isa Genzken und Gerhard Richter) fortsetzen.

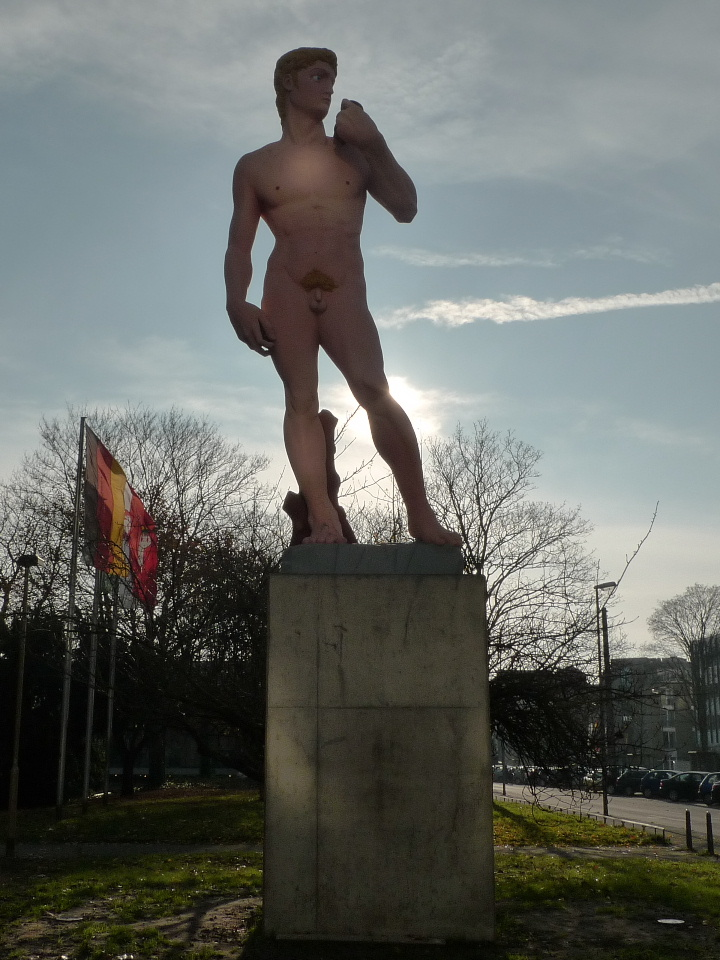
„David“ (2010) – in Duisburg
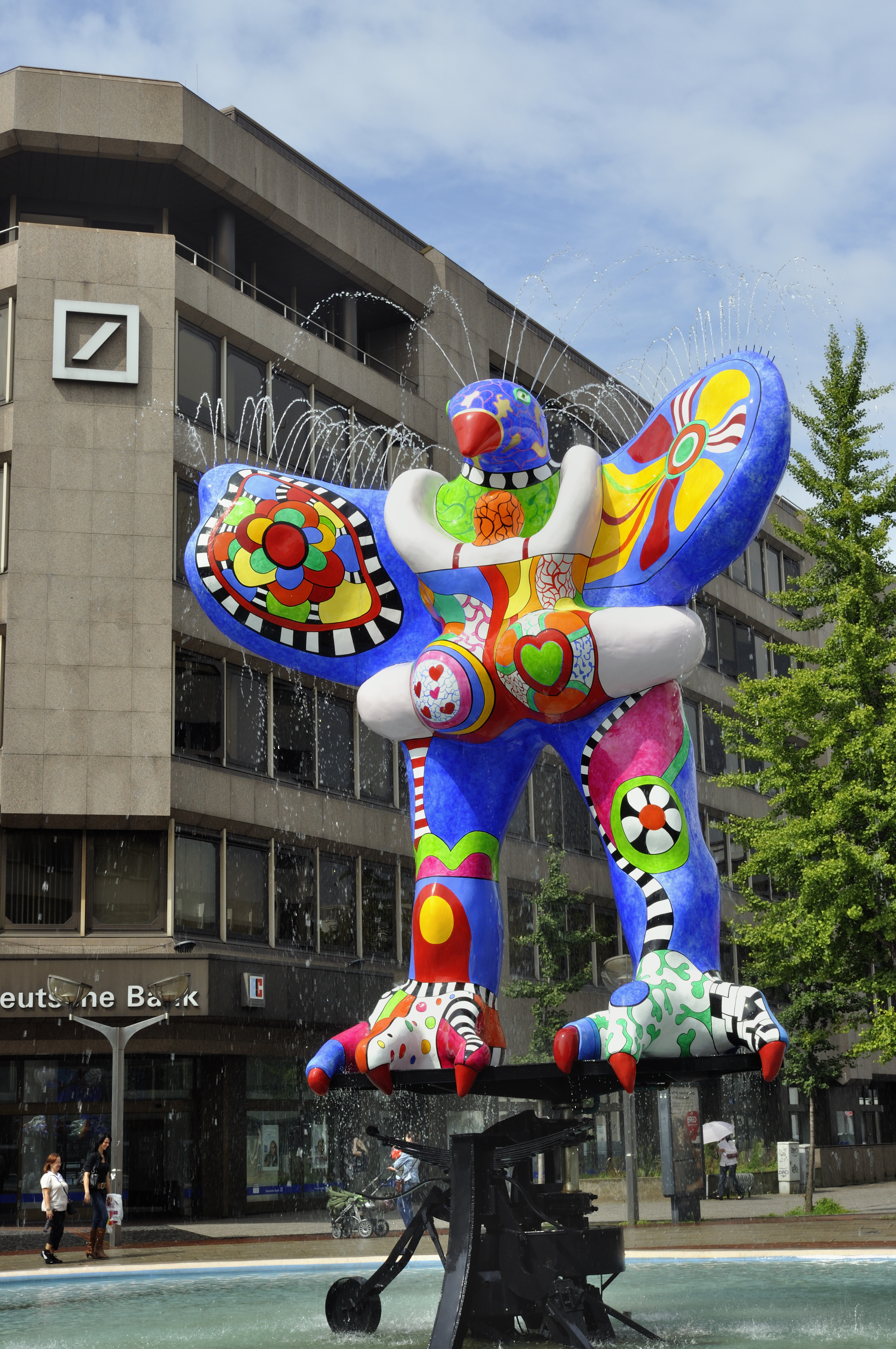
Lifesaverbrunnen von Niki de Saint Phalle in der Innenstadt

Ein Wahrzeichen der Stadt ist der Lifesaverbrunnen der französischen Künstlerin Niki de Saint Phalle mit einer sieben Meter hohen, einem Vogel ähnelnden, Schutz gewährenden und Stärke ausstrahlenden Figur, an die sich eine kleinere Figur hilfesuchend anklammert. Die Skulptur steht auf einer von ihrem Ehemann Jean Tinguely aus Schrottteilen konstruierten rotierenden Plattform. In Anspielung an die schlechte Finanzlage der Stadt wurde das Kunstwerk im Volksmund auch ironisch „Pleitegeier“ genannt.
Ebenfalls an den in Meiderich geborenen Lehmbruck erinnert ein von der Stadt Duisburg vergebenes „Wilhelm-Lehmbruck-Stipendium“ für junge Künstler, dessen Stipendiaten kostenlose Wohnateliers im historischen Dreigiebelhaus zur Verfügung gestellt werden.

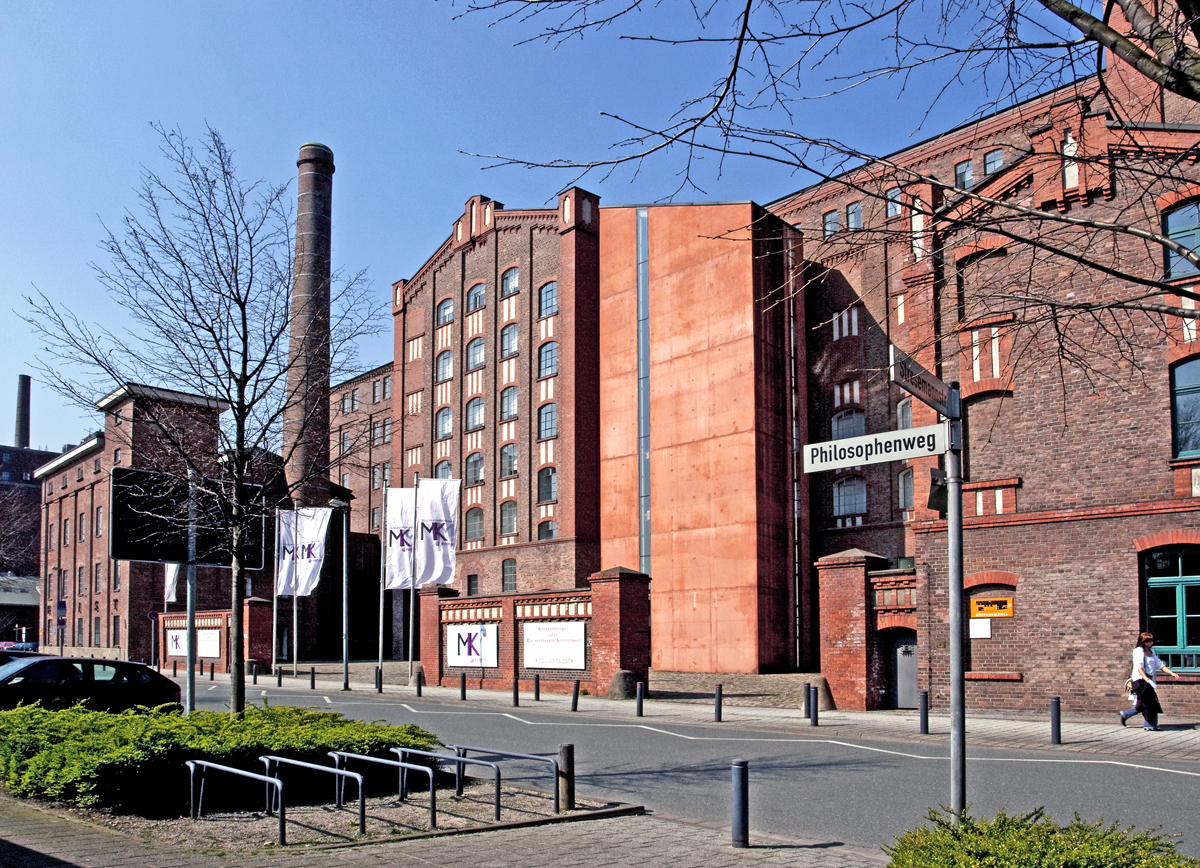
Museum Küppersmühle für Moderne Kunst am Innenhafen

Das Museum Küppersmühle für Moderne Kunst präsentiert sich in einem von Herzog & de Meuron umgestalteten Innenhafen-Getreidespeicher. Die Sammlung Junge Kunst in den Räumen der König-Brauerei in Beeck, das Museum DKM sowie die Cubus Kunsthalle beschäftigen sich ebenfalls mit moderner Kunst.
Das Museum DKM in der Duisburger Innenstadt und die Galerie DKM im Garten der Erinnerungen im Duisburger Innenhafen, beide von der gleichnamigen Stiftung getragen, sind private Ausstellungshäuser. Während das Museum erstmals die Privatsammlung der Mäzene Dirk Krämer und Klaus Maas der Öffentlichkeit zugänglich macht und Wechselausstellungen zeigt, widmet sich die Galerie ausschließlich zeitgenössischer Kunst.
Das Kultur- und Stadthistorische Museum befindet sich seit 1991 in einem ehemaligen Getreidespeicher am Innenhafen. Besondere Aufmerksamkeit verdienen die wissenschaftsgeschichtlich wertvollen Globen der Mercator-Schatzkammer, die dem Lebenswerk des Mathematikers und Kartografen Gerhard Mercator gewidmet wurde. Im selben Gebäude war bis 2016 das Museum Stadt Königsberg untergebracht, das die Geschichte der alten ostpreußischen Stadt darstellte. Nach seiner Auflösung wurden die Bestände in das Ostpreußische Landesmuseum in Lüneburg integriert.

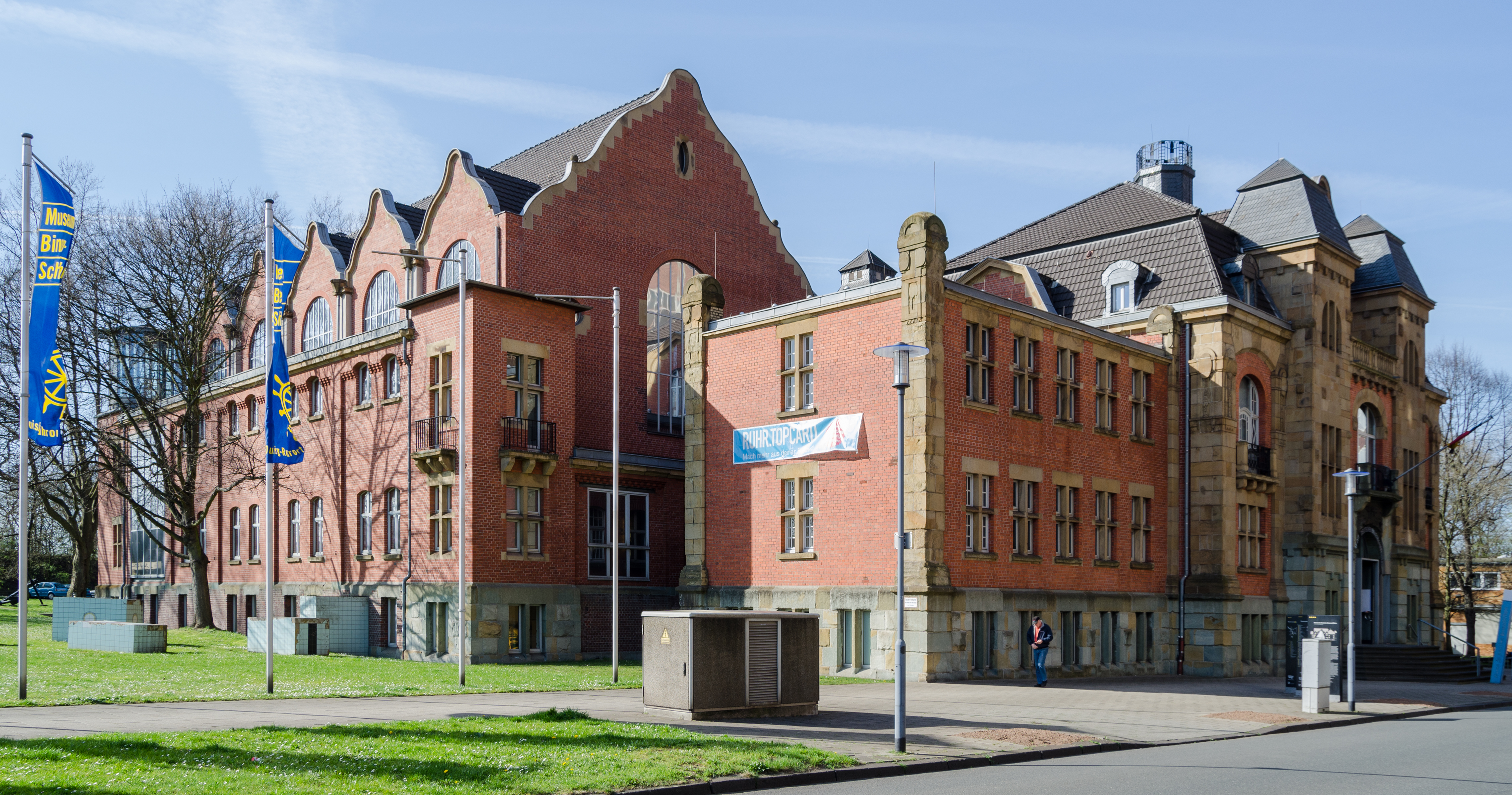
Museum der Deutschen Binnenschifffahrt am Ruhrorter Hafen

Das Museum der Deutschen Binnenschifffahrt ist mit seiner umfangreichen Sammlung in einem ehemaligen Jugendstil-Hallenbad in Ruhrort/Laar untergebracht. Zum Museum gehören zwei historische Dampfschiffe, ein Dampfkran sowie ein Dampfbagger, die im Ruhrorter Hafen ankern und ebenfalls besichtigt werden können.
Kleinere Museen sind das Haniel Museum in Ruhrort, das Lehrerhaus Friemersheim in Rheinhausen, das Niederrheinische Karnevalsmuseum am Mattlerbusch, das Naturwissenschaftliche Museum in Wedau, das Bienenmuseum in Rumeln-Kaldenhausen und das Bergbaumuseum Rheinhausener Bergbausammlung. Das Radiomuseum in Ruhrort zeigt außer Radios auch Schallplattenspieler. In Duisburg-Rahm befindet sich das Traktormuseum
des Rahmer Traktor-Clubs.

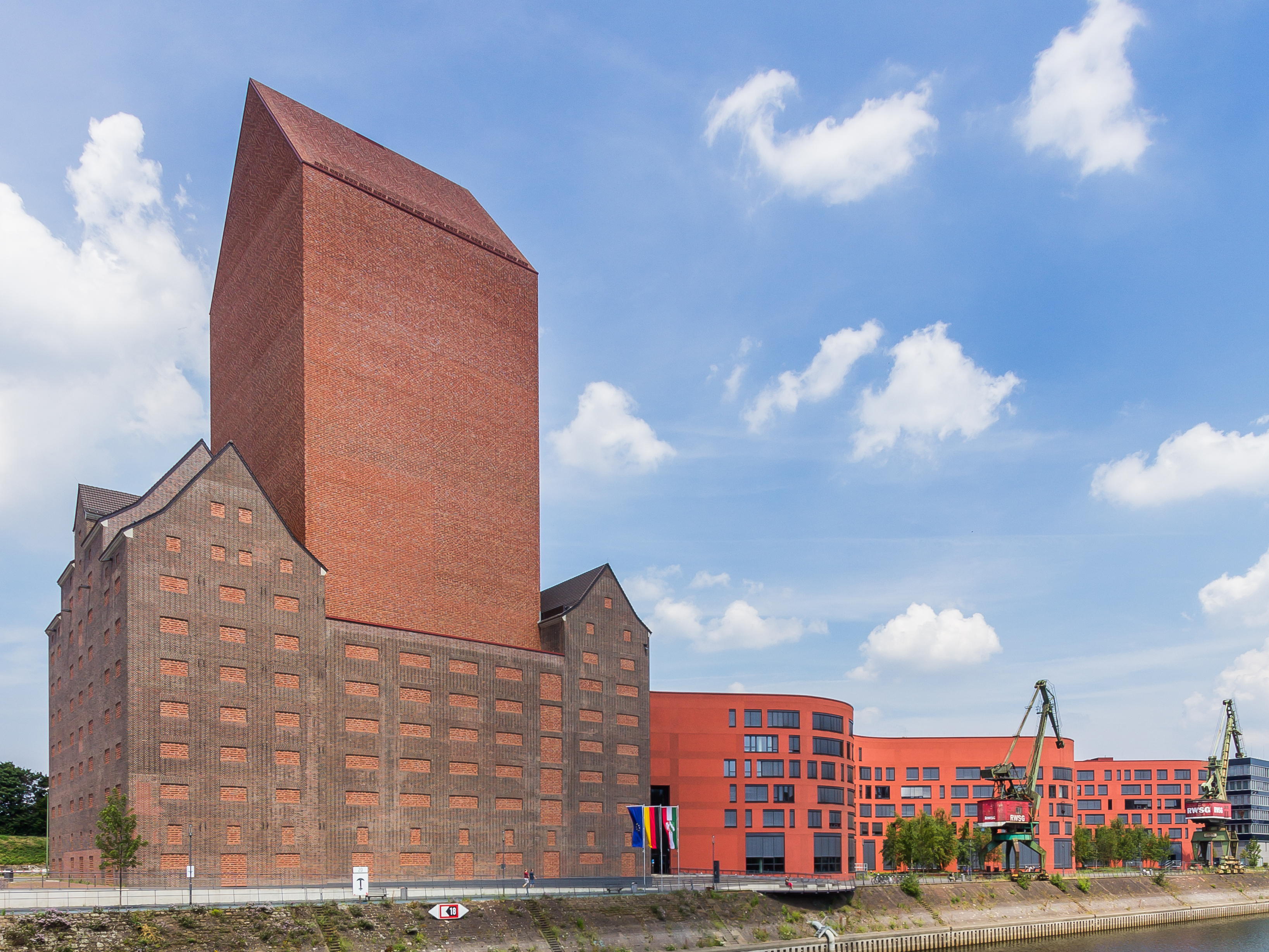
Landesarchiv NRW

Am Innenhafen ist 2014 mit dem Landesarchiv Nordrhein-Westfalen eines der größten Archivgebäude Deutschlands entstanden, realisiert durch den Bau- und Liegenschaftsbetrieb des Landes Nordrhein-Westfalen. Das denkmalgeschützte 48 Meter lange Speichergebäude aus den 1930er Jahren wurde durch einen 76 Meter hohen Archivturm im Zentrum ergänzt und auf 200 Meter verlängert.

Nach mehrjährigen Debatten und Verzögerungen entstand 2014 zudem ein Dokumentationszentrum über die Zeit des Nationalsozialismus in Duisburg.

### Bauwerke

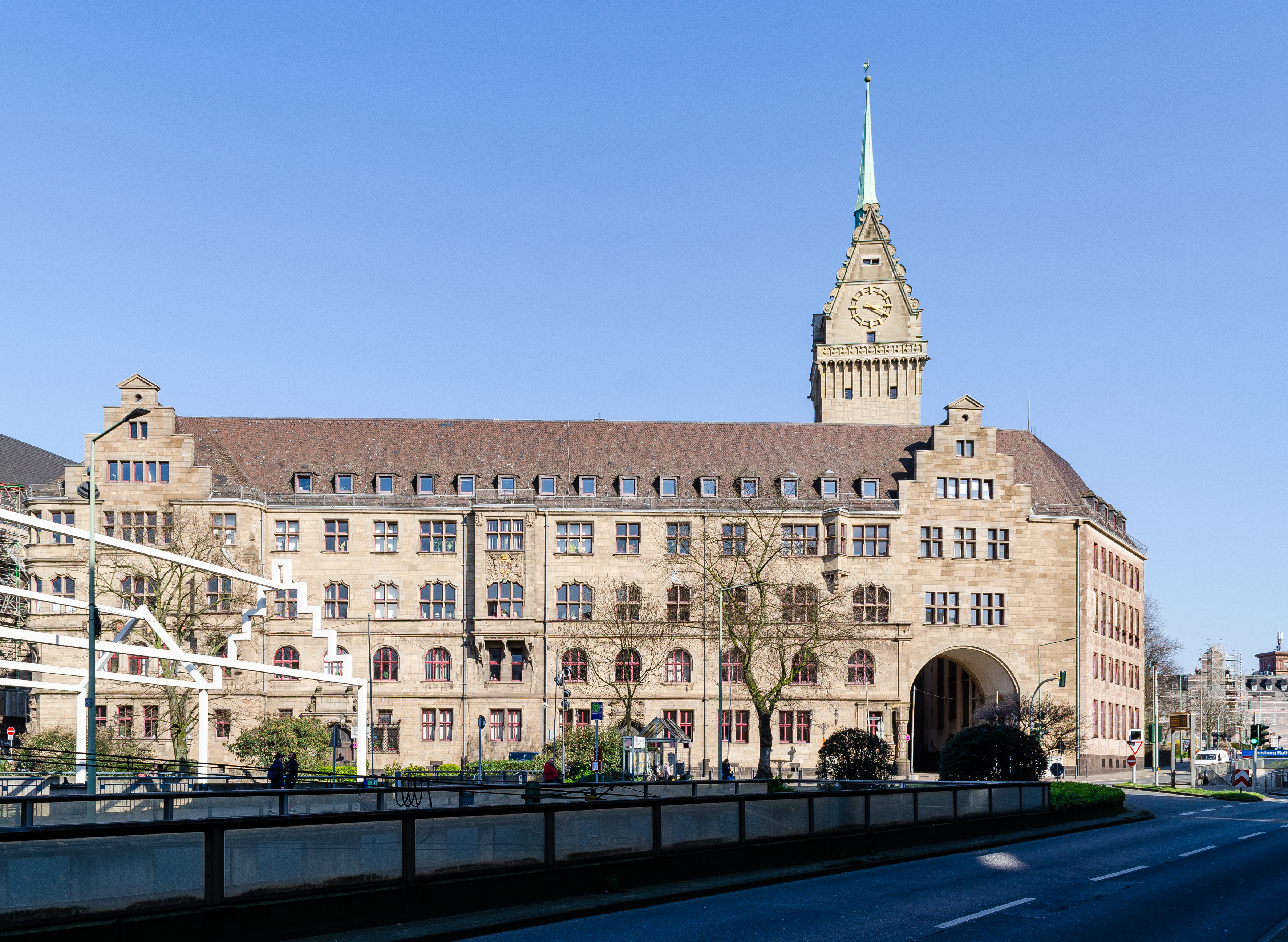
Rathaus am Burgplatz, Sitz des Oberbürgermeisters

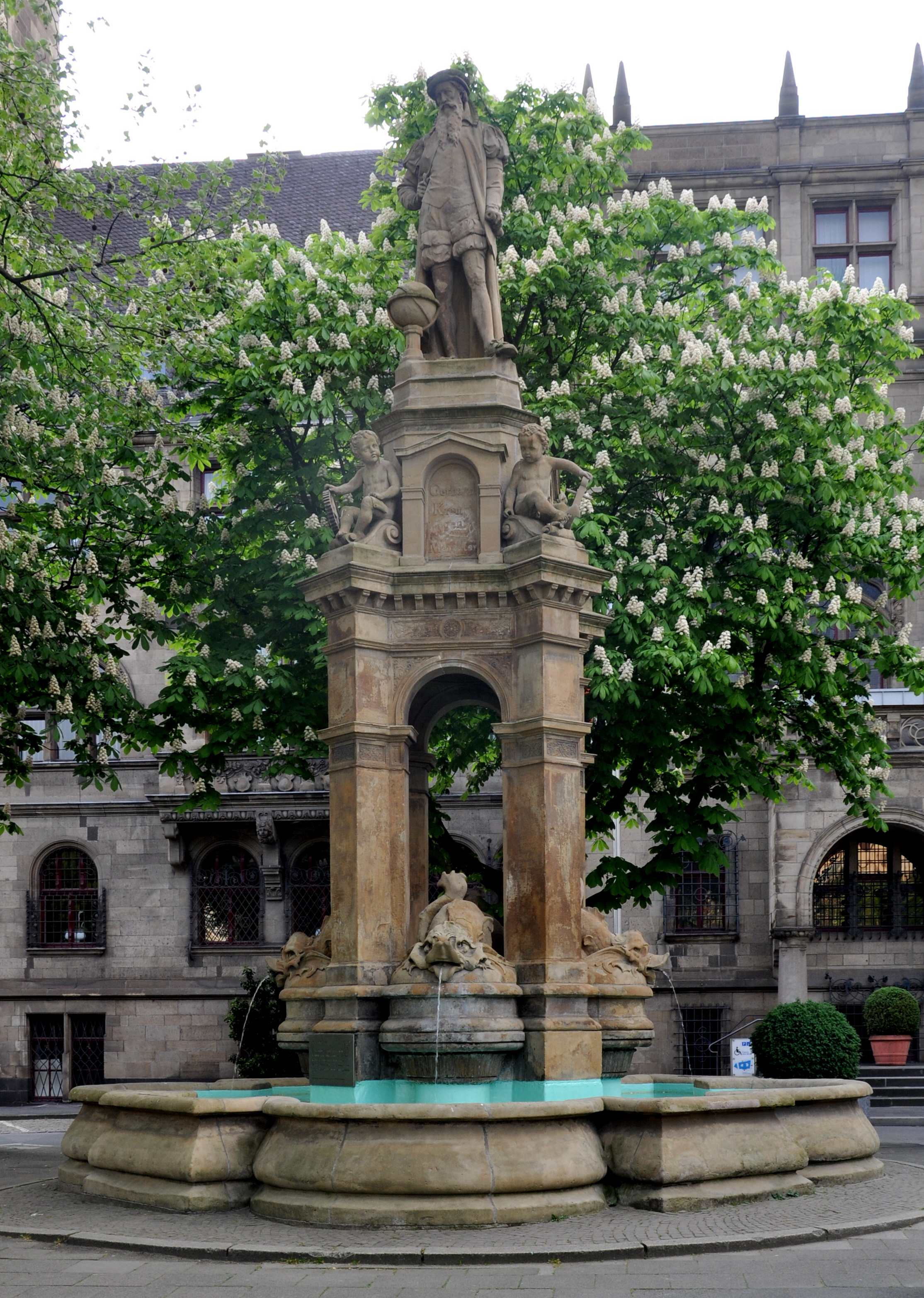
Mercator-Brunnen am Rathaus

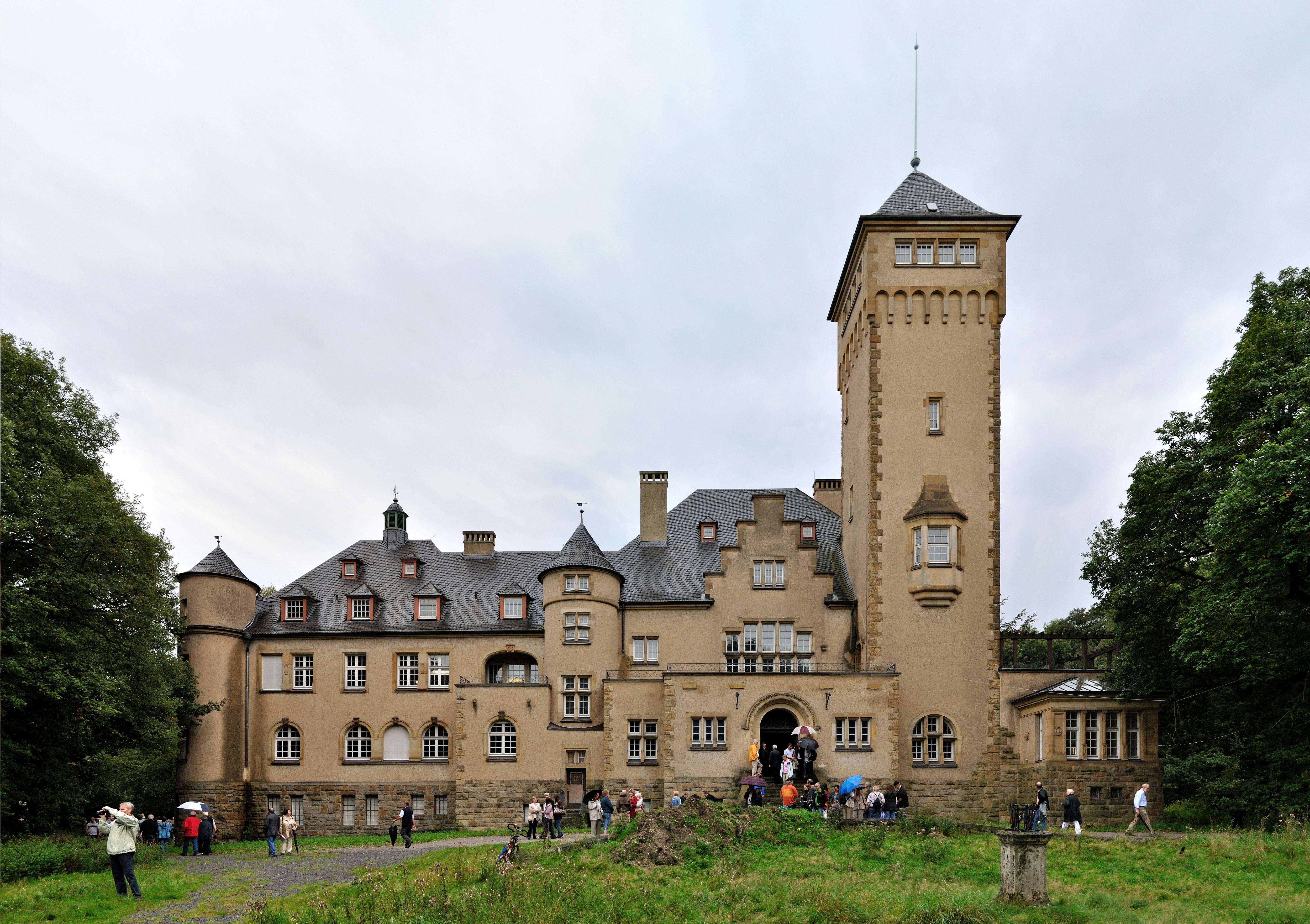
Haus Hartenfels, 1927 fertiggestellte Unternehmervilla auf dem Backelsberg, Duisburgs höchster Erhebung

Das Duisburger Rathaus steht am Platz eines ehemaligen Königshofs der Franken. Ein früheres Rathausgebäude stammte aus dem Mittelalter und wurde im Jahre 1361 zum ersten Mal erwähnt. Es wurde 1802 abgebrochen und am Ort des alten Gerichtshauses am Weinmarkt neu erbaut. 1843 wurde dieses Rathaus abermals durch einen Neubau an der heutigen Stelle ersetzt. Das heutige, im Stil der Frührenaissance (Historismus) errichtete Gebäude, wurde 1902 unter Leitung des Karlsruher Architekten Friedrich Ratzel erbaut.
Seit 1878 befindet sich auf der Mitte des Burgplatzes vor dem Rathaus der Mercatorbrunnen.
Die neben dem Rathaus stehende Salvatorkirche befindet sich ebenfalls auf dem Gelände des Königshofes. Hier stand erstmals im 9. Jahrhundert eine Kirche. Nach einem Brand im 13. Jahrhundert wurde 1415 der Neubau fertiggestellt. Seit 1571 ist die am Innenhafen gelegene Salvatorkirche evangelisch. In die benachbarte katholische Karmelkirche von 1961 sind Teile der im Krieg zerstörten Minoritenkirche von 1271 integriert worden. Zuvor hatte diese Klosterkirche in den Komplex der im Krieg zerstörten ältesten katholischen Stadtkirche, der Liebfrauenkirche, gehört. Rathaus, Salvatorkirche und Liebfrauenkirche bildeten vor dem Zweiten Weltkrieg die typische Drei-Türme-Silhouette der Stadt.
Die Liebfrauenkirche wurde nach dem Krieg an anderer Stelle inmitten des neuen Duisburger Stadtzentrums am Stadttheater wiederaufgebaut. Die Glasfenster, Baldachin und zahlreiche andere Einrichtungsgegenstände der Liebfrauenkirche stammen aus der Vatikankirche der Brüsseler Weltausstellung von 1958.
1153 wurde die Marienkirche als erste Niederlassung des Johanniterordens in Deutschland errichtet. Der heutige klassizistische Bau geht zum größten Teil auf das Jahr 1802 zurück. Seit dem 16. Jahrhundert ist die Kirche evangelisch.
Die Abtei Hamborn mit der Abteikirche St. Johann Baptist im Norden der Stadt geht auf das 11./12. Jahrhundert zurück, ein Vorgängerbau ist von 900. Die Abtei gehört zum Prämonstratenser-Orden. Die spätromanische katholische Pfarrkirche St. Dionysius in Mündelheim wurde 1221 erbaut.
Ein 1999 fertiggestelltes Jüdisches Gemeindezentrum liegt im Innenhafen unweit der in der Pogromnacht 1938 zerstörten alten Synagoge von 1875. Es gilt als ein herausragendes Beispiel zeitgenössischer skulpturaler Architektur.
Mit der im Oktober 2008 fertiggestellten Merkez-Camii der DITIB in Marxloh steht in Duisburg ein Gebetsraum für 1200 Gläubige mit einem 34 Meter hohen Minarett und einem 23 Meter hohen silberfarbenen Kuppeldach.
Das am Rande des Innenhafens gelegene Dreigiebelhaus, errichtet 1536, ist das älteste noch erhaltene Wohngebäude Duisburgs. Der ältere Gebäudeteil des Amts- und Landgerichts Duisburg wurde 1876 im Stil der Neo-Renaissance fertiggestellt.
Die von Herzog & de Meuron 1999 zum Museum umgebaute Küppersmühle von 1909 ist der architektonisch bedeutsamste Teil der Speicherzeile im Innenhafen und wurde bis September 2021 teilweise renoviert und erweitert.
Zwischen 1981 und 1991 wurden 23 Ziegel-Rundbauten, im Volksmund „Keksdosen“ genannt errichtet, Architekt war unter anderen Peter Poelzig. Sie sind die markantesten Gebäude der in Neudorf am Rande des Duisburger Stadtwaldes gelegenen Universität.
Das im Universitäts-Stadtteil gelegene „Haus der Wirtschaftsförderung“ an der Mülheimer Straße, das Technologiezentrum an der Bismarckstraße und das Mikroelektronikzentrum wurden 1992 bis 1996 von Norman Foster errichtet.
Im Landschaftspark Duisburg-Nord kann man seit 1994 ein stillgelegtes Hüttenwerk besichtigen und sogar einen Hochofen besteigen. Nachts ist die Anlage durch die Beleuchtung eine riesige Lichtskulptur.
Im Rahmen der RUHR.2010 wurde das Brückenbauwerk Tiger and Turtle – Magic Mountain auf der Heinrich-Hildebrand-Höhe errichtet. Es erinnert an eine Achterbahn und ist zu großen Teilen begehbar.

### Sport
Die Dachorganisation der Duisburger Sportvereine stellt der Stadtsportbund (SSB) Duisburg dar, der dem Landessportbund Nordrhein-Westfalen angeschlossen ist. Insgesamt gehören dem SSB Duisburg ungefähr 500 Vereine mit über 110.000 Mitgliedern an.
Duisburg ist Sitz des Landessportbundes Nordrhein-Westfalen, des Deutschen Kanu-Verbandes, des Westdeutschen Fußballverbandes, des Leichtathletik-Verbandes Nordrhein sowie weiterer überregionaler Sportverbände.

#### Sportvereine

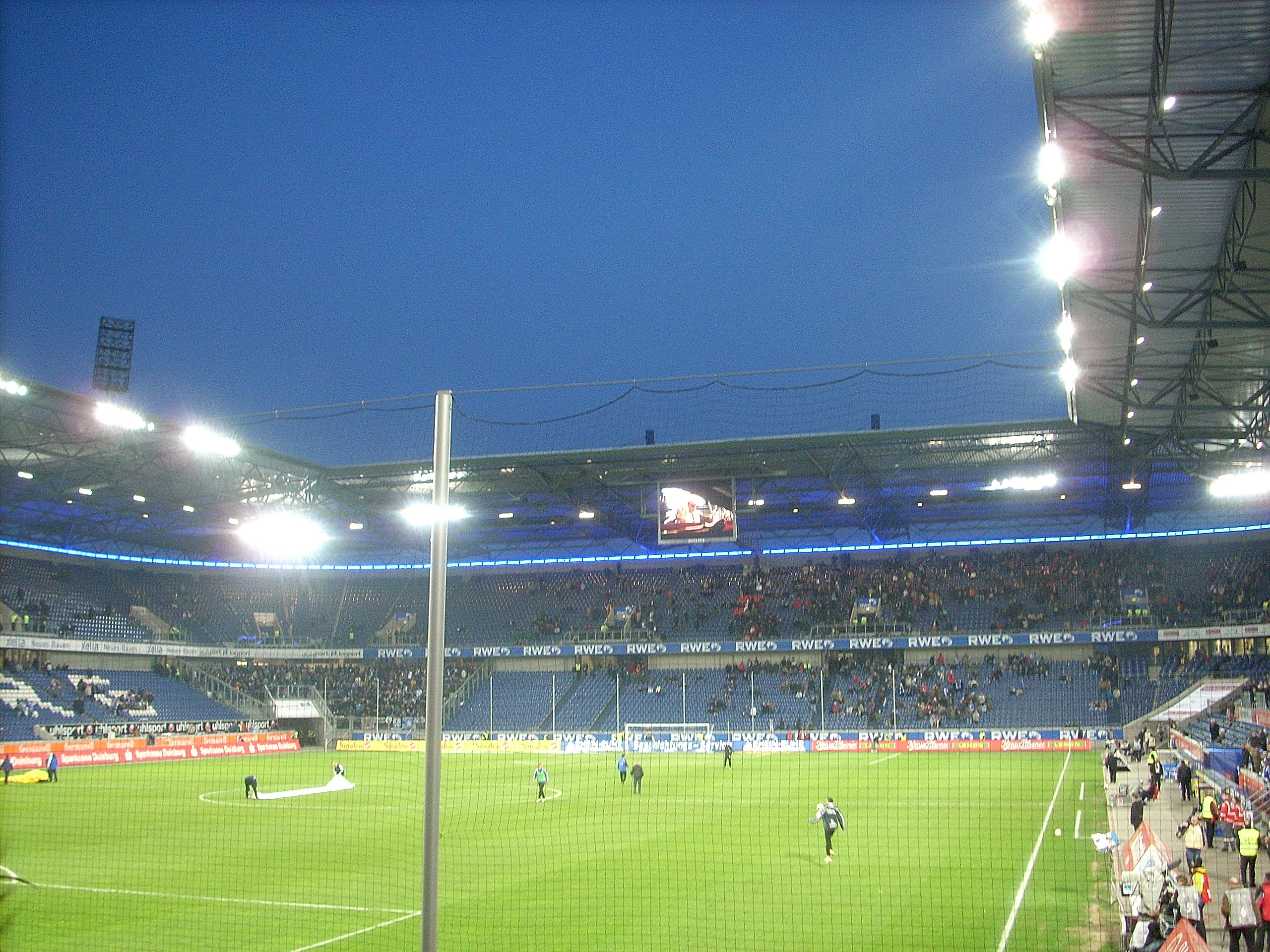
Der MSV ist der bekannteste Verein aus Duisburg

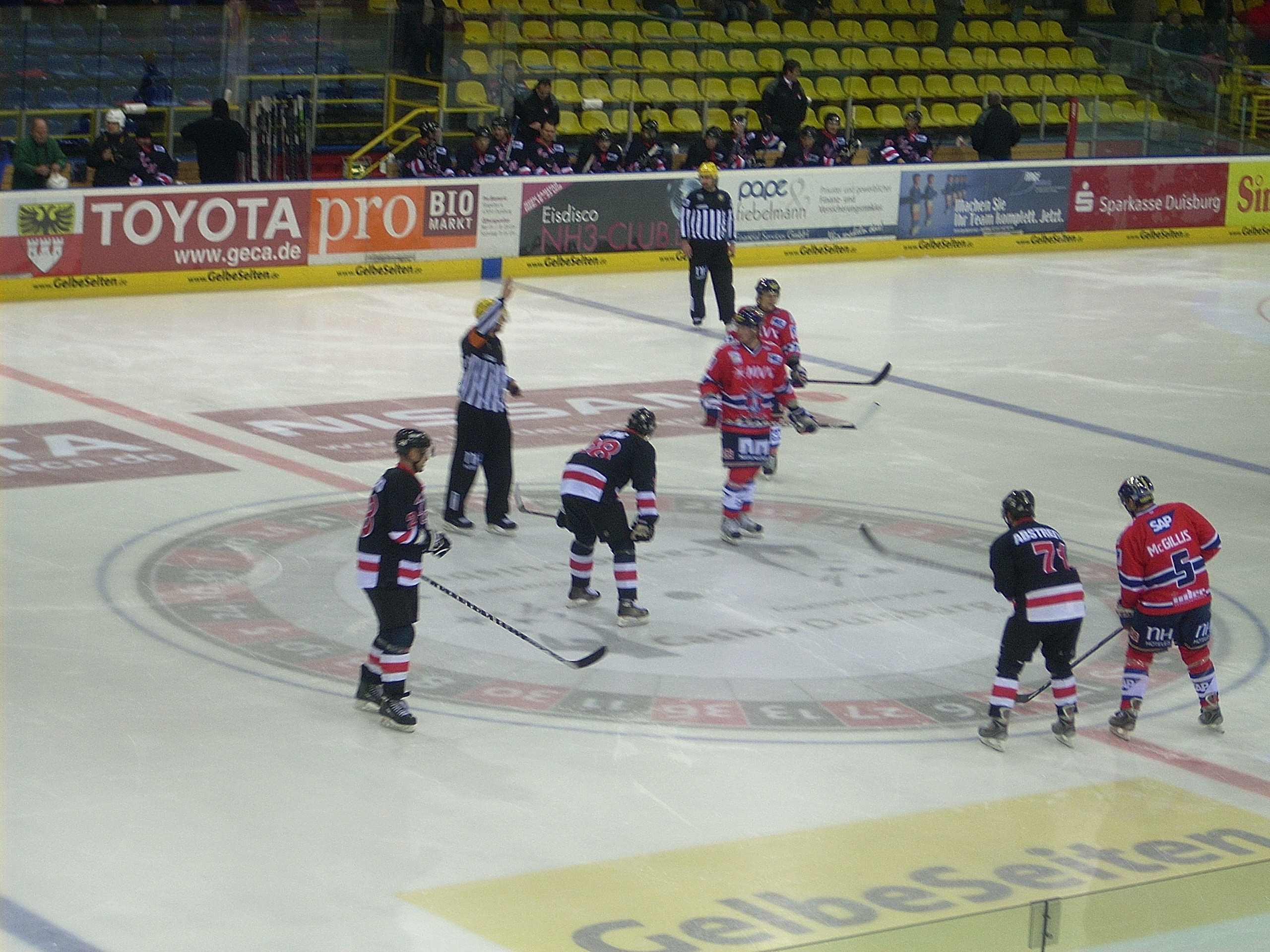
Die Füchse Duisburg spielten von 2005 bis 2009 in der DEL

Der bekannteste Sportverein in Duisburg ist der 1902 gegründete MSV Duisburg, damals noch unter dem Namen Meidericher Spielverein. Berühmt ist der Club durch seine Fußballmannschaft, die aufgrund ihrer gestreiften Trikots „Zebras“ genannt werden. 1963 gehörte der MSV zu den Gründungsmitgliedern der Fußball-Bundesliga, stieg aber 2013 nach wechselhaften Jahren in der 1. und 2. Bundesliga aufgrund von Finanzproblemen in die 3. Liga ab. Seit der Saison 2024/25 spielt der MSV in der Regionalliga. Schon vor 1963 sorgte der Meidericher SV für Furore. Damals galt Duisburg als Fußballhochburg im Ruhrgebiet. In der Stadt gab es insgesamt drei große, landesweit bekannte Vereine, obwohl nie ein Duisburger Verein nationale Erfolge verbuchen konnte. Neben dem MSV waren dies der Duisburger SpV (der 1964 mit dem TuS Duisburg 48/99 zu Eintracht Duisburg fusionierte) und die Sportfreunde Hamborn 07.
In der Frauenfußball-Bundesliga gehörte der FCR 2001 Duisburg (vormals FC Rumeln-Kaldenhausen) zu den besten Mannschaften und gewann mehrere Titel (Deutscher Meister 2000, UEFA-Cup-Sieger 2009). Bereits in den 80er und 90er Jahren gab es mit dem KBC Duisburg eine Spitzenmannschaft im Frauenfußball (Deutscher Meister 1985), die Abteilung wechselte im Jahr 1997 zum Verein Eintracht Duisburg 1848. Seit der Insolvenz des FCR 2013 laufen die Mannschaften in der Frauenfußballabteilung des MSV auf.
Zu den überregional bekannten Sportclubs aus Duisburg zählt der Eissportverein „Füchse“ Duisburg, der bis 2009 in der Deutschen Eishockey Liga spielte und nach seinem Rückzug aus der höchsten Spielklasse mittlerweile drittklassig ist. Die Füchse Duisburg sind der Nachfolgeverein des Duisburger SC, der von 1979 bis 1981 in der höchsten deutschen Spielklasse aktiv war.
Im linksrheinischen Rheinhausen ist der traditionsreiche Handball-Verein und ehemalige Bundesligist OSC Rheinhausen beheimatet, der mittlerweile viertklassig ist. Ein traditionsreicher Hockeyverein ist der Club Raffelberg (CR), der in den 1950er Jahren zwei deutsche Meisterschaften im Feldhockey feiern konnte. Heute spielt der CR in der Hockey-Regionalliga.
In der Wasserball-Bundesliga wurde der Amateur-Schwimm-Club Duisburg (ASCD) sowohl 2013 Meister als auch wiederholt Vizemeister.
Im nördlichen Stadtteil Alt-Hamborn errang die 1. Mannschaft der Herren vom Squash Inn Team Hamborn 88 in der Saison 2010/11 nach erstmaligem Aufstieg in die 1. Bundesliga auch den Vizemeistertitel.
Neben diesen Vereinen gibt es noch weitere Clubs aus Duisburg, die mit ihren Mannschaften in den ersten Ligen ihrer Sportarten vertreten sind, teilweise sehr erfolgreich:
- RESG Walsum (mit 16 Meisterschaften deutscher Rekordmeister im Rollhockey)
- SHC Duisburg Ducks (mit acht Meisterschaften deutscher Rekordmeister im Inline-Skaterhockey, dazu dreimal Europapokalsieger)
- 1. BC Duisburg (einer der erfolgreichsten Vereine der deutschen Bowling-Bundesliga)
- PSV Duisburg (zwischen 1995 und 2000 Teil der Schachbundesliga)

Die Sektion Duisburg des Deutschen Alpenvereins ist mit 9.472 Mitgliedern (Stand: 31. Dezember 2024) neben dem MSV Duisburg einer der zwei größten Sportvereine in Duisburg.

#### Sportveranstaltungen

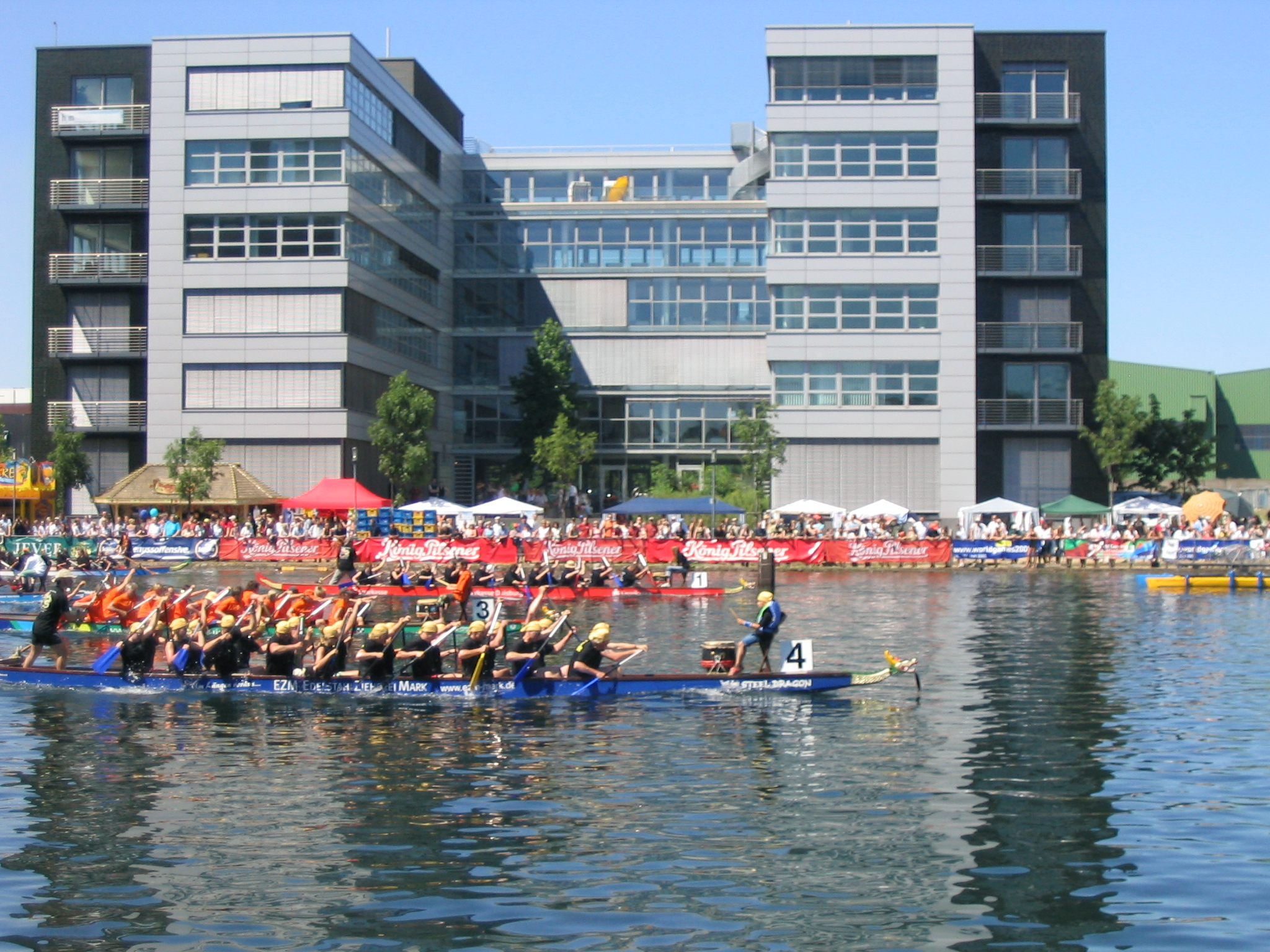
Drachenbootregatta im Innenhafen

Das ganze Jahr über finden viele Sportveranstaltungen statt. Zu den berühmtesten Veranstaltungen gehören der Rhein-Ruhr-Marathon und die Duisburger-Tanz-Tage. Von Rhein Fire werden in der Schauinsland-Reisen-Arena die American-Football-Spiele der European League of Football (ELF) ausgetragen. Darüber hinaus gibt es noch weitere Sportveranstaltungen in der Stadt.
- Duskatet (Inlineskating Touren durch das Stadtgebiet)
- Citirun (Unternehmerlauf in der Duisburger Innenstadt zu Gunsten karitativer Zwecke)
- AOK Winterlaufserie des ASV Duisburg (größte Winterlaufserie in Deutschland)
- Kaiserbergfest (traditionelles Sportfest, dass 1883 erstmals auf dem Kaiserberg ausgetragen wurde, heute findet es im Sportpark Duisburg statt)
- Drachenbootfunregatta im Innenhafen
- Große Duisburger Radwanderung
- Innenhafenlauf
- Sportschau (Sportgala des Stadtsportbundes Duisburg)
- 24 Stunden von Duisburg (24 Stunden Mountain-Bike-Rennen im Landschaftspark Duisburg-Nord)
- Alle zwei Jahre zu Pfingsten endet am Rheinorange der Ultramarathonlauf Tortour de Ruhr, der 230 Kilometer flussaufwärts an der Ruhrquelle startet[159]

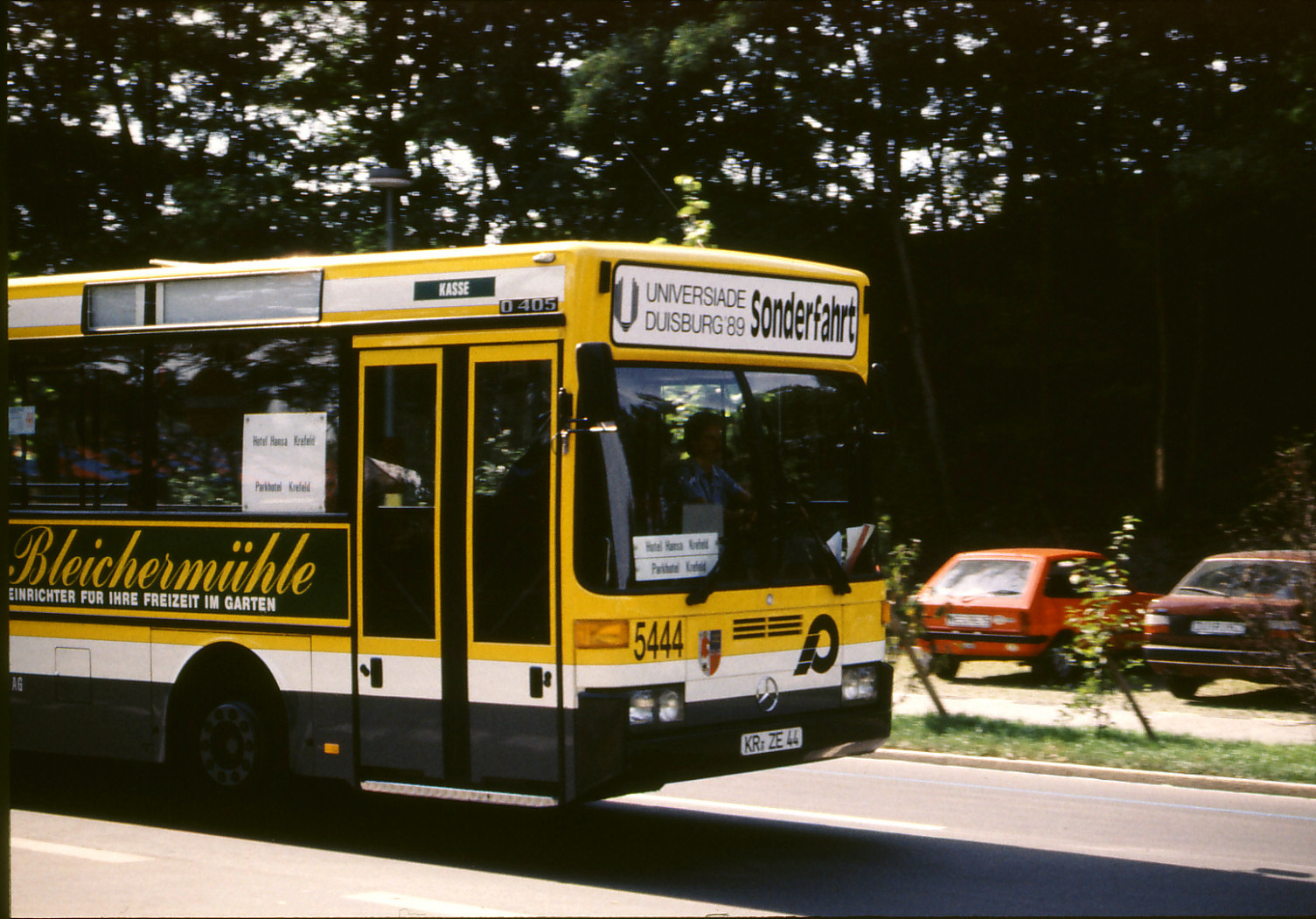
Sonderfahrt Universiade Duisburg ’89

Die Sportstadt Duisburg wurde ebenfalls bekannt durch die Ausrichtung internationaler Sportveranstaltungen, vor allem durch Kanu- und Ruder-Weltmeisterschaften im Sportpark Duisburg. 2013 ist Duisburg Ausrichter der Kanurennsport-Weltmeisterschaften 2013 mit 78 teilnehmenden Nationen.
1989 fand in der Ruhrgebietsstadt die Universiade und 2005 die World Games statt.
Nachdem sich Duisburg 2021 als Host Town für die Gestaltung eines viertägigen Programms für eine internationale Delegation der Special Olympics World Summer Games 2023 beworben hatte, wurde die Stadt 2022 als Gastgeberin für das Team Special Olympics Saudi-Arabien ausgewählt. Das Programm wird vor den Weltspielen stattfinden und macht Duisburg zu einem Teil des größten kommunalen Inklusionsprojekts in der Geschichte der Bundesrepublik mit mehr als 200 Host Towns.

#### Sportstätten

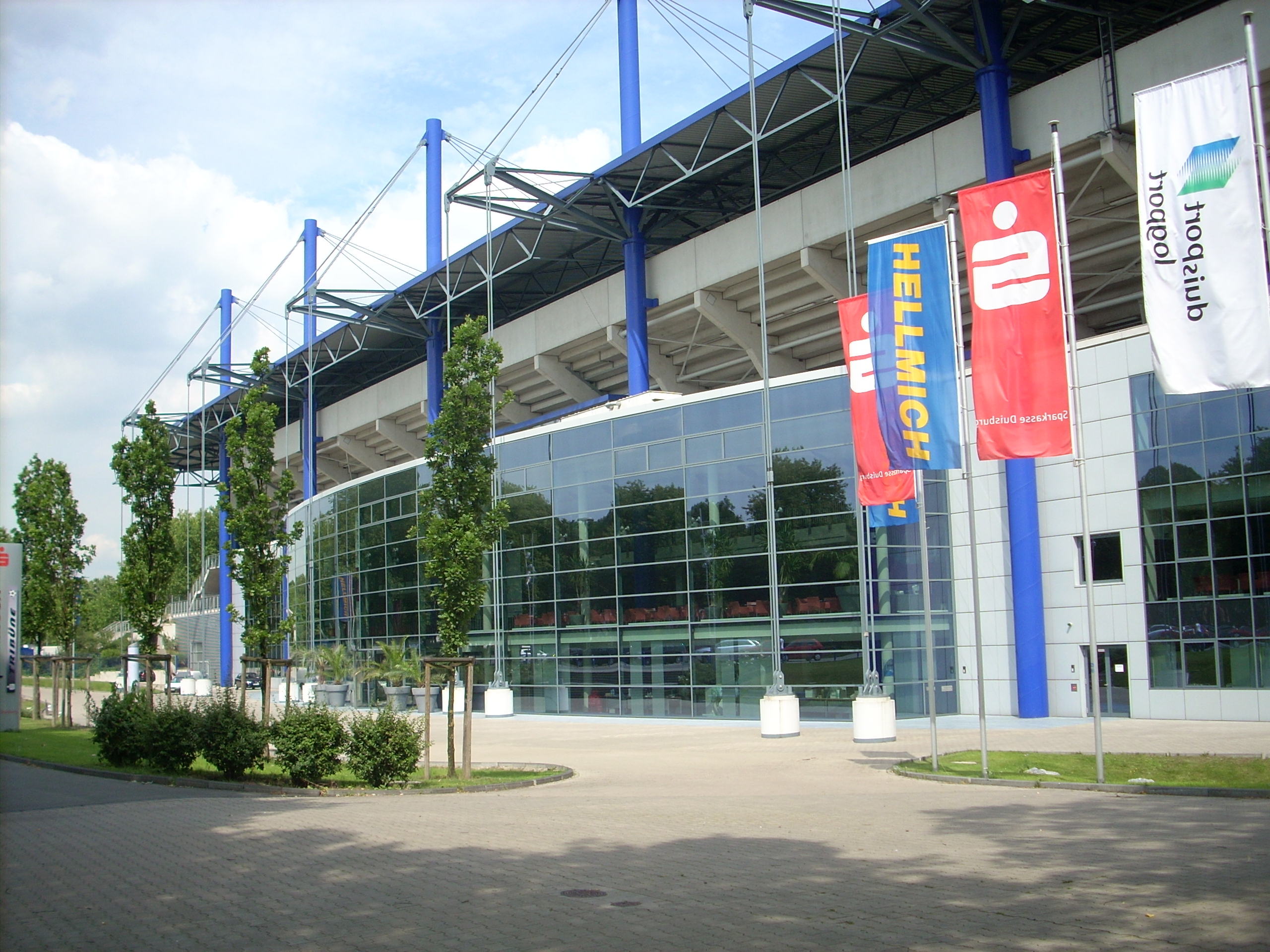
Schauinsland-Reisen-Arena

In den einzelnen Stadtteilen gibt es eine Vielzahl an Außensportanlagen, die überwiegend an Sportvereine verpachtet sind und die von diesen unterhalten und gepflegt werden. Für die Duisburger Vereine besteht außerdem die Möglichkeit auf die Turnhallen oder Schwimmbäder, die teilweise privat betrieben werden, im Stadtgebiet zurückzugreifen. Zudem gibt es in Duisburg drei Golfanlagen: Den „Niederrheinischen Golfclub“ in Großenbaum, den „Golfclub Röttersbach“ in Röttgersbach sowie den Club „Golf & More“ in Huckingen. Zusammen belegen sie eine Fläche von 1.160.000 Quadratmetern.
Die größten und bekanntesten Sportstätten befinden sich im Sportpark Duisburg im Stadtteil Neudorf-Süd (Bis 2008 Sportpark Wedau). Zu diesen zählt das 31.500 Zuschauer fassende Fußballstadion Schauinsland-Reisen-Arena, das 2005 das alte Wedaustadion ersetzte. In der Schauinsland-Reisen-Arena trägt der MSV Duisburg seine Heimspiele aus. In direkter Nachbarschaft liegen das Schwimmstadion und die Eissporthalle, die Heimspielstätte des EV Duisburg. Im östlichen Teil des Sportparks befindet sich die Regattabahn Duisburg, die zu den modernsten ihrer Art weltweit gehört. Dort liegt auch das Bundes- und Landesleistungszentrum für den Kanurennsport. Im Sportpark befinden sich noch das Leichtathletikstadion und die Sportschule Wedau. Der Name Wedau geht auf die Bezeichnung eines Feuchtgebietes aus dem 14. Jahrhundert zurück und wird begrenzt durch die Kruppstraße, die Masurenallee, die Wedauer Straße und den Kalkweg.
Weitere wichtige Sportstätten sind in den Stadtteilen zu finden.
- PCC-Stadion (Fußballstadion, Spielstätte des Regionalligisten VfB Homberg und der Frauen des MSV Duisburg)
- Schwelgernstadion
- Sporthalle an der Krefelder Straße (Heimspielstätte des OSC Rheinhausen)

#### Inklusion
2021 bewarb sich die Stadt als Host Town für die Gestaltung eines viertägigen Programms für eine internationale Delegation der Special Olympics World Summer Games 2023 in Berlin. 2022 wurde sie als Gastgeberin für Special Olympics Saudi-Arabien ausgewählt. Damit wurde sie Teil des größten kommunalen Inklusionsprojekts in der Geschichte der Bundesrepublik mit mehr als 200 Host Towns.

### Erholung und Freizeit

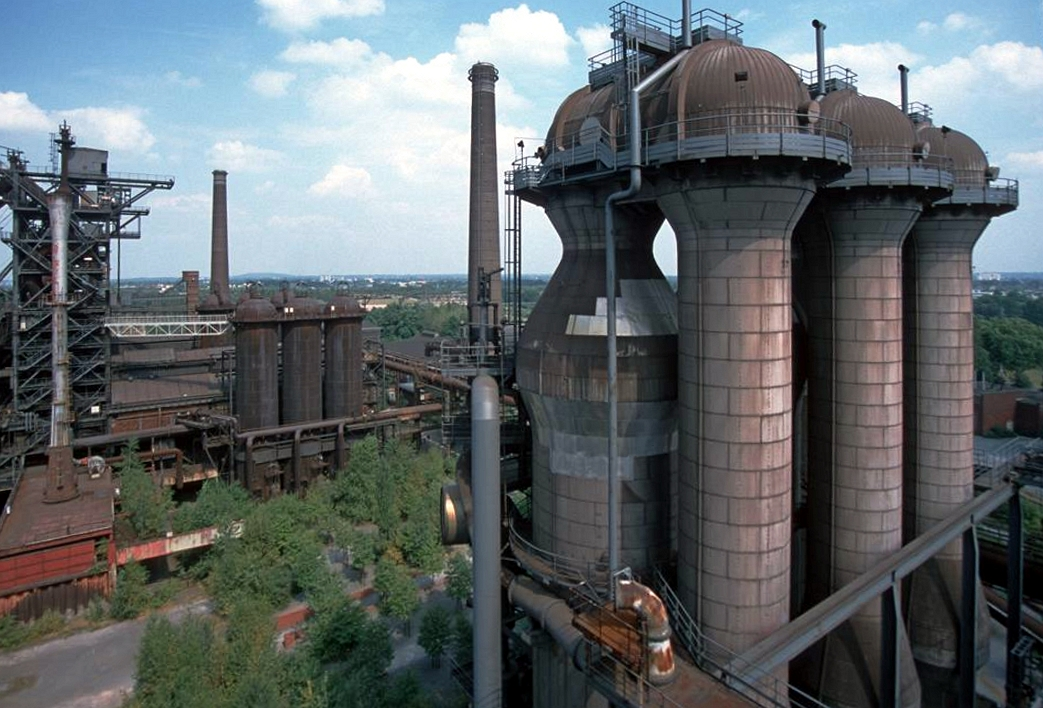
Landschaftspark Duisburg-Nord mit Industriedenkmälern und Parkanlagen.

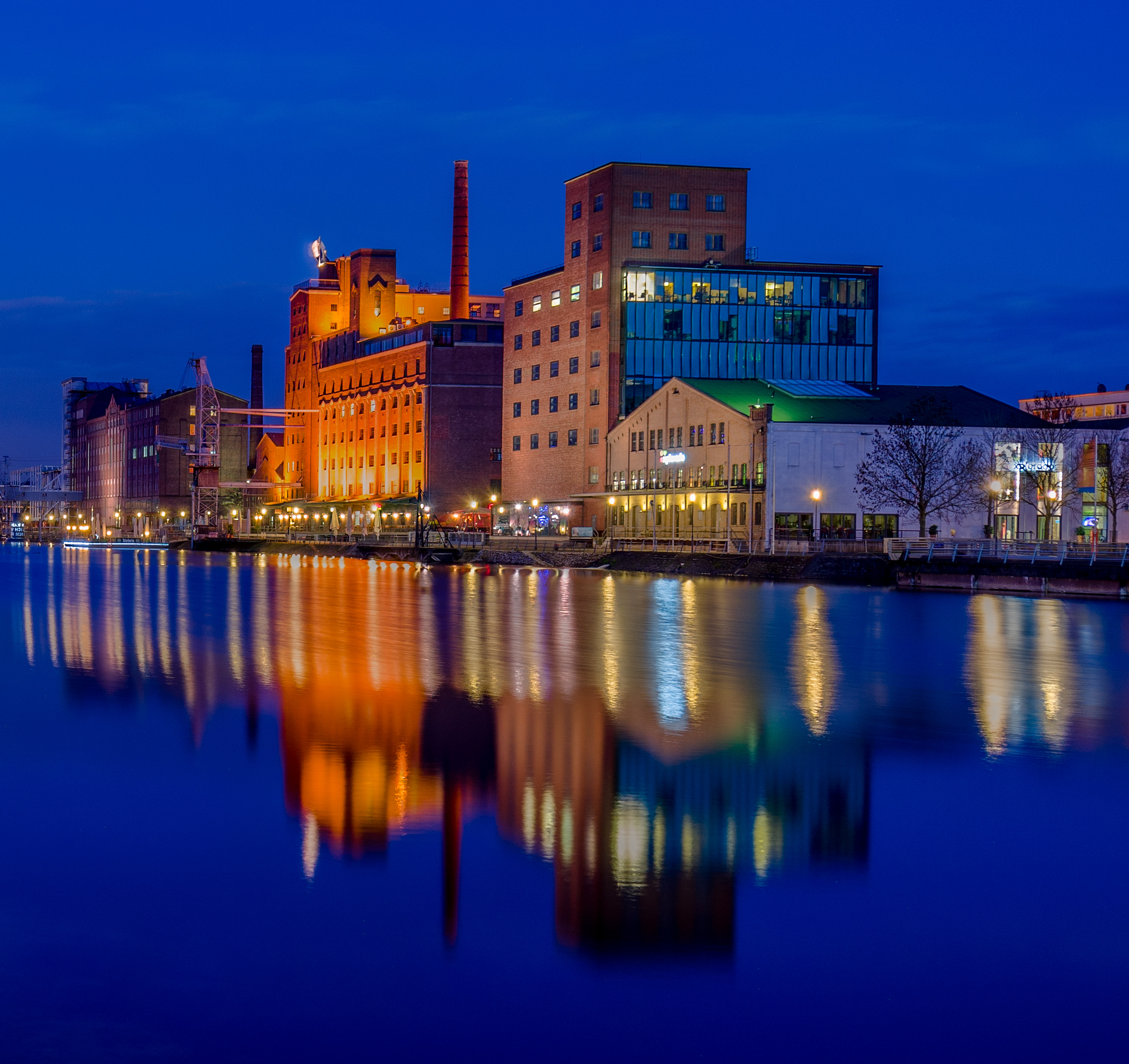
Speicherzeile im Innenhafen

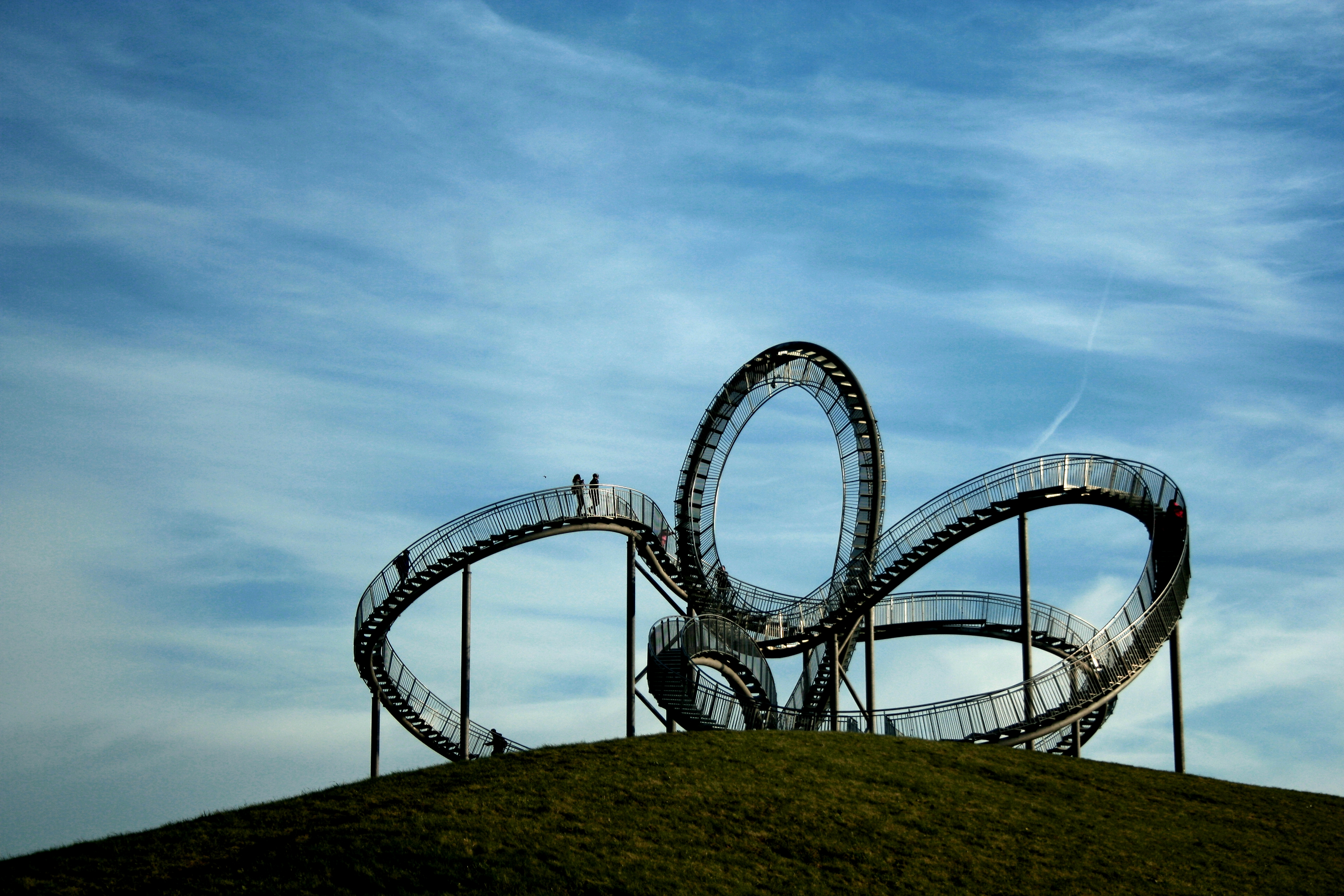
Begehbare Landmarke „Magic Mountain“ im Angerpark

In Duisburg gibt es zahlreiche Naherholungsgebiete. 2.500 Hektar des Duisburger Stadtgebietes sind Waldflächen. Zu den größten Wäldern zählen der Baerler Busch und der Driesenbusch in Walsum, vor allem aber der Duisburger Stadtwald, der nach dem Berliner Grunewald und der Eilenriede in Hannover der drittgrößte Stadtwald in Deutschland ist.
Außerdem gibt es knapp ein Dutzend Parkanlagen. Zu den berühmtesten zählen der Stadtpark in Meiderich und der Biegerpark in Huckingen, im Besonderen aber der 1979 errichtete Revierpark Mattlerbusch im Norden der Stadt mit der Niederrhein-Therme als Kernstück.
In Hochfeld befindet sich der Rheinpark auf einem ehemaligen Industriegelände. Das neue 60 Hektar große Stadtquartier soll die Elemente Wohnen, Arbeiten und Freizeit miteinander verbinden. Der erste Bauabschnitt wurde im Mai 2009 fertiggestellt. Der zweite Bauabschnitt wurde nach Ende der Drahtproduktion im dortigen Werk von Arcelor-Mittal begonnen und wurde Ende 2020 fertiggestellt. bereitet zusammen mit anderen Baumaßnahmen die Teilnahme Duisburgs an der Internationalen Gartenausstellung 2027 vor. Weitere Möglichkeiten sich am Rhein zu erholen bieten die Rheinauen in Walsum, Friemersheim und Mündelheim.
Duisburg verfügt über zwei botanische Gärten. Der älteste befindet sich am Kaiserberg und wurde 1890 gegründet, der Botanische Garten Duissern zeigt meist einheimische Pflanzen, bekannt sind das Alpinum und die Seerosenteiche. Er ist ganzjährig geöffnet und kostenfrei zugänglich. Der größere botanische Garten befindet sich im Stadtteil Hamborn, er wurde im Jahre 1905 angelegt. Der Botanische Garten Hamborn präsentierte bis 2011 auf einer Fläche von 2.000 Quadratmetern etwa 2.500 Arten tropischer und subtropischer Gewächse in sechs Häusern. Ab 2011 wurde er aus Kostengründen in eine aufwendige Parkanlage mit Stauden- und Bauerngärten umgewandelt, die 2014 wiedereröffnet wurde. Eines der alten Gewächshäuser wurde als Kalthaus und Orangerie erhalten.
Neben der Gastronomie-Meile und den Museen bietet der Innenhafen noch weitere Erholungsmöglichkeiten, insbesondere der Garten der Erinnerung lädt Erholungssuchende ein. Des Weiteren finden am Innenhafen das ganze Jahr über Veranstaltungen statt, wie die Marina-Märkte, der Innenhafenlauf oder das internationale Hafenfest.
In Duisburg-Meiderich liegt der Landschaftspark Duisburg-Nord, der von der renommierten, britischen Zeitung „The Guardian“ zu einem der zehn schönsten Parks weltweit gekürt wurde. Auf dem Gelände eines ehemaligen Hüttenwerkes entstand im Rahmen der Internationalen Bauausstellung Emscher Park (IBA) ein rund 200 Hektar großer Park neuen Typs und bietet heute zahlreiche Freizeitmöglichkeiten wie Klettern in alten Erzbunkern oder Tauchen in einem Gasometer. Im Jahr finden auf dem Gelände des Landschaftsparks rund 470 Veranstaltungen verschiedener Art statt, zum Beispiel Messen und Konzerte. Außerdem ließ man die Natur das Gelände zurückerobern und mittlerweile haben sich mehr als 300 Pflanzenarten im Park angesiedelt. Pro Jahr hat der Park mehr als 700.000 Besucher.
Durch Duisburg führen auch Themenrouten der Route der Industriekultur, zum Beispiel die Industriekultur am Rhein oder die Route Duisburg: Stadt und Hafen.

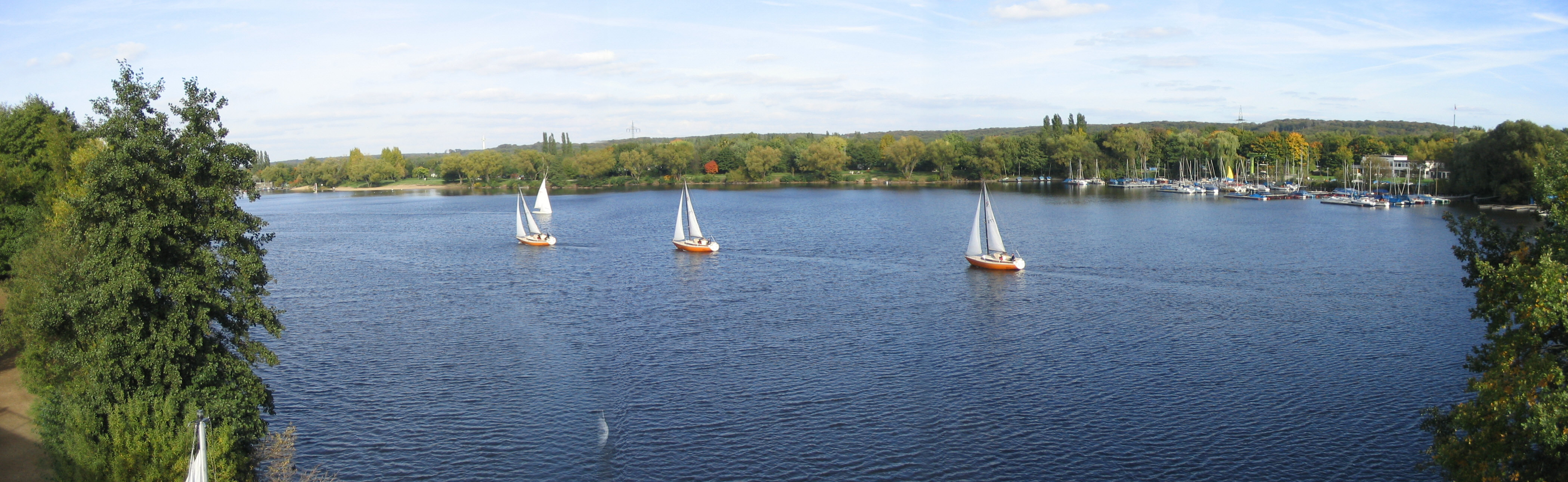
Masurensee, Teil der Sechs-Seen-Platte

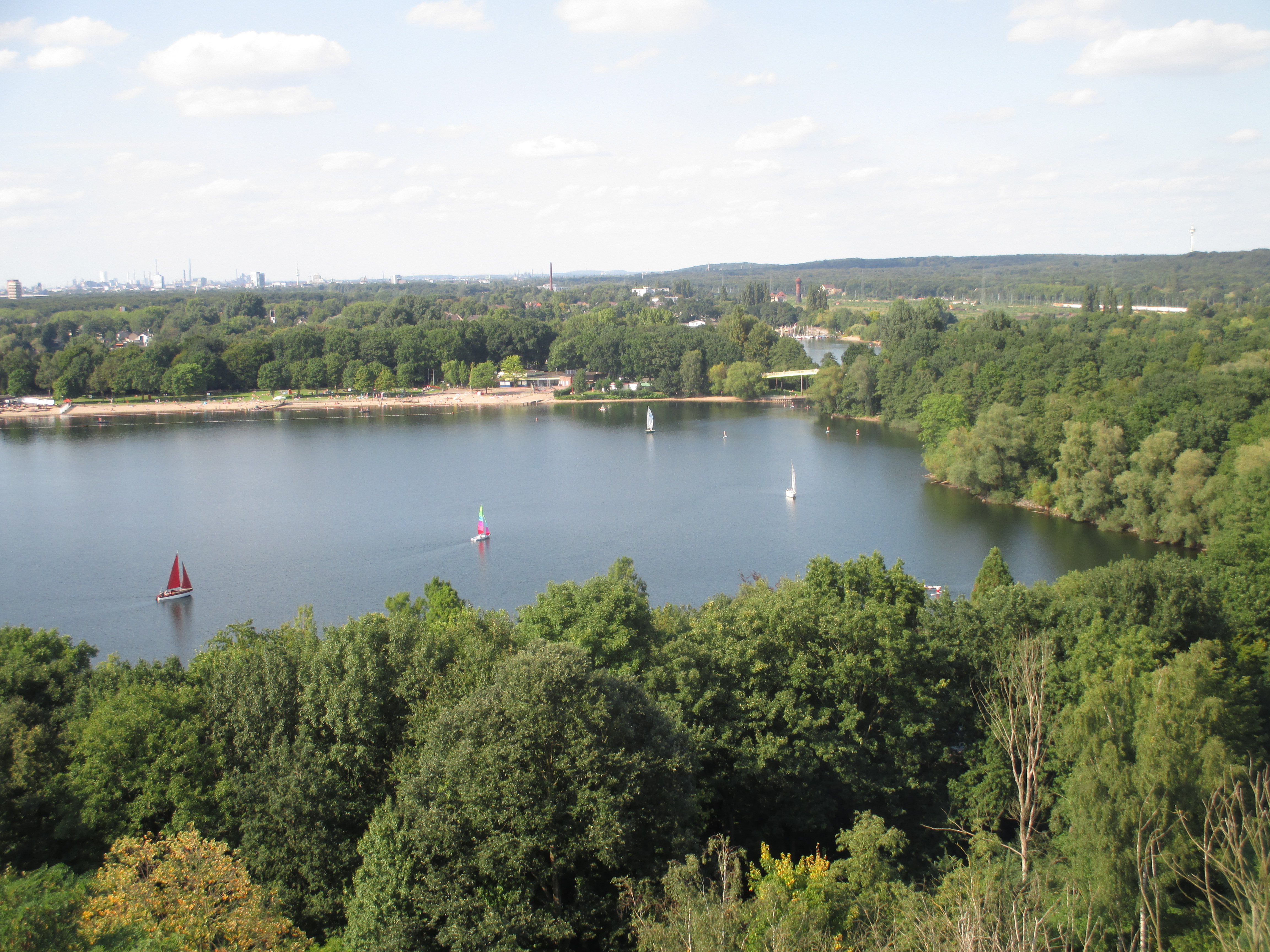
Wolfssee, Teil der Sechs-Seen-Platte

In unmittelbarer Nähe zum Sportpark Duisburg und zum Duisburger Stadtwald befindet sich im Duisburger Süden die Sechs-Seen-Platte. Durch Kiesarbeiten entstanden ab Mitte der 1910er Jahre sechs Seen mit einer Wasserfläche von 150 Hektar, das gesamte Naherholungsgebiet hat eine Fläche von 283 Hektar. Während die nördlichen Seen hauptsächlich der Freizeitgestaltung dienen – hier gibt es unter anderem ein Freibad und einen Bootsverleih – finden rund um die südlichen Seen Renaturierungsmaßnahmen statt, dennoch kann man auch hier nach Erholung suchen.
Im linksrheinischen Rheinhausen liegt der Toeppersee, der 1898 infolge von Kiesarbeiten entstand und 1966 zum Freizeitsee ausgebaut wurde. Am Toeppersee befinden sich unter anderem ein Bootsverleih, eine Minigolf- und eine von zwei Duisburger Wasserskianlagen. Die zweite Wasserskianlage befindet sich im Strandbad im Sportpark Duisburg.
Entlang des Parallelkanals der Regattabahn im Sportpark Duisburg entstand Ende 2007/Anfang 2008 die Wasserwelt Wedau. Die Wasserwelt verbindet die Bereiche Erholung am Wasser, Funsport und Sport miteinander. So wurden ein Hochseilgarten und ein Wasserspielplatz geschaffen, außerdem dient der Weg der Bewegung der sportlichen Betätigung. Er gehört zum 3-Wege-Konzept, das neben dem Weg der Bewegung noch den Weg des Wissens (vermittelt Wissen rund um das Wasser) und den Weg der Sinne (Naturerlebnisweg) beinhaltet. Der Sportpark Duisburg ist insgesamt etwa 200 Hektar groß und gehört somit zu den größten Sport- und Erholungsgebieten Deutschlands.
Im Jahr 1934 wurde der Duisburger Zoo als Tierpark gegründet und gehört heute zu den modernsten und größten zoologischen Gärten Deutschlands. Berühmt ist der Zoo vor allem für sein Delfinarium, das in den 1960er Jahren errichtet und 1995 modernisiert und erweitert wurde. Außerdem sind in Duisburg seltene Tierarten zu bestaunen wie Koalas, Wombats oder Fossas, insgesamt leben im Zoo Duisburg rund 8.981 Tiere in 418 Arten (Stand: 2018). Jährlich wird der zoologische Garten, der an den Hängen des Kaiserberges liegt und von der Bundesautobahn 3 geteilt wird, von rund einer Million Menschen besucht.

### Regelmäßige Veranstaltungen

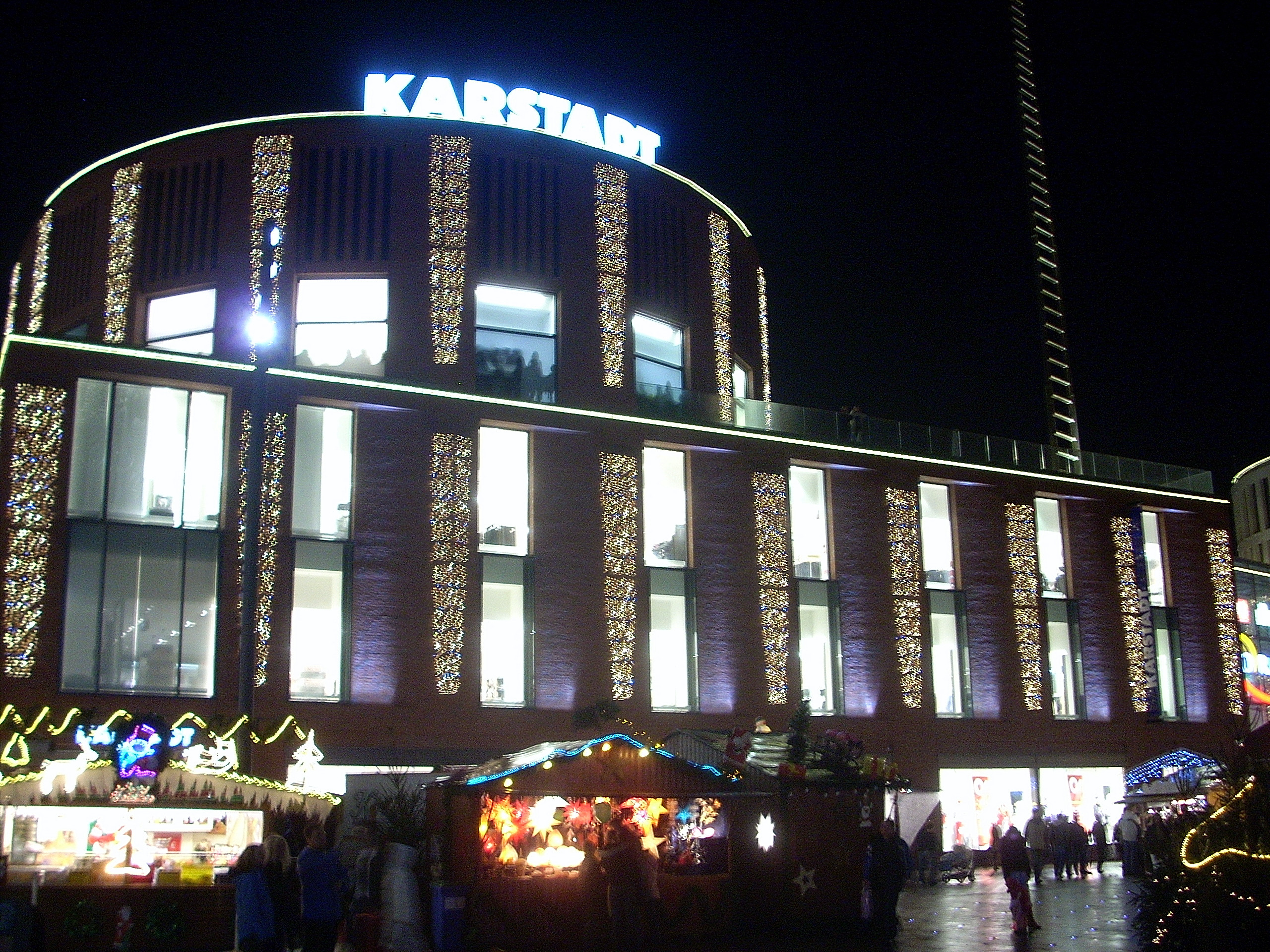
Duisburger Weihnachtsmarkt

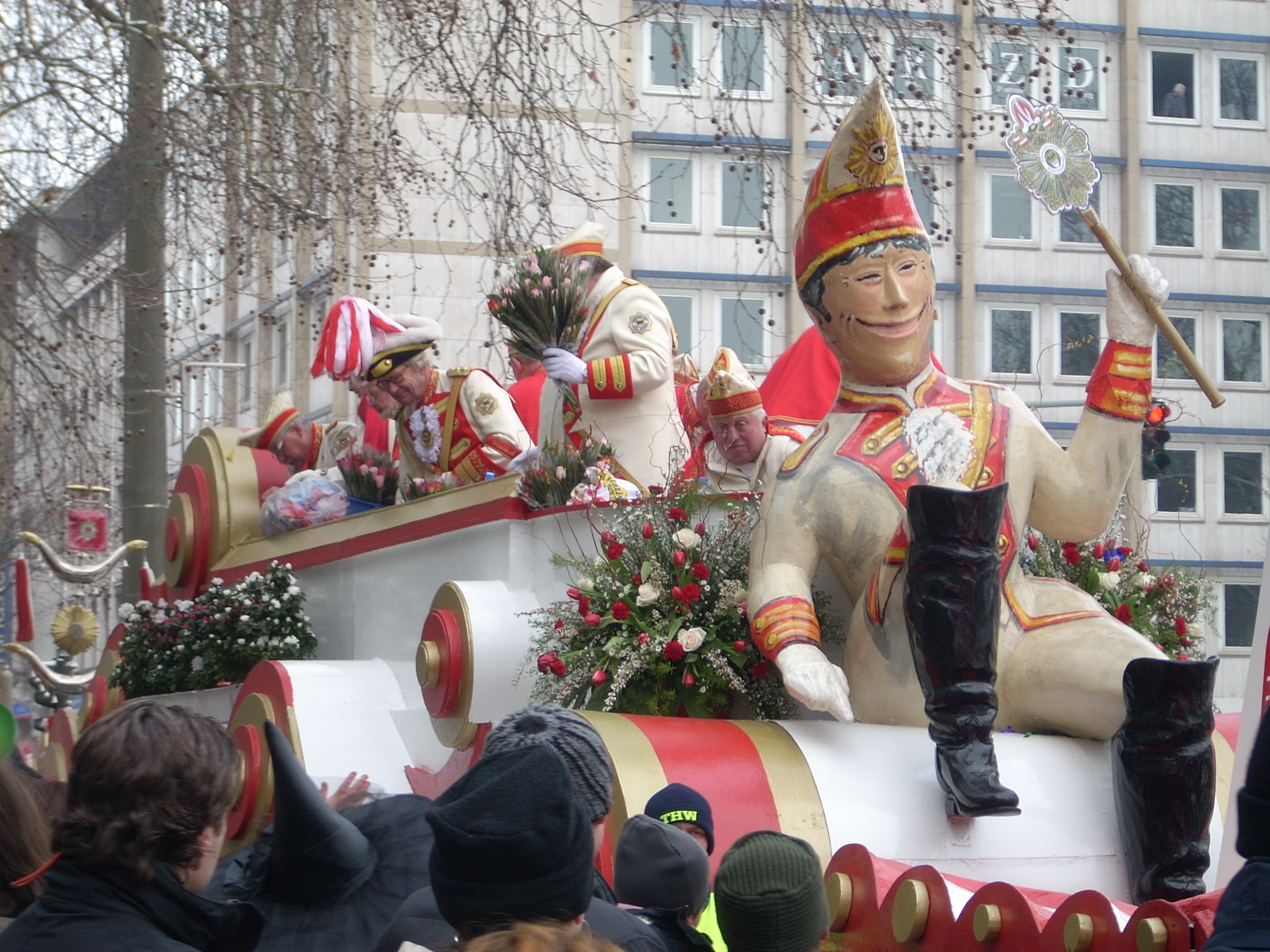
Der Karneval spielt in Duisburg eine wichtige Rolle

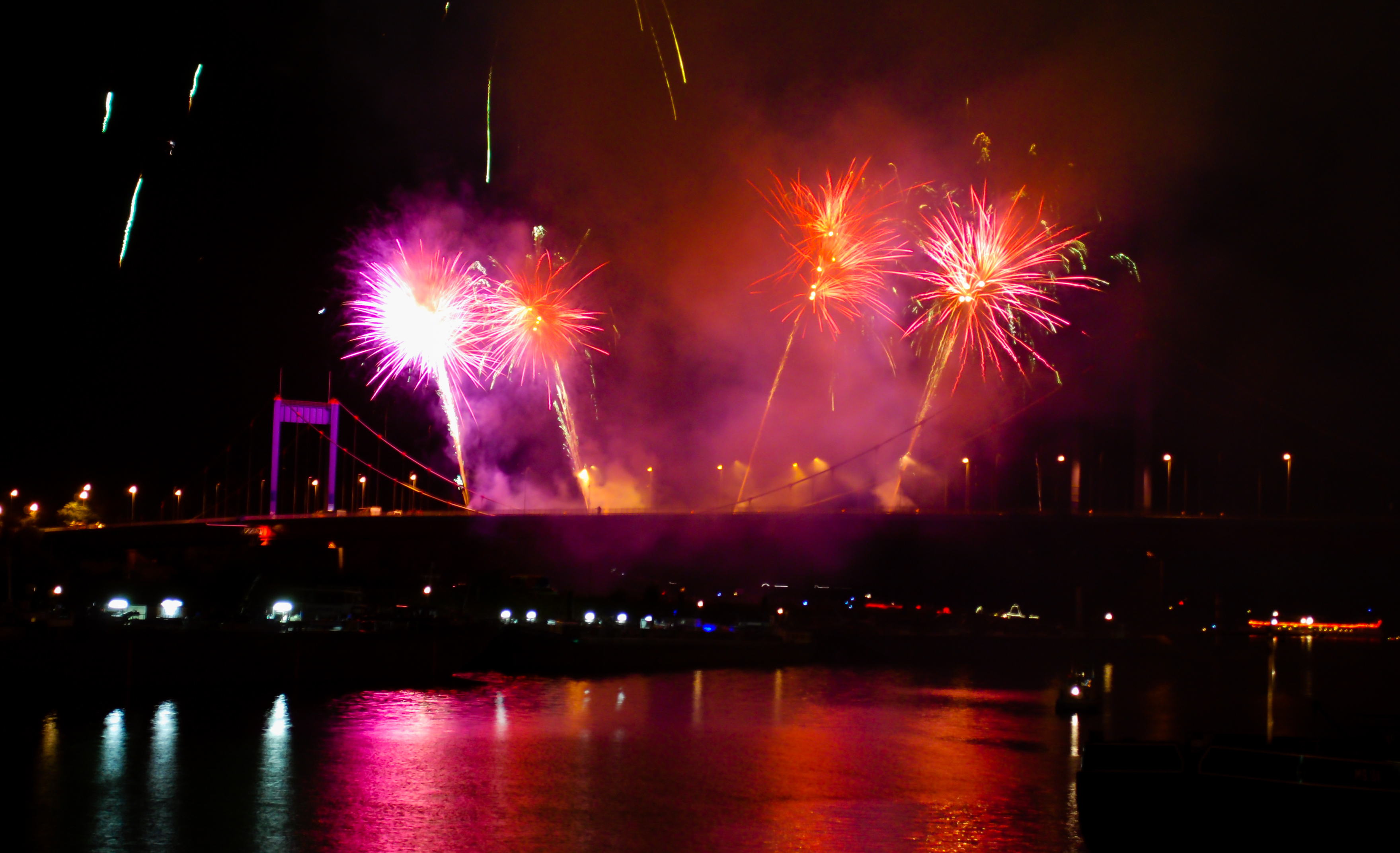
Höhenfeuerwerk Ruhrort in Flammen

Im Leben der Duisburger Bürger spielt der Karneval eine bedeutende Rolle. Im Stadtarchiv Duisburg befindet sich eine Stadtrechnung aus dem Jahre 1377, aus der hervorgeht, dass die Ratsherren und die Bürgerschaft ausgiebig Fastabend („Vastavent“) feierten. Große Karnevalsbälle wurden allerdings erst ab dem 19. Jahrhundert gefeiert. Die ersten Karnevalsvereine gründeten sich Anfang des 20. Jahrhunderts, heute gibt es in Duisburg zirka 50 Karnevalsvereine mit 3500 Mitgliedern. Alljährlich beginnt die Session mit der Prinzenkürung und dem Hoppeditz-Erwachen am 11. November, ehe sie mit dem Straßenkarneval im Frühjahr ihren Höhepunkt erreicht. Neben dem Rosenmontagszug in der Innenstadt, der sich 1928 erstmals durch Duisburgs Straßen schlängelte, gibt es Karnevalsumzüge in den Stadtteilen Meiderich, Serm, Homberg, Neumühl und Wehofen. Durch die Straßen des Stadtteils Hamborn windet sich am Karnevalssonntag der nach eigenen Angaben größte Kinderkarnevalszug Europas.
Besonders viele Veranstaltungen finden in der Duisburger Innenstadt statt. An einem Wochenende im Sommer wird das große Duisburger Stadtfest veranstaltet, das an drei Tagen ein vielseitiges Angebot bietet, von Konzerten über Modeschauen bis hin zu Kabarett. Seit 1995 findet Ende Mai/Anfang Juni das Matjesfest statt, bei dem es sich in der Hauptsache um Heringspezialitäten dreht, aber rund um das drei- bis viertägige Spektakel gibt es zusätzlich noch ein Kulturprogramm. Durch den Weinhandel wurde Duisburg im Mittelalter zu einer wohlhabenden Stadt. Die Fortsetzung des Weinhandels bietet das seit 1986 ausgerichtete Duisburger Weinfest, auf dem mehr als 40 Winzer aus den deutschen Weinanbauregionen ihre Weine anbieten. Das Weinfest findet meist Ende Juli/Anfang August statt. Darüber hinaus gibt es noch weitere bekannte Veranstaltungen in der Duisburger Innenstadt wie das Kunsthandwerkerfestival oder die Automesse Duisburg in Lack und Chrom. Von Mitte November bis kurz vor Silvester findet der Duisburger Weihnachtsmarkt statt. Neben den rund 130 Ständen zählen das Riesenrad, die Eislaufbahn und der Kristallbaum auf dem König-Heinrich-Platz zu den Höhepunkten des Marktes, der zu den größten Weihnachtsmärkten in Deutschland gehört.
In der Hafenstadt gibt es im Kalenderjahr zwei Hafenfeste. Zum einen das internationale Hafenfest im Innenhafen mit der Drachenboot-Funregatta, das Mitte Juni stattfindet, und zum anderen das Ruhrorter Hafenfest. Entlang der Hafenpromenade wird Ende Juli/Anfang August ein umfangreiches Kulturprogramm angeboten, außerdem präsentieren sich die im Hafen tätigen Firmen. Das Highlight des Hafenfestes ist das Höhenfeuerwerk Ruhrort in Flammen, das alle drei Jahre den Namen Niederrhein in Flammen trägt.
In einer Samstagnacht im Juni oder Juli wird im Ruhrgebiet die ExtraSchicht ausgerichtet, die auch unter dem Namen Nacht der Industriekultur bekannt ist. Bei diesem Event handelt es sich um ein Kulturfestival vor industriellem Ambiente. Unter anderem sind der Landschaftspark Nord und der Innenhafen regelmäßig in diese Veranstaltung eingebunden.
In den Stadtteilen finden ebenfalls regelmäßige Veranstaltungen statt, wie zum Beispiel Schützenfeste, Weihnachts- und Adventsmärkte oder Umzüge zu St. Martin. Zu den bekannteren Festen zählen die Beachparty im Strandbad Wedau, Soul am See, das Rheinhauser Stadtfest oder die Beecker Kirmes. Bereits für das Jahr 1539 lässt sich die Beecker Kirmes nachweisen, obwohl sie viel älter sein soll. Ursprünglich war sie das Kirchweihfest der Kirche des Oberhofs im heutigen Stadtteil Beeck. Dieser Hof bestand bereits im 9. Jahrhundert. Der Patron der Kirche war der heilige Laurentius. Sein Namenstag am 10. August fällt in die Haupterntezeit, weshalb man die Kirmes auf den Montag nach Bartholomäi, dem 24. August, verlegte. Die „größte Kirmes am Niederrhein“ fand somit jedes Jahr Ende August statt. Am 24. November 2016 hat der Rat der Stadt Duisburg allerdings mit der Änderung der Volksfestsatzung beschlossen, dass die Beecker Kirmes zukünftig früher als sonst stattfinden wird. Statt Ende August wird die Beecker Kirmes ab 2017 bereits über das erste Juli-Wochenende zukünftig stattfinden. Beginnend am Freitag bis einschließlich Dienstag, wo die Kirmes nach fünf Tage mit einem Abschluss-Feuerwerk endet.

## Infrastruktur und Wirtschaft

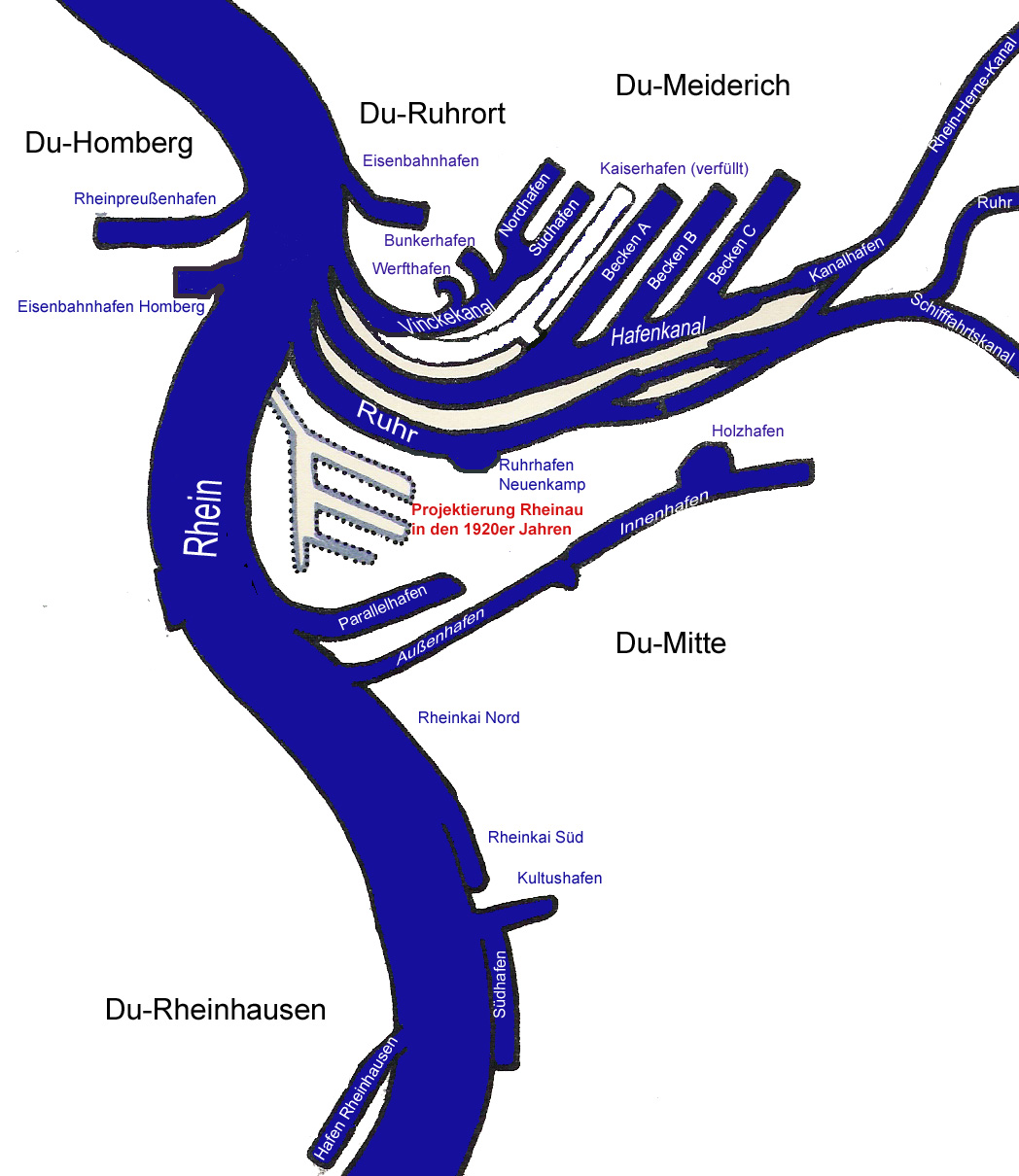
Plan der Duisburger Häfen

Im Jahre 2016 erbrachte Duisburg, innerhalb der Stadtgrenzen, ein Bruttoinlandsprodukt (BIP) von 16,667 Milliarden Euro und belegte damit Platz 23 innerhalb der Rangliste der deutschen Städte nach Wirtschaftsleistung. Das BIP lag im selben Jahr bei 33.634 Euro pro Kopf (Nordrhein-Westfalen: 37.416 Euro / Deutschland: 38.180 Euro) und damit unter dem regionalen und nationalen Durchschnitt. In der Stadt sind 2017 etwa 225.900 Personen beschäftigt. Duisburg gehört zu den deutschen Städten mit der höchsten Arbeitslosigkeit. Die Arbeitslosenquote lag im Dezember 2019 bei 10,4 % und damit deutlich über dem Durchschnitt von Nordrhein-Westfalen mit 6,4 %.

### Verkehr
Schon vor über fünftausend Jahren zogen Reisende durch das Duisburger Gebiet und über die Rheinfurt zum Hellweg. Heute ist Duisburg ein Verkehrsknotenpunkt von europäischer Bedeutung, der durch zahlreiche Straßen, Schienenwege und Brücken erschlossen ist. Die ältesten Brücken sind die Eisenbahnbrücke Hochfeld–Rheinhausen, deren Vorläufer bereits 1873 entstanden ist, und die Friedrich-Ebert-Brücke zwischen Ruhrort und Homberg, die auf 1907 zurückgeht. Insgesamt befinden sich zirka 700 Brücken im Duisburger Stadtgebiet (Stand 2024), wobei nur 156 von der Stadt Duisburg verwaltet werden. Der Rest steht unter der Verwaltung von Bahn, Hafen und anderen.
Duisburg ist ein internationales Handels- und Logistikzentrum und hat einen optimalen Anschluss an das Straßen-, Schienen- und Wasserstraßennetz. Mit dem unmittelbar hinter der Stadtgrenze gelegenen Flughafen Düsseldorf, der sieben Bahnminuten vom Duisburger Hauptbahnhof entfernt liegt, gibt es zudem eine direkte Flughafenanbindung. Weiterhin befindet sich im Umland der Flughafen Niederrhein.

#### Schiffsverkehr

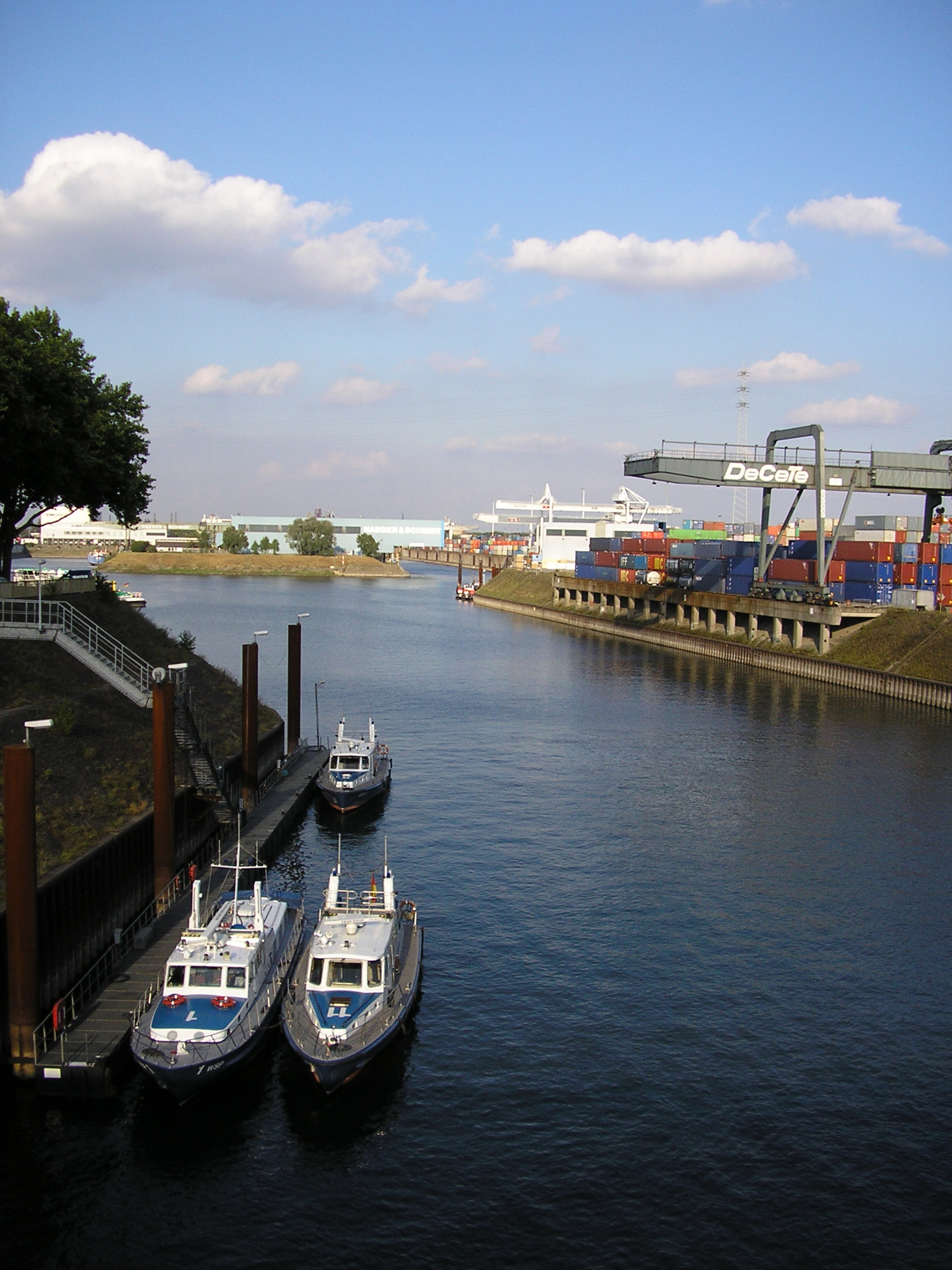
Im Duisburger Hafen

Der Duisburger Hafen „duisport“ gilt als der größte Binnenhafen der Welt und als Sehenswürdigkeit der Stadt.
Er besitzt einen Seehafen-Status, da mit flussgängigen Seeschiffen im Linienverkehr Häfen in Europa, Afrika und im vorderen Orient bedient werden. Der Hafen ist ein sogenannter Seehafen-Hub.
Der Mittelpunkt des Hafens liegt noch heute im Bereich der Ruhrmündung, wo bereits zu Beginn des 18. Jahrhunderts der erste Ruhrorter Hafen geschaffen wurde. Jährlich werden dort rund 40 Millionen Tonnen Güter aller Art umgeschlagen. Über 20.000 Schiffe laufen pro Jahr den Hafen an. Kernstück sind die öffentlichen Hafenanlagen mit einer Ausdehnung von 740 Hektar, 21 Hafenbecken von über 180 Hektar ergeben eine Uferlänge von 40 Kilometer. Dazu kommt unter anderem noch das Logport Logistic Center Duisburg mit 265 Hektar Fläche. Etliche Unternehmen verfügen darüber hinaus über private Hafenanlagen, so dass der Gesamtumschlag bei über 110 Millionen Tonnen liegt.

#### Straßenverkehr
Ende der 1930er Jahre wurde Duisburg durch die heutige Bundesautobahn A 3 (Europastraße E 35) an das Autobahnnetz angeschlossen. Das Autobahnkreuz Kaiserberg der A 3 mit den damaligen Autobahnen A 2 und Autobahn A 430 wurde als „Spaghettiknoten“ berühmt. Aus dem westlichen Ast der A 2 und der A 430 wurde mittlerweile die Autobahn A 40 (E 34) („Ruhrschnellweg“). Die Autobahn A 2 existiert ab dem Kreuz Oberhausen weiter.
Weitere Autobahnen sind die A 42 („Emscherschnellweg“), die Stadtautobahn A 59 („Nord-Süd-Achse“), die A 57 im Westen und die A 524 als südliche Anbindung an das Kreuz Breitscheid.
Mit der Rückstufung der Bundesstraßen B 8, B 57, B 60 und B 231 zu Landesstraßen verfügt die Stadt mit der B 288 nur noch über eine Bundesstraße.

#### Personenzugverkehr

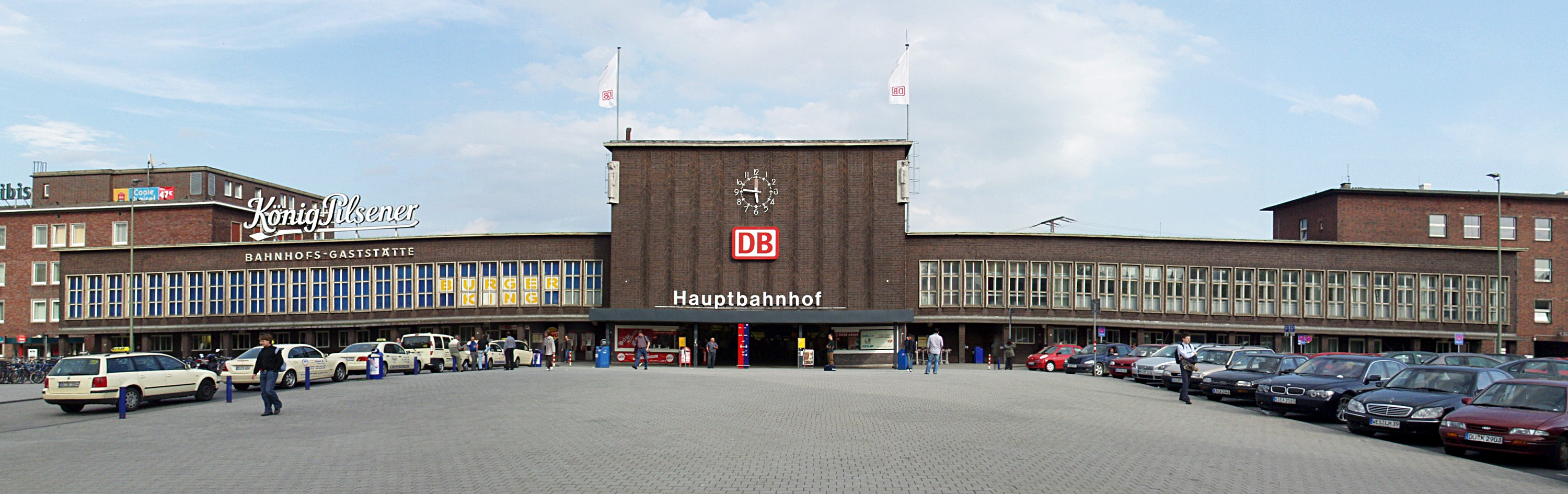
Hauptbahnhof

Bereits 1846 wurde Duisburg durch die Cöln-Mindener Eisenbahn-Gesellschaft an das Bahnnetz angeschlossen. 1862 folgte der Bahnhof der Rheinischen Eisenbahn-Gesellschaft, ab 1870 gab es mit dem Bahnhof der Rheinischen Eisenbahn-Gesellschaft gleich drei Bahnhöfe in unmittelbarer Nachbarschaft.
Nach der Übernahme der nominell privaten Eisenbahn-Gesellschaften durch die Preußischen Staatseisenbahnen entstand 1886 an deren Stelle der erste „Centralbahnhof“ in Insellage, mit Zufahrt von Norden von der Mülheimer Straße aus, die zu dieser Zeit noch niveaugleich überquert wurde.
Dem Ausbau zu einem zwölfgleisigen Durchgangsbahnhof musste der Inselbahnhof weichen, 1934 wurde an der Westseite der Gleisanlagen das Empfangsgebäude des heutigen Hauptbahnhofes im Stile des Funktionalismus errichtet. Dieser ist ein bedeutender Fernbahnhof, der unter anderem ICE-Linienverbindungen in Richtung Amsterdam, Berlin, Basel und München anbietet.
Der zweitgrößte Duisburger Bahnhof, Rheinhausen, besitzt eine Regional-Express-Anbindung. Darüber hinaus verfügt Duisburg über 15 kleinere Stationen, die von Regionalbahnen der Deutschen Bahn AG, der Nord-West-Bahn oder der S-Bahn Rhein-Ruhr angefahren werden.

#### Schienengüterverkehr
Im Eisenbahngüterverkehr war Duisburg nach Stilllegung seiner Rangierbahnhöfe Duisburg-Wedau, Hohenbudberg und des Hauptgüterbahnhofs kein Eisenbahnknoten mehr. Auf einem Teil der Hohenbudberger Flächen wurde im Zuge des Projekts Logport III kombinierter Verkehr für Güterzüge und Lkw realisiert. Mit der Logistiksparte von ThyssenKrupp (ehem. Eisenbahn und Häfen) besteht nach wie vor eine der größten Werkbahnen Europas. Zwischen Duisburg und der Volksrepublik China verkehren mit dem Trans-Eurasia-Express etwa 60 Züge wöchentlich. Duisburg ist ein bedeutender Knotenpunkt der «chinesischen Neuen Seidenstraße», verkehrsgünstig gelegen am Schnittpunkt von Ruhrgebiet und Rheinschiene und im Kern des zentralen europäischen Wirtschaftsraumes.
Seit 1999 überwacht die DB InfraGO (ehemals DB Netz) aus der Betriebszentrale in Duisburg-Duissern unweit des Hauptbahnhofs den Bahnverkehr in Nordrhein-Westfalen.

#### Tram- und Busverkehr

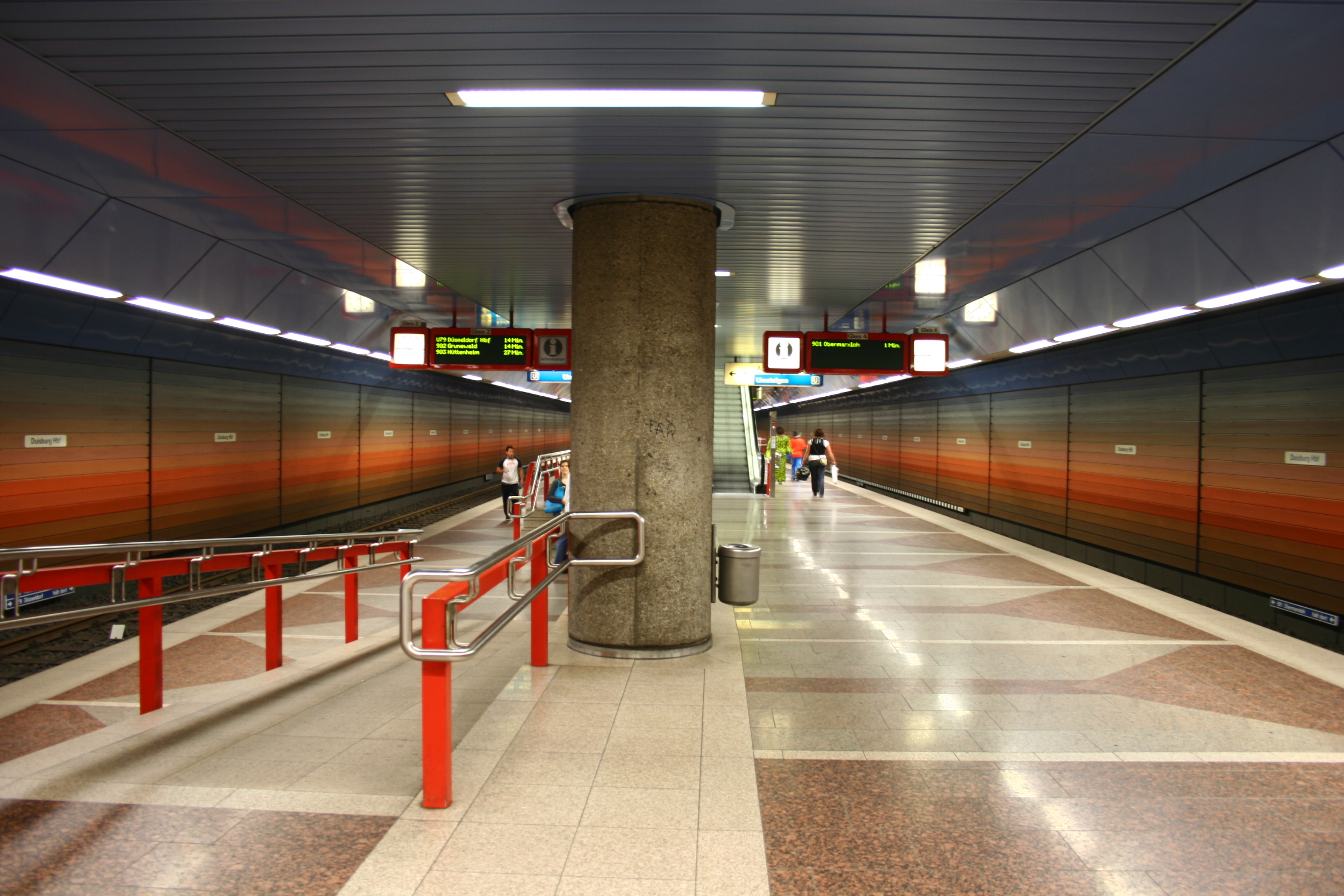
U-Bahnhof Duisburg Hauptbahnhof

Kern des Netzes des kommunalen Bus- und Bahnunternehmens Duisburger Verkehrsgesellschaft AG (DVG) sind zwei (fahrplantechnisch drei) Straßenbahnlinien und eine Stadtbahnlinie, die gemeinsam mit der Düsseldorfer Rheinbahn AG betrieben wird. Letztere, die U79, ist aus der D-Bahn hervorgegangen, einer Überlandstraßenbahn nach Düsseldorf. Im Innenstadtbereich wird die Stadtbahn als U-Bahn geführt, deren Bau 1975 begonnen und die 1992 eröffnet wurde. 2000 wurde die U79 mit der Fertigstellung eines Tunnels unter Ruhr und Häfen bis nach Meiderich verlängert. Die ebenfalls durch den Innenstadt-Tunnel verkehrenden Straßenbahnlinien 901, (902) und 903 stellen neben der Erschließung der Stadtteile Hamborn, Walsum und Hüttenheim auch Verbindungen in die Nachbarstädte Dinslaken und Mülheim an der Ruhr her.
Von den Plänen Ende der 1960er Jahre, ein vollständiges U-Stadtbahnsystem zu errichten, hat man mittlerweile aus finanziellen Gründen und aufgrund fehlender Unterstützung des Landes Nordrhein-Westfalen Abstand genommen.
Im linksrheinischen Stadtteil Rheinhausen wird ein großer Teil der städtischen Erschließung durch die Regionalbuslinien der NIAG übernommen, da Rheinhausen ursprünglich eine Stadt im Kreis Moers war und erst durch eine Kommunale Gebietsreform zu Duisburg gekommen ist.

#### Fahrradverkehr
Duisburg ist an einige Fernradwege und regionale Radrouten angeschlossen: an den europäischen EuroVelo EV 3 (die sogenannte Pilgerroute von Norwegen bis Spanien), an den EuroVelo EV 15 (den Rheinradweg von der Quelle bis zur Mündung des Rheins), an den Radschnellweg Ruhr und an den RuhrtalRadweg.

### Unternehmen

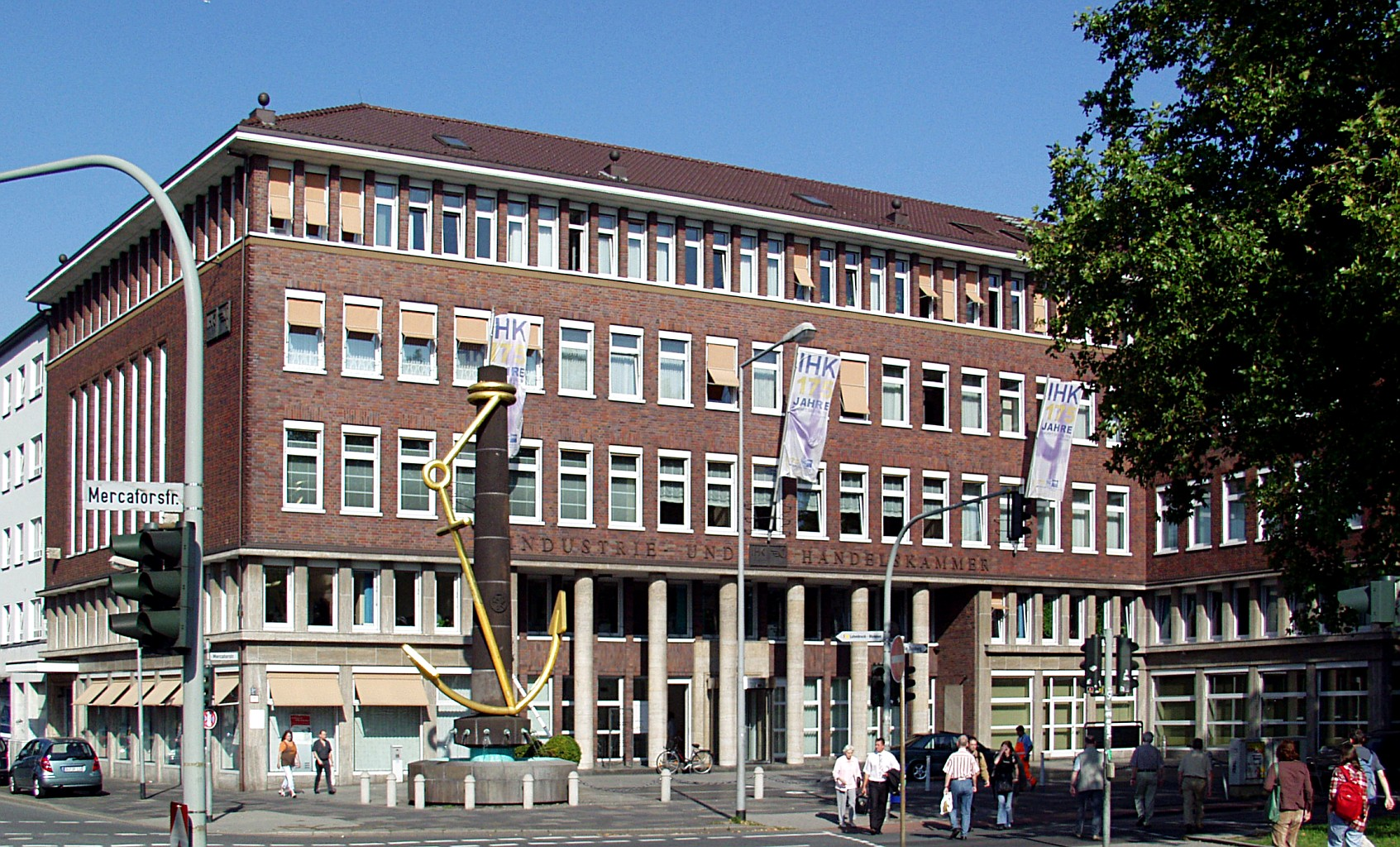
Niederrheinische Industrie- und Handelskammer Duisburg-Wesel-Kleve zu Duisburg im Dellviertel

Duisburg ist bis heute das bedeutendste Zentrum der Stahlindustrie in Mitteleuropa und verfügt über die größte Ausdehnung an Produktionsstätten dieses Bereichs weltweit.
Mittlerweile stehen sämtliche der sieben im Ruhrgebiet betriebenen Hochöfen in Duisburg. Etwa die Hälfte des in Deutschland erzeugten Roheisens und ein Drittel des Rohstahls werden in Duisburg produziert.
Alle Schachtanlagen, die zumeist im Duisburger Norden und dem heutigen Duisburger Westen lagen, sind mittlerweile geschlossen worden.
Durch den Strukturwandel in der Stahlindustrie kam es zu einem erheblichen Arbeitsplatzabbau.
Noch in den 1960er Jahren zählte die Stadt zu jenen mit den höchsten Pro-Kopf-Steuereinnahmen in der Bundesrepublik. Gab es damals noch fast 70.000 Stahlarbeiter, so sind heute davon lediglich 16.000 übrig geblieben.
Die Zahl der sozialversicherungspflichtigen Arbeitsplätze ist so von knapp 280.000 auf nur noch 160.000 gesunken, so dass die Stadt heute noch infolgedessen unter einer überdurchschnittlichen Arbeitslosigkeit leidet.
Die Zahl der sozialversicherungspflichtigen Arbeitsplätze entspricht einem Drittel der Einwohner Duisburgs. Damit liegt die Stadt unter dem Niveau wie Essen (0,43 Arbeitsplätze pro Einwohner). In der Nachbarstadt Krefeld kommen dagegen auch 0,33 sozialversicherungspflichtige Arbeitsplätze je Einwohner.
2013 pendelten 95.178 Arbeitnehmer nach Duisburg, während es 87.631 ins Duisburger Umland zog. Die meisten Auspendler, etwa 17.600, hatten ihren Arbeitsplatz in Düsseldorf, wo die Duisburger auch die größte Einpendlergruppe stellten.
Heute prägen die chemische Industrie, Unternehmen des Anlagen-, Maschinen- und Schiffbaus, Hersteller von Präzisionsinstrumenten sowie bekannte Unternehmen der Nahrungs- und Genussmittelindustrie die Wirtschaftsstruktur der Stadt. Traditionell in Duisburg ansässig sind auch große Dienstleistungsunternehmen aus den Bereichen Handel, Verkehr und Logistik.
Eine wichtige Funktion im Strukturwandel hat die Logistik. So entstand beispielsweise mit dem „Logport“ ein neues internationales Logistikzentrum. Dort stand bis 1993 das durch den Rheinhausener Arbeitskampf bundesweit bekannt gewordene Krupp-Stahlwerk.
Bereits 1987 wurde in Neudorf das Mikroelektronische Zentrum gegründet. Im heutigen „Tectrum“ werden in den früher von Daimler genutzten Gebäuden sowie in den von Norman Foster entworfenen zwei Neubauten Büroräume, Produktions- und Laborflächen für Unternehmen aus allen Bereichen der Elektronik und ihrer Anwendungen angeboten.
Erste Erfolge im Bereich des Aufbaus einer mittelstandsorientierten Gründungskultur entstand mit der Ansiedlung der microTEC Gesellschaft für Mikrotechnologie mbH. Im Jahr 2006 ist die Anzahl der im „Tectrum“ ansässigen Unternehmen bereits auf über 50 Unternehmen gestiegen. Die Unternehmen sollen mit industriellen Anwendungen von Mikro- und Nanotechnologien sowie Informationstechnologien eine Basis für neue Arbeitsplätze in Duisburg bilden. Die Universität Duisburg-Essen sowie die angegliederten Institute bieten dabei direkte Anknüpfungspunkte.
Etwa ab Mitte der 1990er Jahre entwickelte Duisburg auch den Bereich unternehmensorientierter Dienstleistungen und wurde zu einer Art „Hochburg“ für Callcenter. Große Unternehmen wie die Deutsche Bahn AG, Targobank (ehemalige Citibank) und Dresdner Bank, aber auch das Telekommunikationsunternehmen Alice/HanseNet sowie die sanvartis GmbH (ehemals Gesundheitsscout24) betreiben Callcenter in Duisburg zur bundesweiten Abdeckung ihrer Servicerufnummern. Hier finden mittlerweile gut 5000 Mitarbeiter einen Arbeitsplatz.
In Duisburg gab es das größte Zoofachgeschäft der Welt, Zoo Zajac, mit einer Verkaufsfläche von über 8000 m². Es schloss im März 2025 infolge einer Insolvenz.
Auch die Stadtverwaltung selbst ist als Konzern Stadt Duisburg mit ihren Gesellschaften und Eigenbetrieben ein wichtiges „Unternehmen“. Die Privatisierung ehemaliger Verwaltungsbereiche hat zu einer Verflechtung im privatwirtschaftlichen Bereich geführt.

#### Bedeutende Unternehmen in Duisburg
Folgende Unternehmen haben ihren Hauptsitz in Duisburg oder sind bedeutende Tochterunternehmen mit Sitz in Duisburg (eigenständige Unternehmen sind hell hinterlegt):
| Name                                                            | Branche                                            | Beschäftigte | in Duisburg seit |
| --------------------------------------------------------------- | -------------------------------------------------- | ------------ | ---------------- |
| ArcelorMittal Ruhrort GmbH / Hochfeld GmbH                      | Stahlindustrie                                     | > 100        | 1997#            |
| BÄKO-ZENTRALE eG                                                | Fachgroßhandel                                     | > 1.000      | 1908             |
| Brabender Messtechnik                                           | Messtechnik                                        | > 100        | 1923             |
| Caramba Chemie                                                  | Chemieindustrie                                    | > 1.000      | 1975             |
| Carl Spaeter Group                                              | Stahl- und Metallhandel, Logistik                  | > 1.000      | 1897             |
| Contargo                                                        | Logistik                                           | > 1.000      | 2004             |
| CWS-boco International                                          | Hygiene, Textilien                                 | > 10.000     | 1899             |
| DB InfraGO AG, Region West                                      | Eisenbahninfrastruktur                             | > 1.000      | 1998             |
| DK Recycling und Roheisen GmbH (ehemals Duisburger Kupferhütte) | Stahlindustrie                                     | > 100        | 1876             |
| Duisburger Hafen AG                                             | Logistik                                           | > 1.000      | 1926             |
| Duisburger Versorgungs- und Verkehrsgesellschaft                | Dienstleistungen                                   | > 1.000      | 1971             |
| ELG GmbH                                                        | Superlegierung, Edelstahl                          | > 1.000      | 1962             |
| Espera-Werke GmbH                                               | Maschinenbau                                       | > 100        | 1924             |
| Franz Haniel & Cie.                                             | Dachgesellschaft                                   | > 10.000     | 1756             |
| GEBAG Duisburger Baugesellschaft mbH                            | Baugesellschaft                                    | > 100        | 1872             |
| Grillo-Werke                                                    | Metall- und Chemieindustrie                        | > 1.000      | 1848             |
| Haeger & Schmidt Logistics                                      | Reederei, Binnenschifffahrt, Logistik              | > 100        | 1887             |
| Handel für Tiefbau und Industrietechnik                         | Fachgroßhandel                                     | > 1.000      | 1994             |
| Hark                                                            | Fachgroßhandel                                     | > 100        | 1971             |
| HAVI Logistics                                                  | Logistik                                           | > 1.000      | 1981             |
| Heim & Haus                                                     | Bauelemente                                        | > 1.000      | 1971             |
| Helios Kliniken Duisburg                                        | Medizin                                            | > 1.000      | 1994             |
| Hexion                                                          | Chemieindustrie                                    | > 100        | 1905             |
| HGK Shipping                                                    | Reederei, Werft, Logistik                          | > 1.000      | ~1800            |
| Hövelmann                                                       | Getränkeherstellung und -logistik                  | > 100        | 1905             |
| Hüttenwerke Krupp Mannesmann                                    | Stahlindustrie                                     | > 1.000      | 1990             |
| Imperial Logistics                                              | Logistik                                           | > 1.000      | 1999             |
| Imperial Shipping Group                                         | Logistik                                           | > 1.000      | 1800 (ca.)       |
| Imperial Chemical Logistics GmbH (ehemals Lehnkering)           | Logistik / Chemieindustrie                         | > 1.000      | 1872             |
| Klöckner & Co                                                   | Stahl- und Metallhandel                            | > 1.000      | 1906             |
| Knauf Interfer                                                  | Metallverarbeitung                                 | > 1.000      | 2020             |
| König-Brauerei                                                  | Getränkeherstellung                                | > 100        | 1858             |
| Krankikom                                                       | IT-Wirtschaft                                      | > 100        | 1995             |
| KROHNE Messtechnik                                              | Messtechnik                                        | > 1.000      | 1921             |
| Mitsubishi Hitachi Power Systems Europe                         | Anlagen- und Maschinenbau                          | > 100        | 2002             |
| LS Invest AG                                                    | Tourismusbranche                                   | > 1.000      | 1982             |
| Novitas BKK                                                     | Krankenversicherung                                | > 100        | 1997             |
| Panopa Logistik                                                 | Logistik und Transport                             | > 1.000      | 1955             |
| PCC SE                                                          | Chemieindustrie, Energieversorgung, Logistik       | > 1.000      | 1993             |
| PKF Fasselt Schlage                                             | Rechtsberatung, Steuerberatung, Wirtschaftsprüfung | > 100        | 1961             |
| PricewaterhouseCoopers                                          | Steuerberatung, Wirtschaftsprüfung                 | > 100        | 1924             |
| Rhenus Freight Logistics GmbH & Co. KG                          | Logistik                                           | > 100        |                  |
| Sana Kliniken Duisburg                                          | Medizin                                            | > 1.000      | 1976             |
| Sanvartis GmbH                                                  | Gesundheit / Medizin                               | > 100        | 1999             |
| Schauinsland-Reisen                                             | Reiseveranstalter                                  | > 100        | 1918             |
| Shimadzu                                                        | Messtechnik/Medizintechnik                         | > 100        | 1987             |
| Siemens Energy                                                  | Anlagenbau                                         | > 1.000      | 1847             |
| Sparkasse Duisburg                                              | Finanzdienstleister                                | > 1.000      | 1844             |
| Stadtwerke Duisburg                                             | Energieversorgung                                  | > 100        | 1854             |
| Stryker Corporation                                             | Medizintechnik                                     | > 100        | 1946             |
| Thyssenkrupp                                                    | Mischkonzern                                       | > 100.000    | 1999             |
| Thyssengas                                                      | Gas- / Wasserstoffwirtschaft                       | > 100        | 1921             |
| Thyssenkrupp Steel Europe                                       | Stahlindustrie                                     | > 10.000     | 1999             |
| Targobank Dienstleistungs GmbH                                  | Finanzdienstleister                                | > 1.000      | 1926             |
| TanQuid                                                         | Petrochemie                                        | > 100        | 1951             |
| UnionStahl                                                      | Grobblech / Metallerzeuger                         | > 100        | 2002             |
| Venator Germany GmbH (ehemals Sachtleben Chemie)                | Chemieindustrie                                    | > 1.000      | 1878             |
| Voestalpine Track Solutions Duisburg GmbH                       | Eisenbahn- / Stahlindustrie                        | > 100        | 1952             |
| Volksbank Rhein-Ruhr                                            | Finanzdienstleister                                | > 100        | 1864             |
| Winning BLW GmbH                                                | Maschinenbau                                       | > 100        | 1925             |
| Wirtschaftsbetriebe Duisburg                                    | Dienstleister                                      | > 1.000      | 2001             |
| WOMA Kärcher Group                                              | Hochdrucktechnologie                               | > 100        | 1962             |
| Xella                                                           | Roh- und Baustoffe                                 | > 1.000      | 2002             |

1. ↑  Beide Unternehmen gehörten bis 1997 zur damaligen Thyssen Stahl AG, die Historie der Unternehmen lässt sich somit bis ins 19. Jahrhundert zurückverfolgen.
2. ↑  Das Vorgängerunternehmen geht auf den Bau eines Stahlwerks in Duisburg im Jahr 1909 zurück.
3. ↑  Als Nestrans GmbH seit 1990 Teil des Stahlkonzerns Friedrich Krupp AG Hoesch-Krupp. Nestrans wurde 1999 von Imperial Logistics übernommen.
4. ↑  Die Unternehmensgeschichte von Thyssenkrupp reicht zurück bis ins 19. Jahrhundert.
5. ↑  1999 im Zuge der Fusion mit Friedrich Krupp AG Hoesch-Krupp entstandenes Tochterunternehmen von Thyssenkrupp.

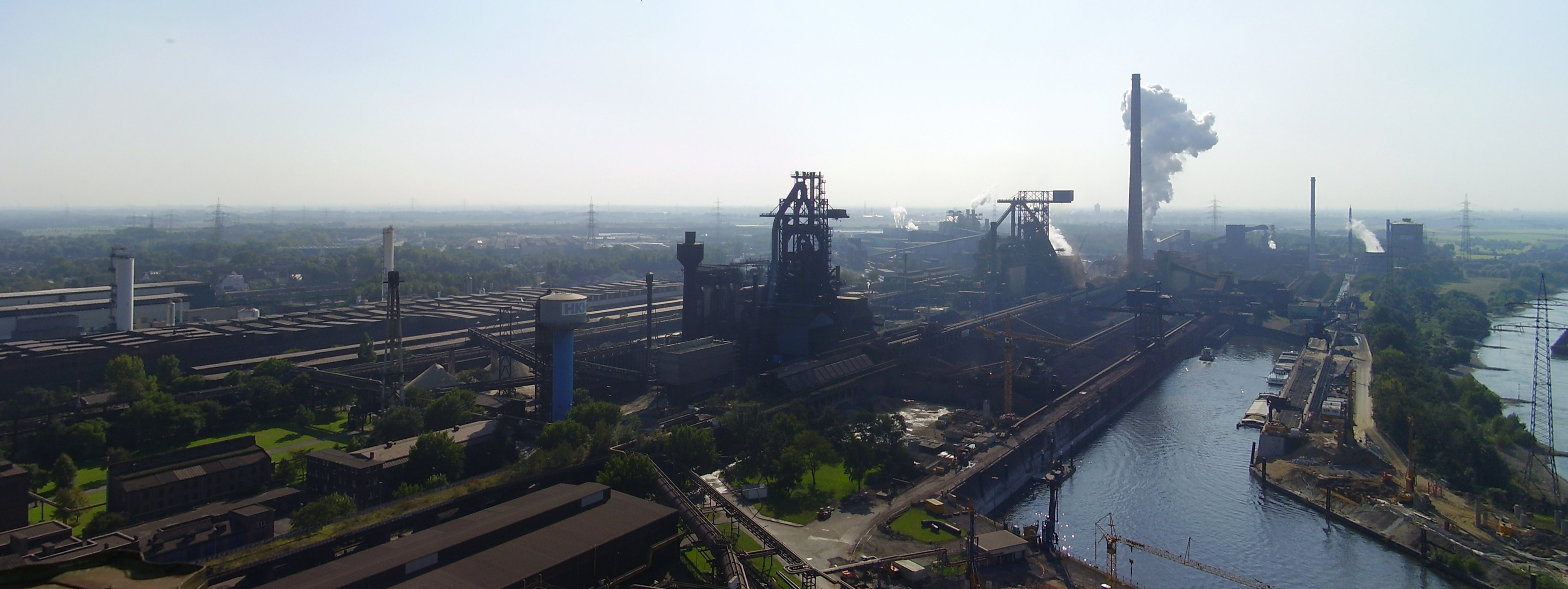
Hüttenwerke Krupp Mannesmann am Rhein.
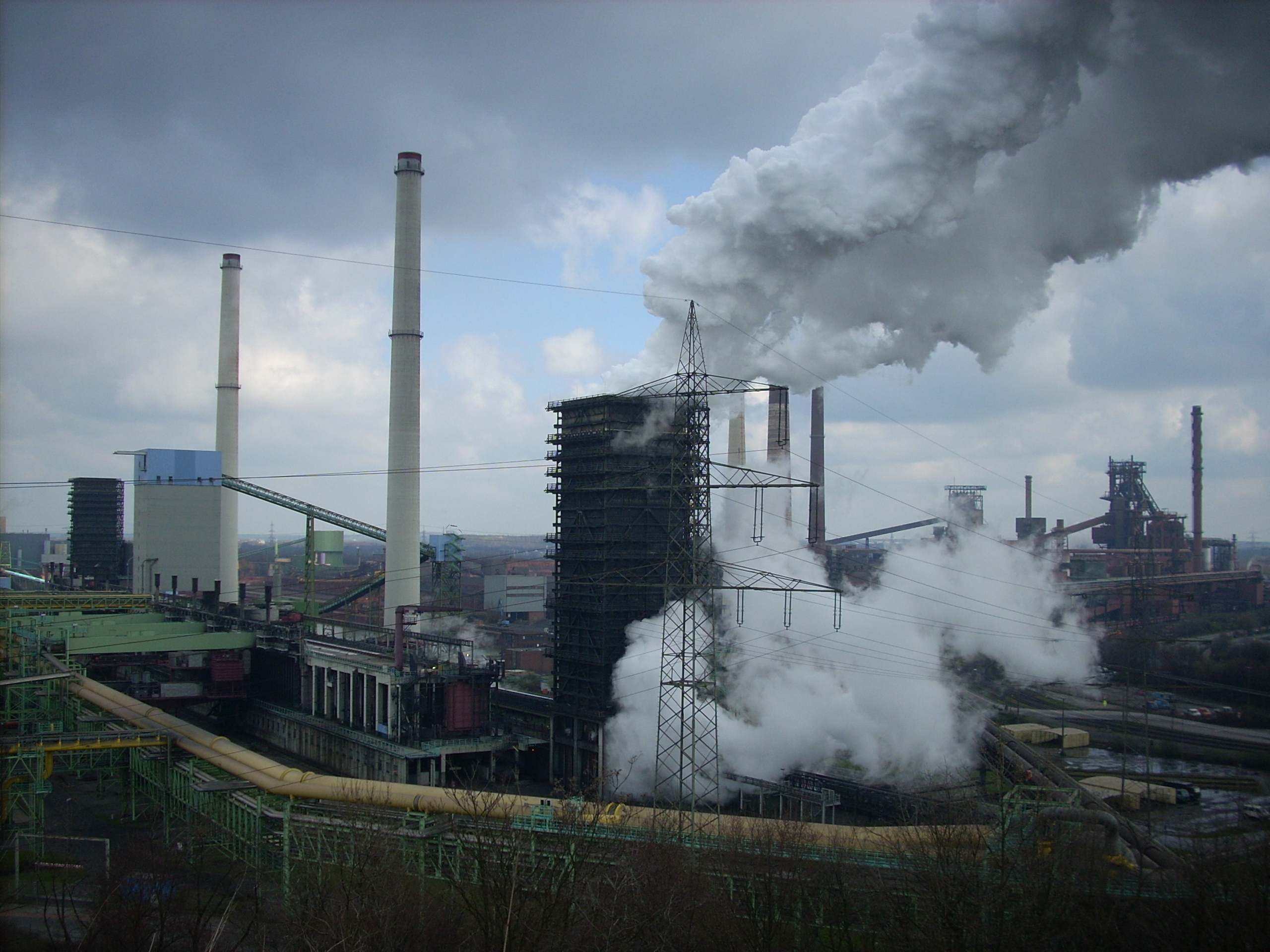
Kokerei Schwelgern.
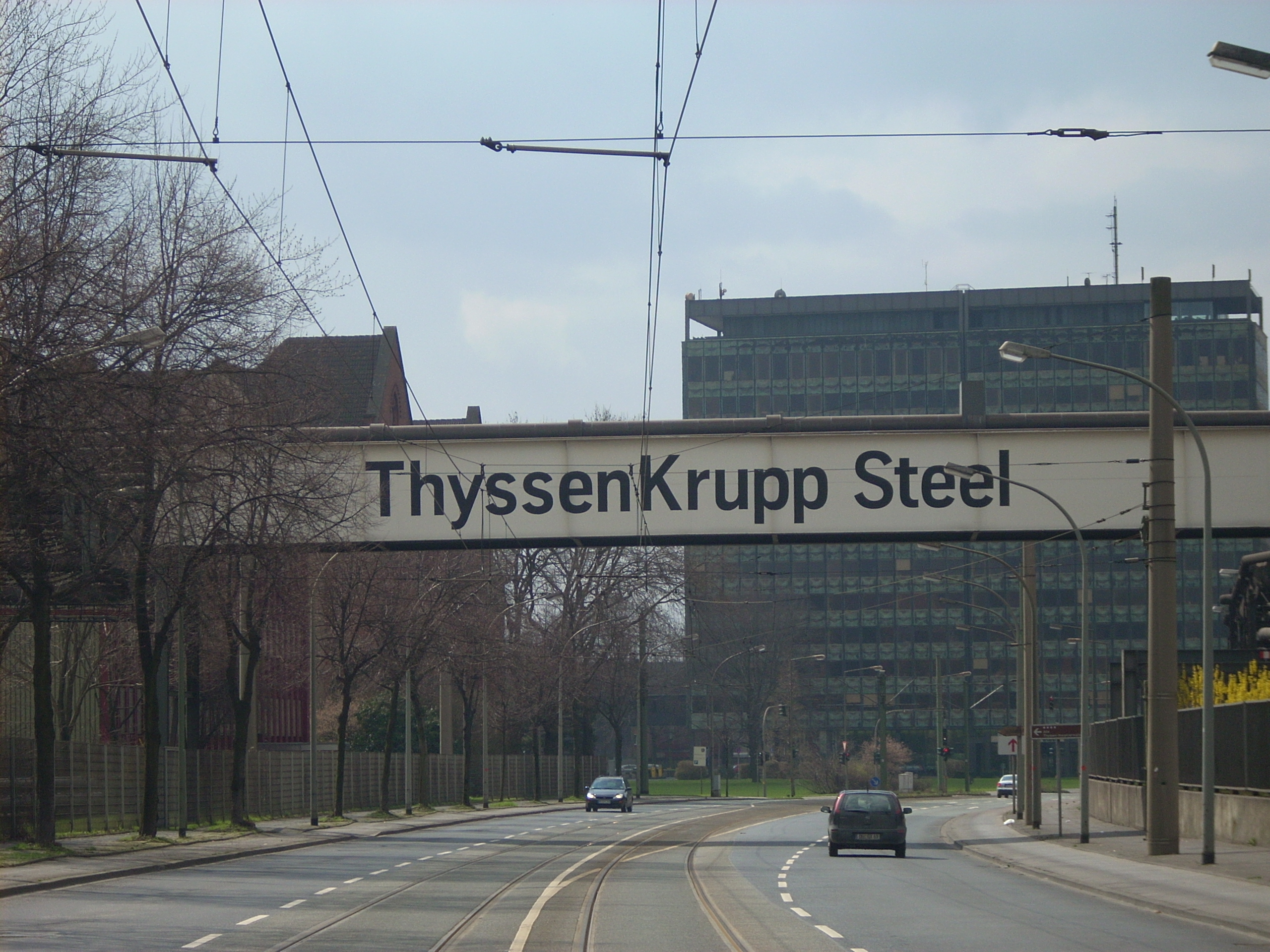
ThyssenKrupp Steel AG in Duisburg-Bruckhausen.
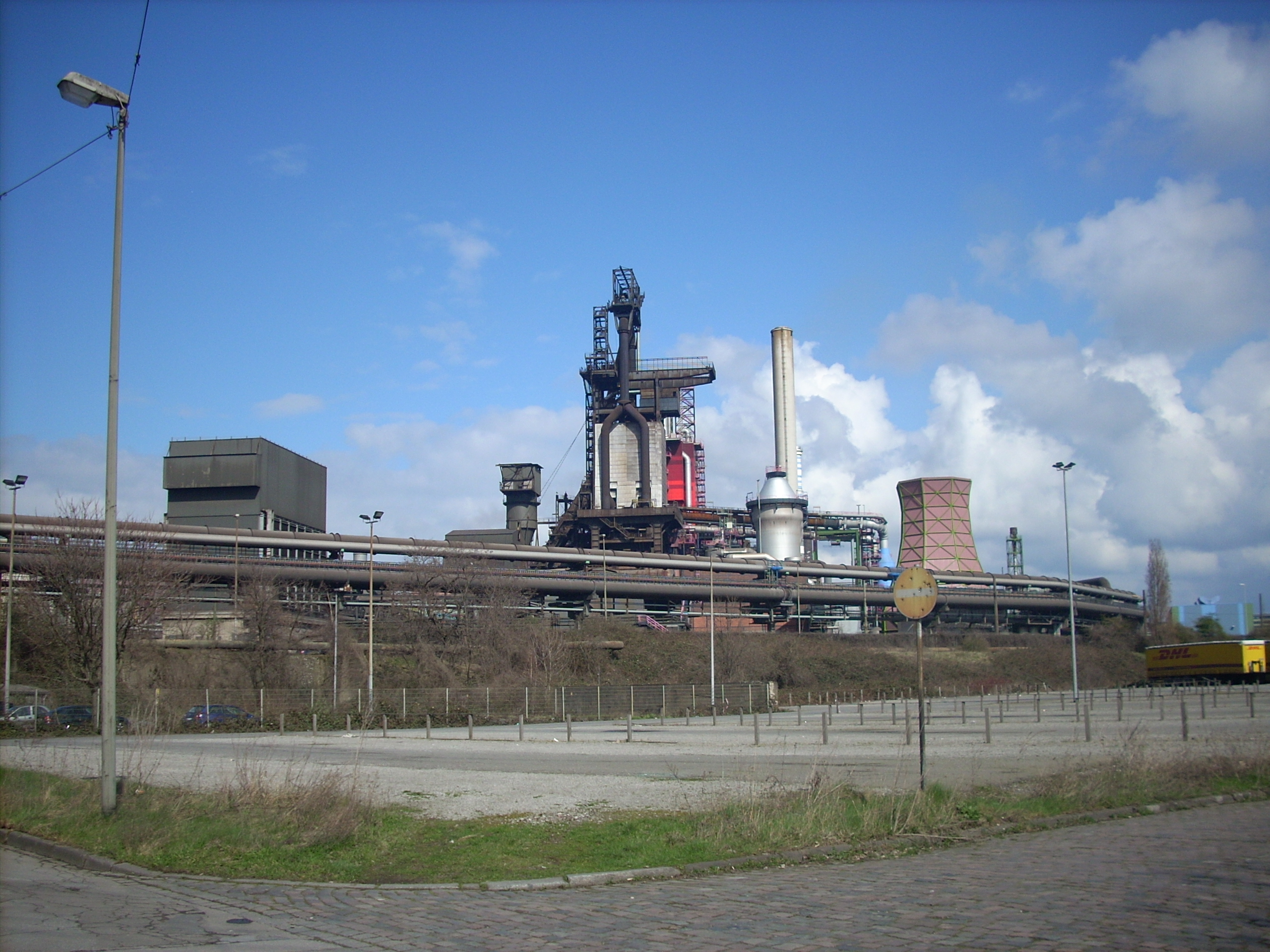
Hochofen Hamborn (Werk Bruckhausen).
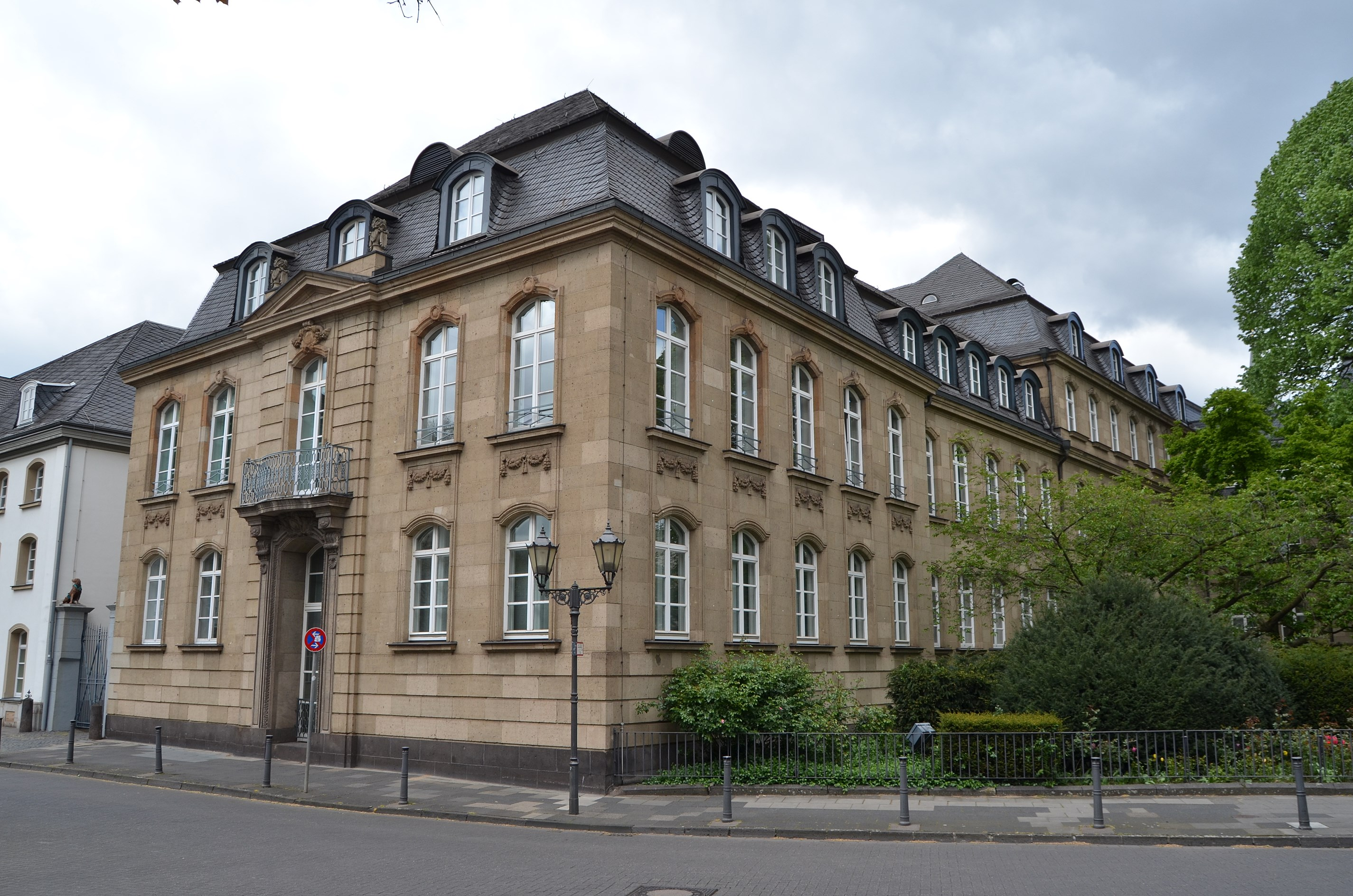
Hauptverwaltung von Franz Haniel & Cie. in Duisburg-Ruhrort

## Natur und Umwelt
In einem aktuellen städtischen Projekt wird mit den Duisburger Grünflächen in den rechtsrheinischen Stadtteilen ein Biotopverbund gestaltet.

## Persönlichkeiten
Der Geograph Gerhard Mercator, der 1594 in Duisburg starb, war einer der bedeutendsten Bürger der Stadt. Er schuf hier den ersten Atlas, der diesen Namen trug (Atlas sive cosmographicae meditationes de fabrica mundi et fabricati figura). Auch die Industriellen August Thyssen und der in Ruhrort geborene Franz Haniel haben Duisburg im 19. und 20. Jahrhundert entscheidend geprägt.
Der in Meiderich geborene Wilhelm Lehmbruck (1881–1919) und der Beecker Cyrus Overbeck (* 1970) sind die beiden bedeutendsten Vertreter der modernen Kunst aus Duisburg. Lehmbruck ist in der Stadt ein eigenes Museum gewidmet. Overbeck vertritt zusammen mit nur fünf weiteren Künstlern, die deutsche Bildende Kunst in der Europäischen Akademie der Wissenschaften und Künste in Salzburg. 2018 deckte Cyrus Overbeck ein rechtsextremes Netzwerk um Pierre Krebs, Thorsten Heise, Hans Christian Petersen und dem Begründer der neuen Rechten Alain de Benoist auf.
Der bedeutendste Politiker, der mit Duisburg in Verbindung steht, ist Karl Jarres, der fast 20 Jahre lang – von 1914 bis 1933 – Duisburgs Oberbürgermeister war und von 1923 bis 1925 das Amt des Reichsministers des Innern bekleidete. Bei der Reichspräsidentenwahl 1925 erhielt Jarres im ersten Wahlgang die meisten Stimmen, zog jedoch im zweiten Wahlgang seine Kandidatur zugunsten von Hindenburg zurück. Er war eng befreundet mit dem Duisburger Unternehmer Peter Klöckner.
Horst Schimanski, ein fiktiver Duisburger Kriminalkommissar, den Götz George seit 1981 verkörperte und der bis zuletzt als Ruheständler aktiv war, zählt zu den wichtigsten zeitgenössischen Duisburger Figuren.
Der am 19. Juli 1974 in Duisburg geborene Komponist Ramin Djawadi ist berühmt für seine orchestralen Kompositionen für Film und Fernsehen. Er wurde von Hans Zimmer ausgebildet und schrieb zum Beispiel die Musik von „Game of Thrones“.
Jürgen Marbach, der ehemalige Geschäftsführer der Düsseldorfer Fluggesellschaft LTU wurde in Duisburg geboren. Er arbeitete u. a. auch als Geschäftsführer Marketing, Organisation und Arena der VfL Wolfsburg-Fußball GmbH und wurde 2013 zum Aufsichtsratsvorsitzenden beim MSV Duisburg gewählt.
Der erfolgreiche Unternehmer und Fressnapf-Gründer Torsten Toeller lebt in Duisburg-Buchholz. Auf der Forbes-Liste The World’s Billionaires 2015 wurde das Vermögen von Torsten Toeller mit ca. 1,7 Milliarden US-Dollar angegeben. Damit belegte er Platz 1118 der reichsten Menschen der Welt. Im Jahr 2021 wurde das Vermögen von Torsten Toeller, laut Forbes, mit 2,5 Milliarden Euro angegeben.
Bärbel Bas ist eine in Duisburg-Walsum geborene deutsche Politikerin (SPD), die seit der Bundestagswahl 2009 Mitglied des Deutschen Bundestages ist. Am 26. Oktober 2021 wurde sie zur 14. Präsidentin des Deutschen Bundestages gewählt.